# Collégiale Saint-Martin de Champeaux
Ne doit pas être confondu avec Collégiale Sainte-Marie-Madeleine de Champeaux.
L'ancienne collégiale Saint-Martin de Champeaux est une église catholique paroissiale, située à Champeaux, dans le département français de Seine-et-Marne. Elle remplace une église abbatiale plus ancienne, où un chapitre de douze chanoines séculiers s'était substitué aux religieux au début du XIIe siècle. Il est placé sous la protection de l'évêque de Paris, et entreprend la construction d'une nouvelle église vers 1160. Ses dimensions sont particulièrement imposantes : avec une longueur de 65 m, elle compte parmi les plus grandes églises gothiques des XIIe siècle et XIIIe siècles en Île-de-France. Ceci explique aussi la lenteur du chantier, qui connaît une interruption entre 1220 et 1270, et l'austérité de l'architecture.
En effet, il n'y a pas de triforium, et les fenêtres ne sont pourvues de réseaux que dans les collatéraux du chœur. Ceci n'exclut pas une exécution soignée, avec notamment des colonnettes monolithiques, particulièrement fines, et des chapiteaux d'une grande qualité. En dépit de la longueur du chantier, la cohérence stylistique de l'ensemble est assurée. L'on identifie les influences des cathédrales de Paris et de Sens. Les stalles Renaissance et les remarquables vitraux figurent parmi les réalisations artistiques notables des XVe siècle et XVIe siècle en région parisienne. En dépit de ses dimensions, la collégiale n'avait pas vocation d'église paroissiale entre 1242 et 1790, et servait donc uniquement aux célébrations des chanoines, qui étaient au nombre de vingt-trois entre 1208 et 1594, puis de nouveau au nombre de douze.
La Révolution française met un terme à l'existence du chapitre, et Champeaux perd son rôle de chef-lieu de la prévôté du chapitre, qui s'étend sur un certain nombre de seigneuries. La collégiale devient église paroissiale, et est classée monument historique par liste de 1840. Cependant, sa restauration n'intervient que tardivement à la fin du XIXe siècle, et sauve de justesse l'immense édifice de la ruine, sans pourtant être complète. Aujourd'hui, l'ancienne collégiale Saint-Martin est enfin restaurée ; elle conserve sa vocation de lieu de culte du pôle paroissial de Mormant, et des messes dominicales continuent d'y être célébrées tout au long de l'année.

## Historique

### Les origines
La collégiale Saint-Martin a eu comme ancêtre une abbaye ou plutôt un prieuré, qui, d'après les chroniques de Saint-Denis, aurait été fondée par sainte Fare (600-657). Le monastère aurait été accompagné d'une église consacrée à saint Martin de Tours. Par son testament rédigé en 634, sainte Fare donne effectivement des terres situées à Champeaux à l'abbaye de Faremoutiers, dont elle est la fondatrice. Son père, Hagnéric, comte de Meaux et maire du palais, avait possédé l'ensemble des terres de Champeaux. À sa mort, il les avait laissé à ses enfants : Fare, saint Faron, évêque de Meaux, et saint Valbert, abbé de Luxeuil. Si ces faits sont incontestables puisque le testament de sainte Fare s'est conservé, l'on ne peut plus prouver que sainte Fare est la fondatrice du prieuré, car les archives de l'abbaye de Faremoutiers ont été anéanties dans un incendie avant le milieu du XIIe siècle. Quoi qu'il en soit, l'établissement d'une petite filiale de Faremoutiers n'a rien d'invraisemblable. Saint Merry, atteint d'une maladie lorsqu'il se rendit à Paris, se serait réfugié dans le monastère de Champeaux entre 697 et 700.
Peu de temps après, il meurt à Paris. Le monastère existe donc à cette époque. Dans des lettres du pape Benoît VII, Champeaux est qualifié d'abbaye. Au début du XIIe siècle, cette abbaye se commue en chapitre, dans des circonstances qui restent obscures. Un acte de concession d'une prébende à l'abbaye Saint-Victor de Paris nouvellement fondée de 1133 mentionne un prévôt et un chapitre pour Champeaux. Une bulle pontificale d'Innocent II de 1138 évoque les prébendes de Champeaux, ce qui va également dans le sens d'une collégiale, les prébendes individuelles n'existant pas dans les abbayes. En cette même année, l'abbaye Saint-Victor veut faire du chapitre sa filiale, ce qui implique le remplacement des chanoines séculiers par des Chanoines réguliers de saint Augustin envoyés par l'abbaye parisienne. Elle dispose de l'appui du roi Louis VII, mais le chapitre de Paris et l'évêque s'y opposent,,.

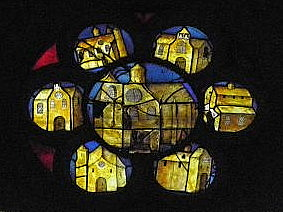
Doyenné de Champeaux (vitrail à la fin du collatéral sud du chœur).

Champeaux est alors une paroisse qui, avec celles voisines de Saint-Méry, La Chapelle et Quiers, forme une exclave du diocèse de Paris au sein de l'archidiocèse de Sens. Quiers est, à vraie dire, une exclave de l'exclave. L'ensemble a vraisemblablement sa cause dans une donation de plusieurs abbayes, dont Champeaux, par le roi Charles le Simple à Anschéric, évêque de Paris de 886 à 911, en compensation des désagréments subis lors des invasions normandes. Après 1138, Champeaux fonde deux filiales : Fouju et Andrezel. Ensuite une septième paroisse dans l'enclave est créée par démembrement d'Andrezel, appelée L'Étang-de-Vernouillet. L'ensemble forme un doyenné rural avec siège à Champeaux. Le chapitre est seigneur de Champeaux et y exerce la justice seigneuriale. En 1162, il rend un grand service à la population en obtenant du roi Louis VII l'affranchissement des serfs sur son territoire. Les chanoines sont au nombre de douze à cette époque. En 1200, ils demandent que leurs prébendes soient partagées, ce qui leur permet d'assurer l'entretien d'autant de chanoines supplémentaires,,,.

### Le chapitre de Champeaux duXIIIesièclejusqu'à la fin de l'Ancien Régime
Odon de Sully, évêque de Paris, ne veut pas autoriser le partage des prébendes sans avoir obtenu au préalable le consentement du pape Innocent III. C'est chose faite en 1208, et il décide que chaque chanoine qui décède soit remplacé par deux autres, à l'exception toutefois de celui nommé par l'abbaye Saint-Victor. L'on apprend à cette occasion que les prébendes de la première année de chaque titulaire sont perçues par l'abbaye Saint-Victor, et non par les titulaires. En 1208 également, l'évêque procède à un partage des terres de la prévôté de Champeaux avec le chapitre. Une nouvelle collégiale est alors en train de se construire : le transept est déjà terminé, et la nef approche son achèvement. Cet énorme chantier n'a pas laissé de traces dans les archives. En 1212, l'évêque Pierre II de la Chapelle instaure un chantre à la collégiale Saint-Martin, avec le consentement de son chapitre, et se réserve la nomination de ses successeurs pour l'avenir. Le chantre doit prêter hommage à l'évêque, à l'instar du prévôt, mais sa rémunération doit être versée sur les revenus de la prévôté. Elle est fixée à douze livres par an. Les chanoines touchaient initialement vingt-cinq livres, mais la moitié suffit alors pour vivre convenablement, ce qui motiva le partage des prébendes. Le chantre est obligé de résider toute l'année à Champeaux, et ne doit pas s'en éloigner sous le prétexte d'études. Il a le grade de diacre, et sa place est sur la première stalle à droite.
D'après Marcel Lacroix, la collégiale aurait eu la destination de centre de théologie, et l'instauration du chantre a comme but d'en faire aussi un centre de musique religieuse, mais il n'est pas clair sur quels éléments se basent ces affirmations. En 1276, le chanoine Dreux de Saint-Merry fonde à la collégiale le Pain du Chapitre, et donne pour cela sa ferme d'Aulnay. En 1308, le roi Philippe IV de France prend le chapitre sous sa protection. Le nouveau chœur est alors très avancé. Un cloître est accolé à la collégiale au sud, et l'église paroissiale la jouxte au nord. Son curé est nommé par l'évêque, mais il prête serment au chapitre. Aucun fait important ponctue l'histoire du chapitre jusqu'à la fin du Moyen Âge, mais sous la protection de son prévôt, Champeaux se développe en un bourg prospère. La foire du 6 novembre est concédée par Philippe VI en 1338. Une léproserie est créée en 1352, le bourg est fortifié en 1405 - c'est la guerre de Cent Ans - et un hôtel-Dieu est fondé en 1457,.
Le pays souffre de la guerre de Cent Ans mais peut-être davantage encore des guerres de religion du dernier tiers du XVIe siècle. Les biens du chapitre s'en trouvent considérablement diminués, et le 18 novembre 1594, les chanoines obtiennent de Pierre de Gondi, évêque de Paris, que les nominations de chanoines soient suspendues jusqu'à leur nombre soit réduit à douze. En plus, les revenus de la chapelle Saint-Léonard de Quiers sont réunies aux prébendes des chanoines, afin que ceux-ci puissent remplacer leurs aubes, et pour que leurs enfants de chœur puissent en avoir. Ces dispositions sont confirmées par lettres-patentes du 3 juin 1611. Sous la Fronde, le 16 septembre 1652, trois régiments, l'un relevant du prince Louis II de Bourbon-Condé, l'autre du prince Armand de Bourbon-Conti et le troisième étant allemand, foncent sur Champeaux et pillent la collégiale.
Ils détruisent les archives, les vases sacrés, les habits sacerdotaux ; occupent l'église avec leurs chevaux et brûlent le portail. Les chanoines rénovent leur église et renouvellent son mobilier. En 1680, ils obtiennent la permission pour supprimer plusieurs autels, qui encombraient les arcades et surchargeaient l'intérieur de la collégiale. Le 23 novembre 1683, l'évêque François Harlay de Champvallon émet un règlement au sujet de la discipline et de la gestion du temporel. La Révolution française supprime l'ensemble des monastères et chapitres, et il en va de même du chapitre de Champeaux en 1790. Celui-ci est à cette époque seigneur des Bordes d'Andy, des Hauts-Champs à La Chapelle-Gauthier, de Fleury à Courpalay, de Beauregard et de Mont-Saint-Martin à Crisenoy, de Fouju, de Quiers et de Saint-Méry. Les habitants décident alors de faire de la collégiale leur église paroissiale, ce qui la sauve de la démolition. C'est donc l'église paroissiale, bâtie en 1242 avec le consentement du chapitre, qui est démolie. La disparition du chapitre et de la prévôté de Champeaux enlèvent au bourg sa fonction de lieu central, et réduisent considérablement son activité,,.

### Classement et restauration

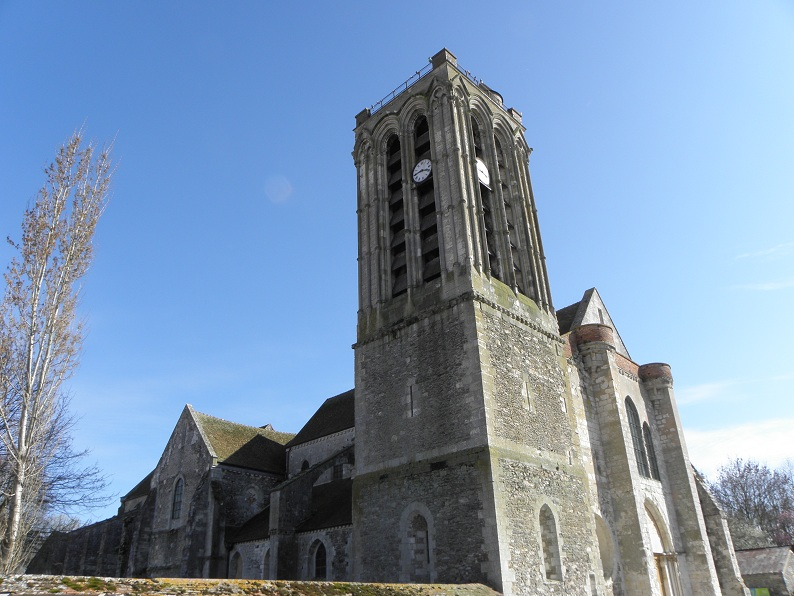
Vue depuis le nord-ouest.

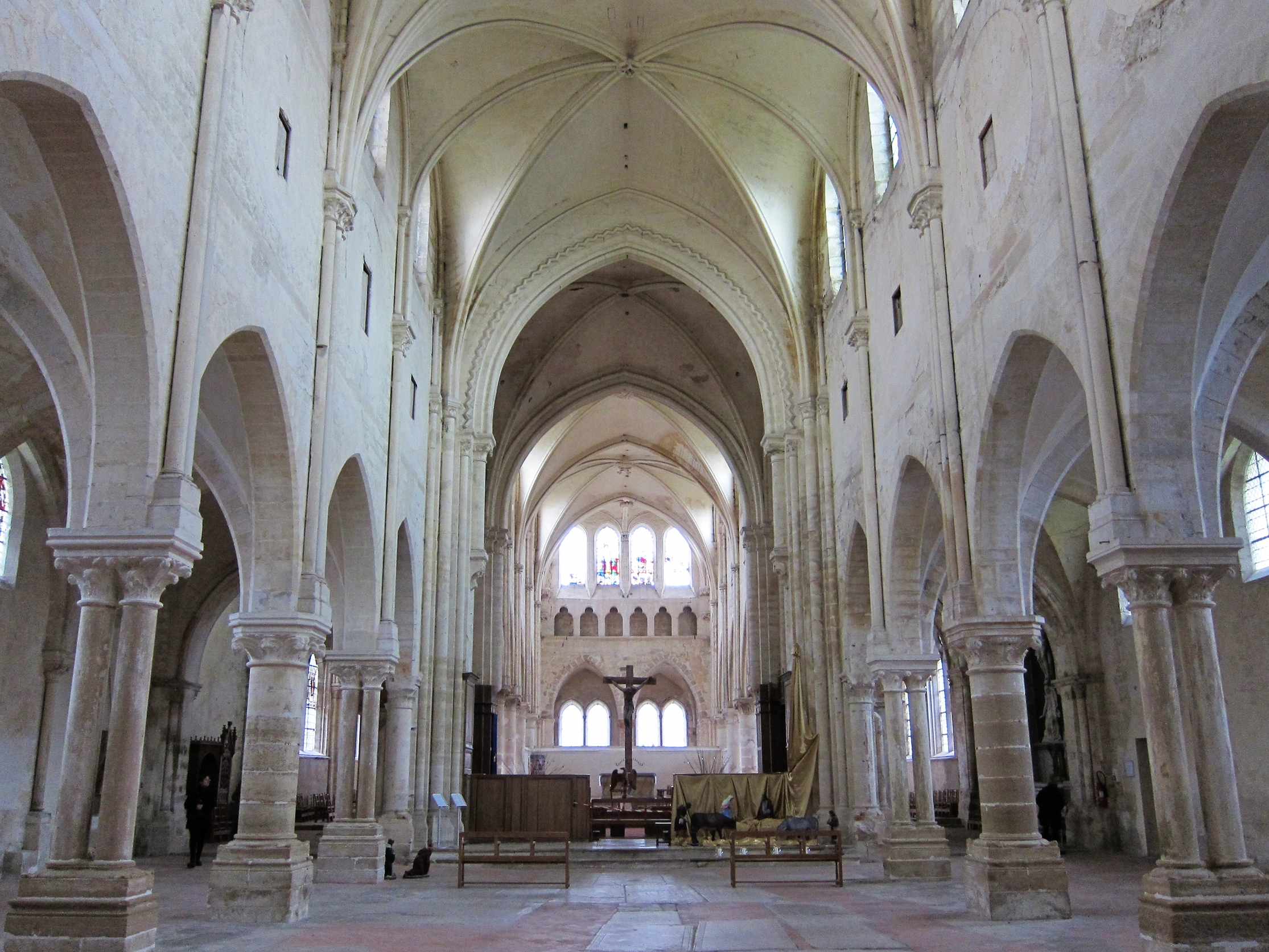
Vue intérieure depuis le portail occidental.

À l'issue de la période révolutionnaire, la collégiale présente un état de décrépitude sérieux qui nécessite des travaux disproportionnés au regard des ressources de la commune rurale de Champeaux. En 1817, la sacristie, établie dans le bas-côté sud du chœur, est supprimée. En revanche, la mairie est installée dans la première travée du bas-côté sud de la nef en 1825. Les tout premiers travaux de restauration en 1824 portent sur la réparation des vitraux. Le baron Ferdinand de Guilhermy qualifie la collégiale de Champeaux de l'un des monuments les plus remarquables des environs de Paris. « L'architecture imposante et les dimensions de cet édifice lui donnent une valeur vraiment exceptionnelle, et lui ont mérité une place dans la nomenclature officielle des monuments historiques de la France ». Ce classement intervient par la liste de 1840, et permet d'engager quelques premiers travaux de 1844 à 1849.
Ils sont dirigés par l'architecte Pierre-Joseph Garrez, qui emploie malencontreusement la brique pour les échauguettes de la façade. Garrez fait aussi reprendre le couronnement de la tour. Le porche engonçant la façade est démoli en 1851. Cependant, la première véritable campagne de restauration du bâtiment n'est entreprise que de 1891 à 1905 sous l'égide de l'architecte en chef des monuments historiques, Sainte-Anne Auguste Louzier. Tout l'édifice est révisé. Les voûtes des bas-côtés du chœur et du déambulatoire sont en grande partie rebâties, et la plupart des grandes fenêtres sont refaites. Certaines parties de la nef sont également concernées, et plusieurs des colonnettes du clocher sont remplacées. En 1896 encore, les vitraux sont dans un état qui fait craindre leur perte à la moindre tempête.
G. Leroy a l'impression qu'ils n'ont jamais bénéficié du moindre entretien : les plombs sont défectueux, et les amateurs d'art malhonnêtes se servent pour enrichir leur collection. Marcel Lacroix note ses impressions en 1946 : « La collégiale, abandonnée par ses doctes occupants, bien que servant d'église paroissiale, s'est enfoncée dans le silence et dans l'oubli ; son grand vaisseau désert résonne étrangement sous le pas du visiteur étonné. Comme le dit si bien, dans sa récente étude, M. Donzet, seul l'esprit habite encore ces lieux, évocateurs de tant de science et de grandeur disparues ».
Pour autant, Saint-Martin de Champeaux requiert un entretien permanent. Fondée en 1946, l'association des Amis de la collégiale Saint-Martin de Champeaux s'attache depuis plus de soixante-cinq ans à la restauration de la collégiale. Son principal objectif est de réunir des fonds pour financer sa restauration, car ni l'État, représenté par la direction des Monuments historiques, ni le Conseil général de Seine-et-Marne ne disposent d'un budget suffisant. Le premier grand projet est le débadigeonnage des stalles en 1956. Puis les quatre faces de la tour sont restaurées, les contreforts refaits et les vitraux restaurées. En 1967, le portail est réparé par des artisans du village, et la cloche électrifiée. Le Comité départemental du tourisme réalise la mise en lumière de la façade à la demande du maire. En 1971, le chauffage est installé, et la toiture refaite du côté nord. En 1973, le portail (apparemment du bas-côté sud) est refait en pierre de Maincy. À l'intérieur, les cloisons qui séparaient les premières travées de chacun des bas-côtés du reste de l'édifice sont supprimées. Deux colonnes de la nef sont refaites. En 1974, l'installation électrique de la nef est remplacée, et la sacristie (dans la base du clocher) est modernisée. L'année 1977 voit la restauration complète du bas-côté nord de la nef, portant sur le mur, les voûtes et le dallage.
L'oculus de la façade du bas-côté est débouché et muni d'un vitrail au cours de l'année suivante. Toujours en 1977, le premier oculus au sud de la nef est ouvert, puis bouché de nouveau et décoré d'une peinture décorative (purement hypothétique du fait de l'absence de témoignage). En 1980, les installations électriques nécessaires à une sonorisation de l'église sont mises en place. La sacristie est revêtue de boiseries. En 1982, les voûtes du bas-côté nord (du chœur ?) et du transept sont à leur tour refaites. Entre 1983 et 1988, le sol des bas-côtés et du déambulatoire est successivement renouvelé avec des dalles en terre cuite, provenant de la tuilerie de la Bretèche à Ligny-le-Ribault. Les dernières finitions sont apportées en 1992. Le retable est restauré en 1989 grâce au mécénat d'Esso, qui exploite des puits à pétrole dans les environs. Les dalles funéraires de l'abside sont restaurées en 1990. À la suite de l'évolution de la restauration, furent tenues en 1991 les célébrations liturgiques de la Semaine Sainte selon l'Officium Hebdomadæ Sanctæ de Tomás Luis de Victoria, qui étaient suivies de son enregistrement important. La coursière au revers de la façade occidentale est restituée en 1993. En vue de l'organisation de manifestations culturelles, des issues de secours sont créées en 1993 et 2001.
La réfection des toitures commence en 1998 à l'ouest, mais le 26 décembre 1999, une importante tempête endommage les toitures, et augmente considérablement le volume des travaux. Pourtant peu de chose n'est entreprise dans un premier temps, et des bâches sont mises en place à certains endroits. — Depuis 1983, l'association Guillaume de Champeaux concourt à son animation culturelle et musicale. Outre le festival de Champeaux, au mois de juin, la collégiale est le siège d'auditions au cours de l'Avent musical et des Pâques musicales. Un centre d'art sacré jouxte par ailleurs la collégiale. Le 12 mai 2006, un mois avant le début du festival, une commission de sécurité visite l'église, et le préfet de Seine-et-Marne impose au maire d'interdire son accès au public pour des raisons de sécurité. Il invoque notamment un manque de solidité de l'édifice. Pourtant, aucun fait motivant une telle décision ne s'est produit : le bâtiment a dû être dangereux depuis longtemps déjà, ou bien la décision n'est pas fondée.
L'architecte Claude Soyer, expert auprès de la Cour d'appel de Versailles, émet un avis plus nuancé, et estime que la condamnation de certaines parties soit suffisante (bas-côté nord et croisée du transept). Le maire essaie donc d'obtenir au moins une dérogation pour le festival, mais sans succès. En utilisant des crédits déjà alloués en été 2005, le maire poursuit donc la réfection des charpentes et toitures des bas-côtés de la nef, du transept et du déambulatoire. La consolidation des voûtes des parties incriminées est ensuite réalisée sous la direction de l'architecte en chef des monuments historiques, Jacques Moulin. Depuis le 15 septembre 2007, la collégiale est rouverte au public. En 2013, la restauration du transept se poursuit. Le bas-côté sud de la nef est restauré extérieurement. — Sur le plan spirituel, Champeaux fait aujourd'hui partie du secteur de Mormant du pôle missionnaire de Mormant, qui regroupe un total de dix villages. Malgré la petite taille du village, des messes dominicales sont assurées dans la collégiale Saint-Martin tout au long de l'année, ce qui n'est possible que grâce à la participation des Frères Missionnaires des Campagnes.

## Description

### Aperçu général

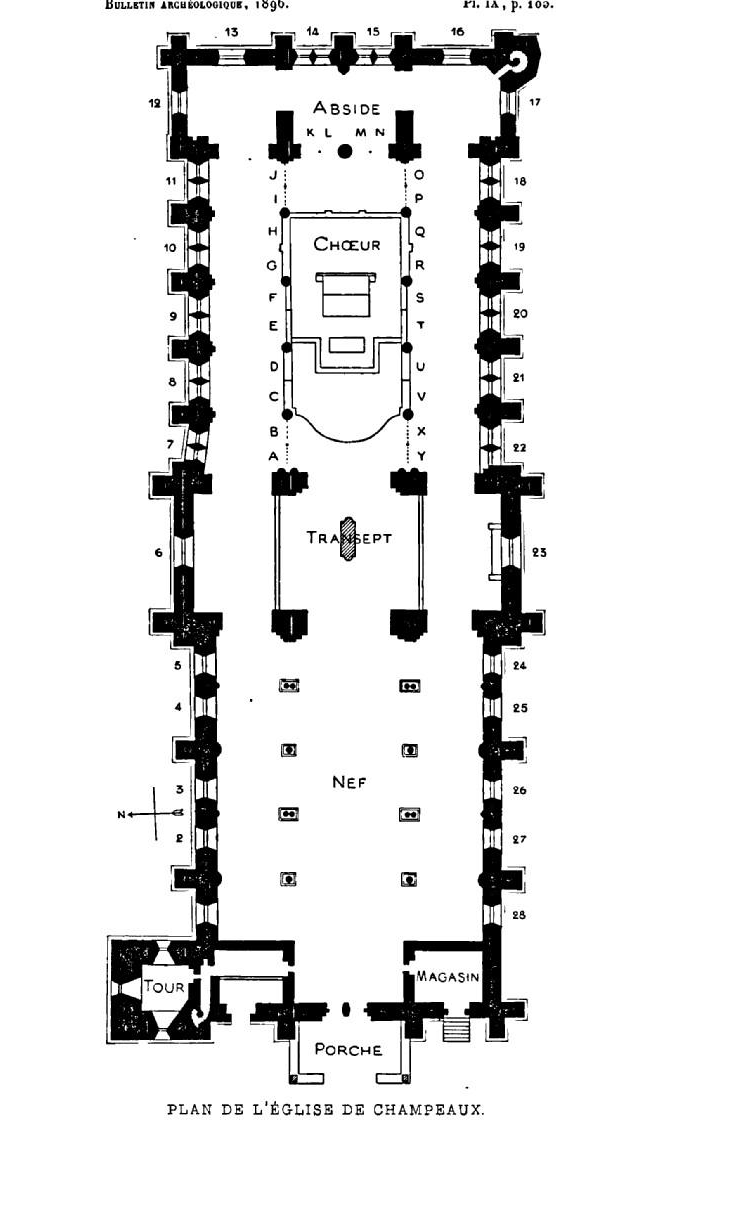
Plan de la collégiale.

Orientée à peu près régulièrement, mais avec une légère déviation de l'axe du côté de la façade occidentale, l'église répond à un plan symétrique si l'on ne tient pas compte du clocher qui s'élève à gauche de la façade, et dont la base sert de sacristie. L'église se compose d'une nef de six travées barlongues, accompagnée de bas-côtés ; d'un transept légèrement débordant dont la croisée est sensiblement carrée ; d'un chœur au chevet plat de cinq travées barlongues, accompagné de bas-côtés ; et d'un déambulatoire rectangulaire de quatre travées, dont deux correspondent à la largeur du chœur. Ce déambulatoire est dépourvu de chapelles. Il est toutefois à noter que selon l'aménagement actuel du chœur de la collégiale, avec un mur de clôture établi entre la quatrième et la cinquième travée, c'est cette dernière travée qui a vocation de déambulatoire.
— La longueur totale dans l'œuvre de l'édifice est de 65 m. La largeur atteint 20 m au niveau du transept, et la hauteur du vaisseau est de 15 m. L'ensemble oriental, y compris le déambulatoire, est légèrement plus long que la nef, ce qui est une caractéristique fréquente des églises ecclésiastiques. Les travées de la nef sont recouvertes deux par deux par trois voûtes sexpartites, et les quatre premières travées du chœur également. La dernière travée a été pareillement pourvue d'une voûte sexpartite, mais dans un sens perpendiculaire à l'axe de l'édifice, de sorte qu'une branche d'ogives retombe au milieu du chevet : cette disposition concorde avec la subdivision en deux grandes arcades du premier niveau d'élévation. Les bas-côtés et le déambulatoire sont recouverts par des voûtes sur croisées d'ogives simples. L'ensemble du vaisseau central présente une élévation sur trois niveaux: grandes arcades au rez-de-chaussée, étage intermédiaire percé de petites baies rectangulaires ouvrant sur les combles des bas-côtés, dernier niveau éclairé par des fenêtres hautes. L'église ne possède que deux accès : le portail occidental de la nef et le portail occidental du bas-côté sud.

### Extérieur

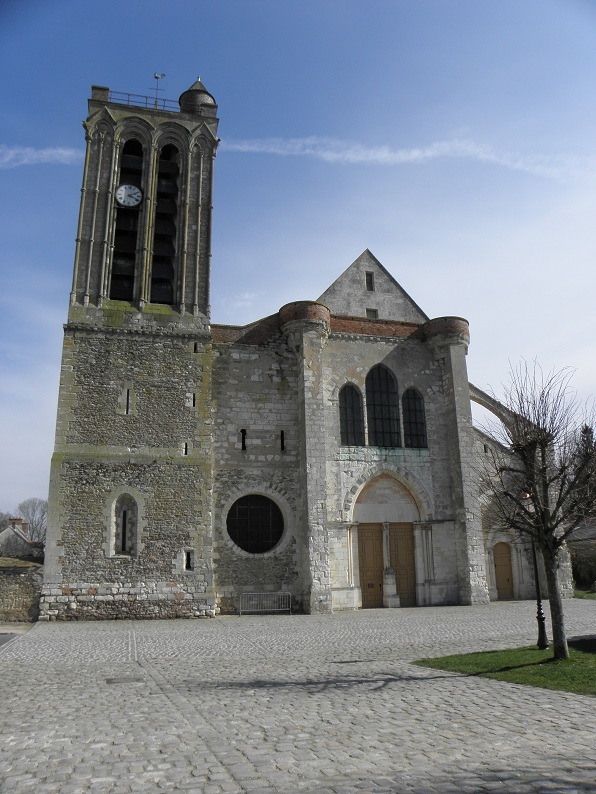
Façade occidentale.

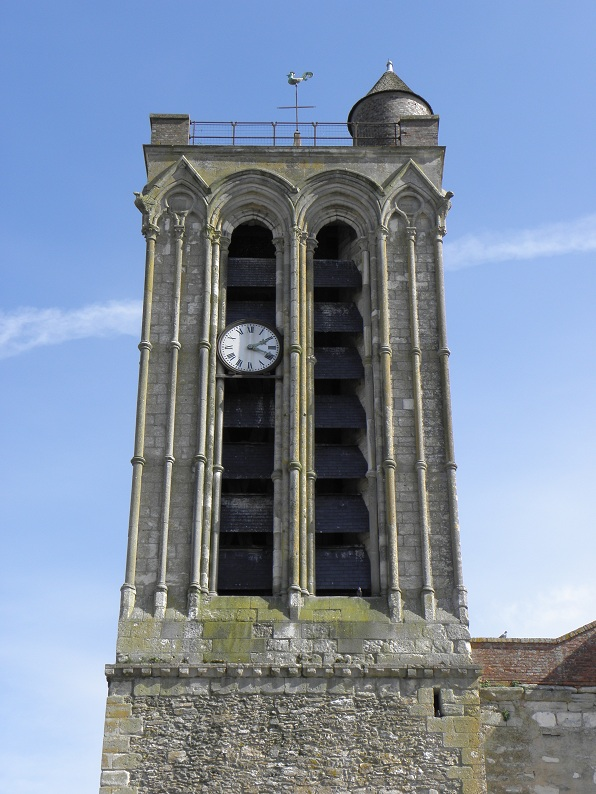
Beffroi de la collégiale.

L'appréhension globale de l'architecture extérieure de la collégiale de Champeaux est rendu impossible par son enclavement dans un grand parc privé fermé au public. Seule la façade occidentale donne sur la voie publique. Le bas-côté sud de la nef est visible depuis un chemin d'accès au parc, mais ce chemin est bordé par une maison au sud, ce qui empêche de contempler la collégiale avec du recul. La situation devait être comparable sous l'Ancien Régime, quand la collégiale était flanquée au nord par l'église paroissiale Notre-Dame, alors que les maisons canoniales cernaient la collégiale à l'est et au sud. L'église paroissiale, démolie en 1792, était longue de 27 m, large de 10 m, et flanquée également d'un clocher au nord.
Au lointain, la ligne de crête des toits de la collégiale, discontinue, trahit une construction échelonnée de l'édifice : transept, nef, chœur puis déambulatoire. Des défauts de raccordement entre les différentes parties de l'église sont perceptibles. Le transept est sensiblement moins haut que la nef et le chœur, ce qui est également perceptible à l'intérieur. Au niveau de la nef, les arcs-boutants correspondent aux arcs-doubleaux : il n'y en a pas pour les branches d'ogives supplémentaires des voûtes sexpartites. Le type de voûtement se traduit donc clairement par la disposition extérieure. Ceci n'est pas le cas au niveau du chœur, où des arcs-boutants existent à l'intersection de chacune des travées.
L'attention du visiteur se porte sur la façade occidentale de l'édifice que domine son clocher de 28 mètres. L'hétérogénéité et l'austérité de celle-ci résultent en partie de la fortification de la collégiale ordonnée par Charles VI en 1405. L'édifice fut alors doté de meurtrières, chemin de ronde et échauguettes, restaurés en briques au XIXe siècle. D'autre part, l'appareil n'est pas de même qualité partout : la base, le premier étage aveugle du clocher et les murs des bas-côtés, excepté les pignons, sont en petits moellons irréguliers, alors que le reste est en pierre de taille, y compris les élévations latérales. La façade est structurée verticalement par les contreforts de la nef, qui sont assez saillants et strictement verticaux. Ils sont amortis par les échauguettes en demi-encorbellement, par ailleurs limitées aux garde-corps. Ces garde-corps, ainsi que celui du chemin de ronde, sont aujourd'hui en briques rouges. Une corniche de corbeaux court à leur pied.
La partie haute du mur occidental de la nef est ajourée d'un triplet, dont l'on remarque la finesse des trumeaux, mais la décoration fait entièrement défaut. Un arc de décharge est visible au-dessus du triplet. Le portail central, autrefois précédé d'un porche, a perdu presque toute son ornementation. Il présentait au trumeau une statue de saint Martin de Tours, et au tympan un Jugement dernier, éléments sculptés disparus depuis. Aujourd'hui, la double archivolte fait apparaître deux rangs de claveaux non moulurés et en partie érodés, et le tympan est parfaitement lisse et nu. Deux fines colonnettes en délit flanquent encore le portail à gauche et à droite. La moulure de leurs tailloirs se poursuit sur les murs sous la forme d'un bandeau.
Du trumeau, seule la base reste encore intacte. — Le mur du bas-côté nord est sans intérêt ; l'on y voit seulement un grand oculus rond. Un petit portail en anse de panier donne accès au collatéral sud. Son arc de décharge en tiers-point repose sur deux fines colonnettes à chapiteaux. Dans le petit appareil de moellons du mur au-dessus, l'on identifie facilement un arc de décharge en arc largement outrepassé. Un cordon de têtes-de-clou court sous le rampant du demi-pignon. De tels cordons sont également présents sur les arcs-boutants. Le contrefort d'angle à droite de la façade se termine par un glacis à gradins, et épaule la culée du premier arc-boutant. La corniche de corbeaux des bas-côtés inclut les contreforts.
Seul l'étage du beffroi du clocher égaye la façade. Posée sur une souche de deux niveaux en calcaire taillé et moellons, il est directement inspiré des tours de Notre-Dame. De plan carré, chacune de ses faces présente deux hautes baies à triples voussures portées par des colonnettes baguées. Leur arc brisé est surbaissé. De part et d'autre, deux arcatures plaquées, sommées d'un oculus, prennent place sous un arc mitré. Aucune corniche ou balustrade ne prolonge cet étage. Seule une tourelle anime l'angle sud-ouest de la tour.

### Intérieur

#### Nef

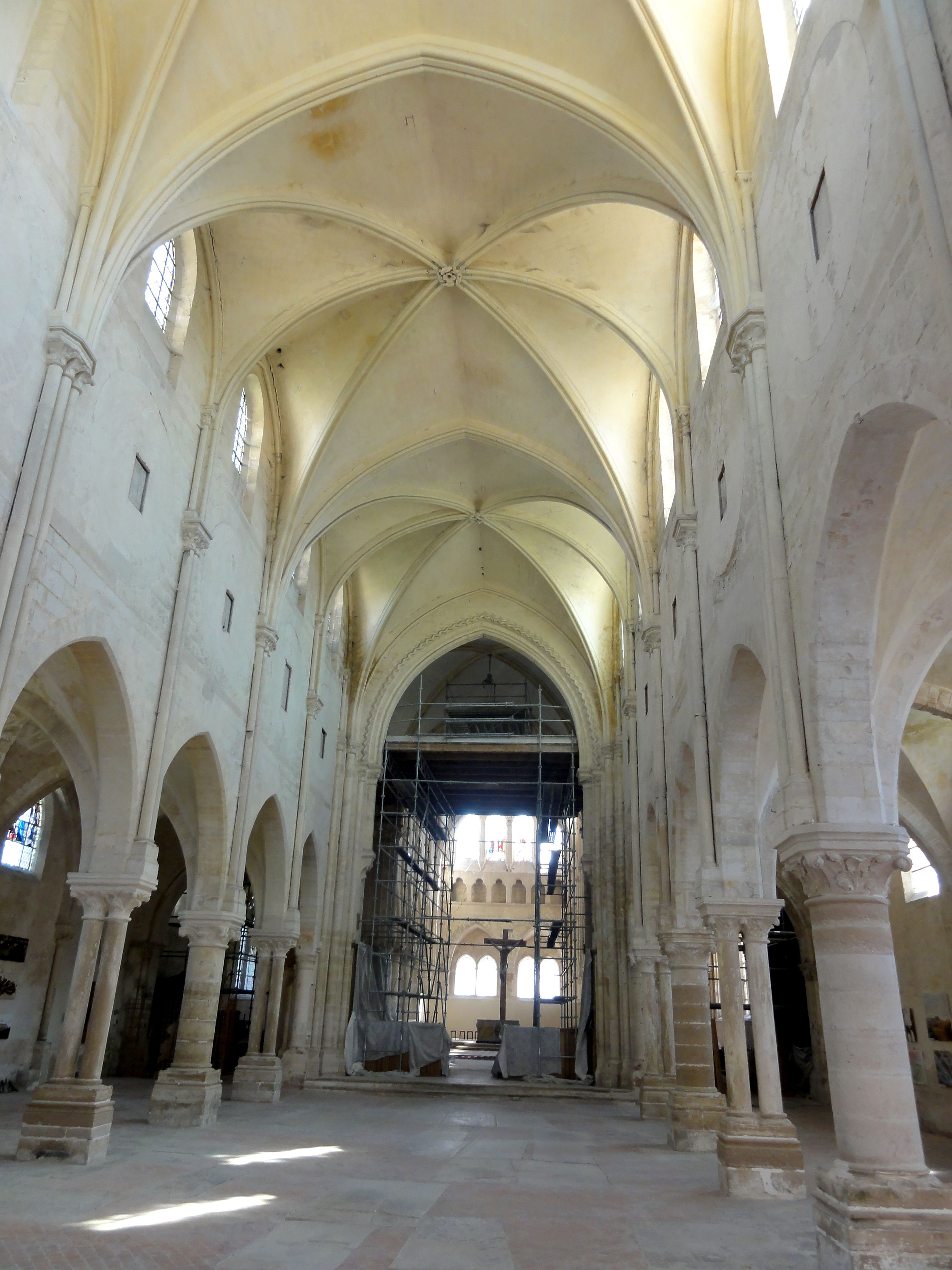
Nef, vue vers l'est.

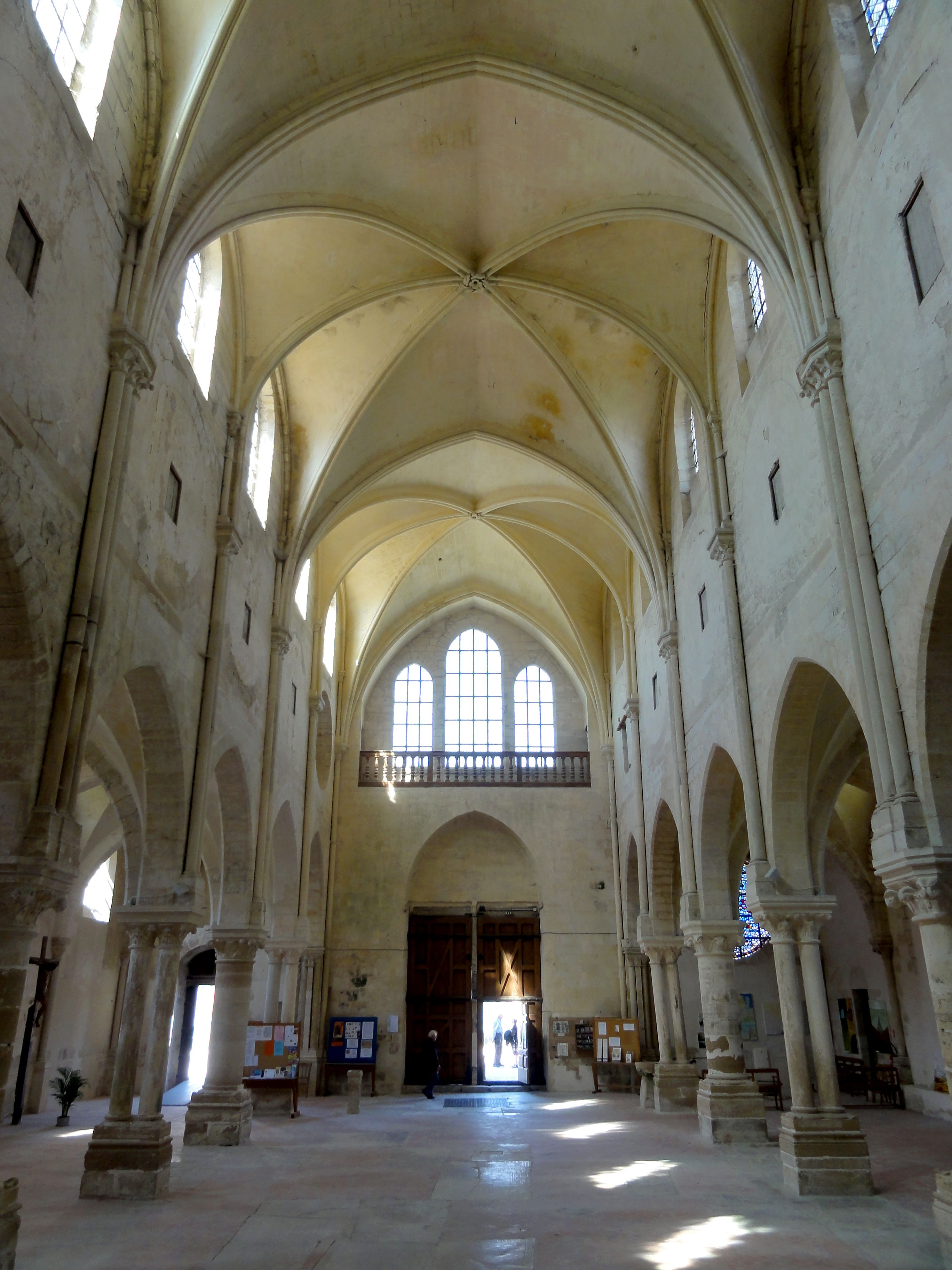
Nef, vue vers l'ouest.

Franchi le seuil de la collégiale, le visiteur est saisi par l'ampleur du bâtiment, sa relative homogénéité stylistique, et sa luminosité. Fruit pourtant de plusieurs campagnes de construction s'échelonnant de 1160 au début du XIVe siècle, l'édifice n'en garde pas moins une grande cohérence dans son parti organisationnel et sa distribution interne. Allant au-delà de certaines difficultés de financement, les chanoines de Champeaux ont conduit à terme un projet ambitieux. La nef et ses collatéraux ont été édifiés en une trentaine d'années (entre 1180 et 1210 environ). La rapidité de la campagne de construction a permis de garantir régularité et homogénéité à cette partie de l'édifice. Elle n'a pas encore été débadigeonnée.
L'élévation réunit les influences de la proche église métropolitaine de Sens et de la cathédrale Notre-Dame de Paris. Le voûtement sexpartite entraîne une alternance entre supports forts et faibles, qui, comme à Sens, est très marquée. Comme à Sens, les supports faibles se présentent sous la forme de deux fûts superposés, dont les chapiteaux fusionnent. Mais l'architecte de la collégiale Saint-Martin a su sublimer ce parti en employant de fines colonnettes en délit.
Comme à Paris, de gros piliers monocylindriques appareillés en tambour ont été retenus pour les temps forts ; à Sens, ce sont des piliers cantonnés. L'on note que la plupart des bases à griffes d'origine sont encore intactes. Les chapiteaux sont tous différents et présentent une sculpture de qualité, inspirée de la flore locale. Ornés de feuilles plates, dentées ou lobées, de crochets, ils s'apparentent à ceux du chœur de Notre-Dame de Paris. Les corbeilles des grands chapiteaux correspondant aux temps forts sont peu élevés, et ont des tailloirs carrés aux angles abattus. Les petits chapiteaux correspondant aux temps faibles se partagent un même tailloir rectangulaire. Les tailloirs des deux types de chapiteaux portent les socles des colonnettes supportant les nervures des hautes voûtes.
Cette disposition est inspirée elle aussi de Notre-Dame de Paris et a été adoptée dans un grand nombre d'églises, mais contrairement à la cathédrale diocésaine, où l'on compte toujours trois colonnettes tant pour les temps forts que pour les temps faibles, l'architecte de Champeaux a réduit leur nombre à deux pour les temps faibles : il n'y a aucune correspondance avec le nombre des éléments à supporter (à Sens, il n'y a qu'une seule colonnette aux temps faibles). En même temps, des colonnettes ont délit ont été adoptées, ce qui permet de réduire leur diamètre et augmente l'élégance de l'édifice. Ce parti est aussi plus onéreux à réaliser, et c'est peut-être pour cette raison que les grandes arcades n'ont pas bénéficié de la moindre mouluration. Elles sont à un seul rang de claveaux et simplement chanfreinées, comme déjà à la période romane,.
Au-dessus des grandes arcades, aucun bandeau ou larmier ne scande horizontalement les murs. Il n'y a pas de galeries ouvertes sur les combles ou de triforium, mais seulement des oculi bouchés d'un diamètre excessif de 2,90 m, qui ont été remplacés par de petites ouvertures rectangulaires munies de volets en bois. Le diamètre important des oculi donne à penser que ceux-ci devaient être initialement munis d'un remplage, et la disposition devait alors rappeler le troisième niveau d'élévation du transept de Notre-Dame de Paris. L'on suppose que les oculi ouvertes directement sur les combles ont été bouchés au XVIe siècle, car entraînant des courants d'air à l'intérieur de l'église. — Les chapiteaux du second ordre se situent exactement à mi-hauteur des anciens oculi. Pour les temps forts, l'on relève trois chapiteaux fusionnés qui se partagent un même tailloir aux angles abattus ; pour les temps faibles, ce sont encore des tailloirs uniques rectangulaires, comme au niveau des grandes arcades.
Ces tailloirs reçoivent les ogives et doubleaux, ainsi que les fines colonnettes en délit des formerets, dont les chapiteaux se situent un peu au-dessus du niveau du seuil des fenêtres hautes. Celles-ci sont des baies uniques en arc brisé, sans remplage et dépourvues de toute ornementation, ce qui cadre avec la sobriété des grandes arcades. Les profils des ogives et doubleaux sont presque analogues : sur les ogives, une fine arête se dégage entre deux tores, alors que sur les doubleaux, plus larges, l'arête centrale devient un filet. Les clés de voûte sont de délicates petites compositions de feuillages ; celle de la seconde voûte est tournante,.
Restent à mentionner la coursière au revers du triplet de la façade, qui relie les combles des bas-côtés, ainsi que l'arc triomphal vers la croisée du transept. Près de ce doubleau, comme par ailleurs au début de la nef, les colonnettes des ogives et formerets descendent jusqu'au sol. C'est aussi le cas des colonnettes de l'archivolte du doubleau, qui est décorée d'un double rang de bâtons brisés, l'un en positif, l'autre en négatif. Ce motif ornemental remonte à la période romane et est d'origine normande. Le doubleau lui-même est analogue aux doubleaux de la nef, mais à la fois moins élevé et plus épais. Les colonnes qui le supportent s'arrêtent rapidement sur des consoles, qui présentent un rang de feuillages, et semblent être portées par des atlantes représentant des rois dans une attitude digne malgré la charge qui pèse sur eux.

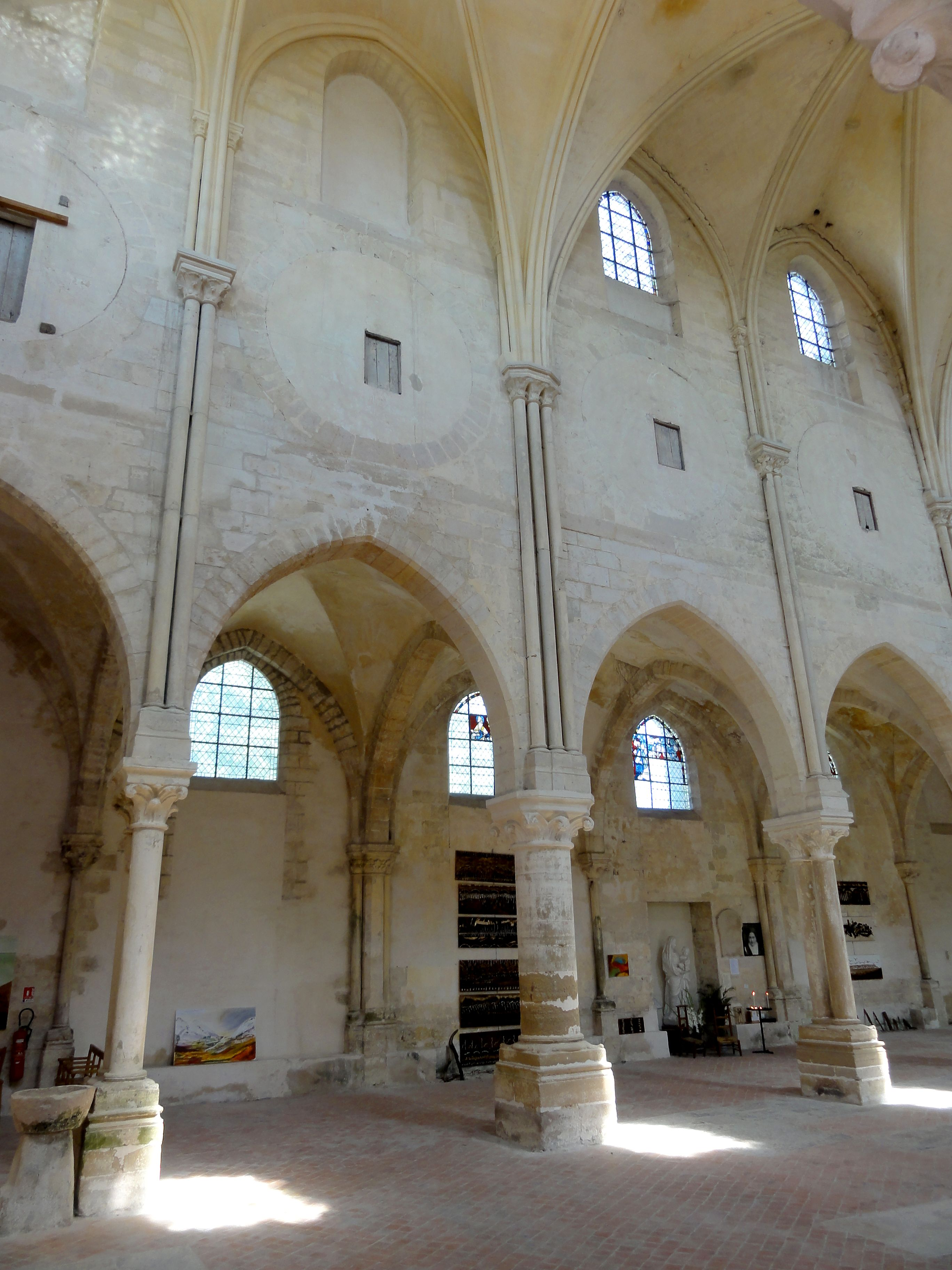
Élévation nord.
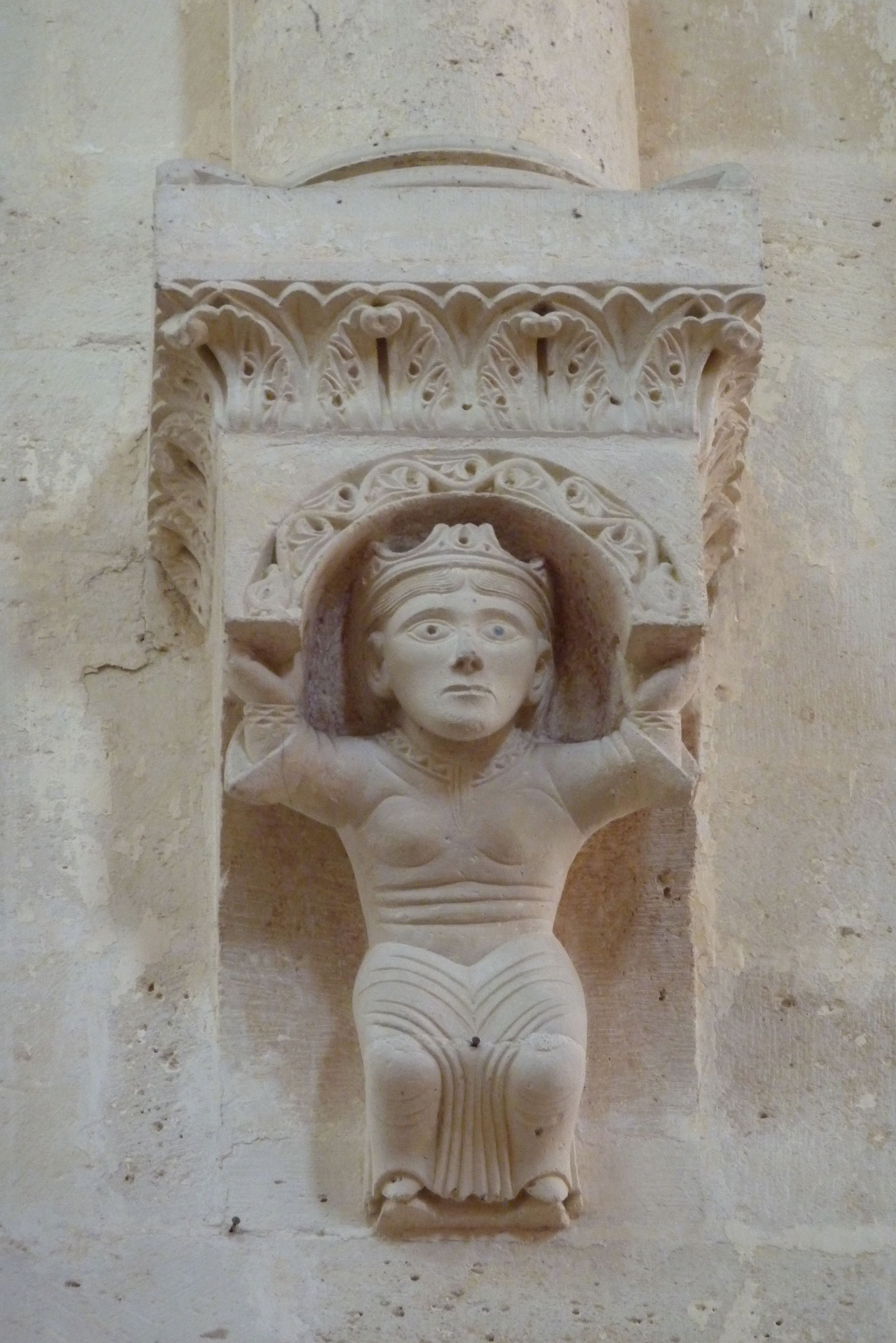
Console de l'arc triomphal.
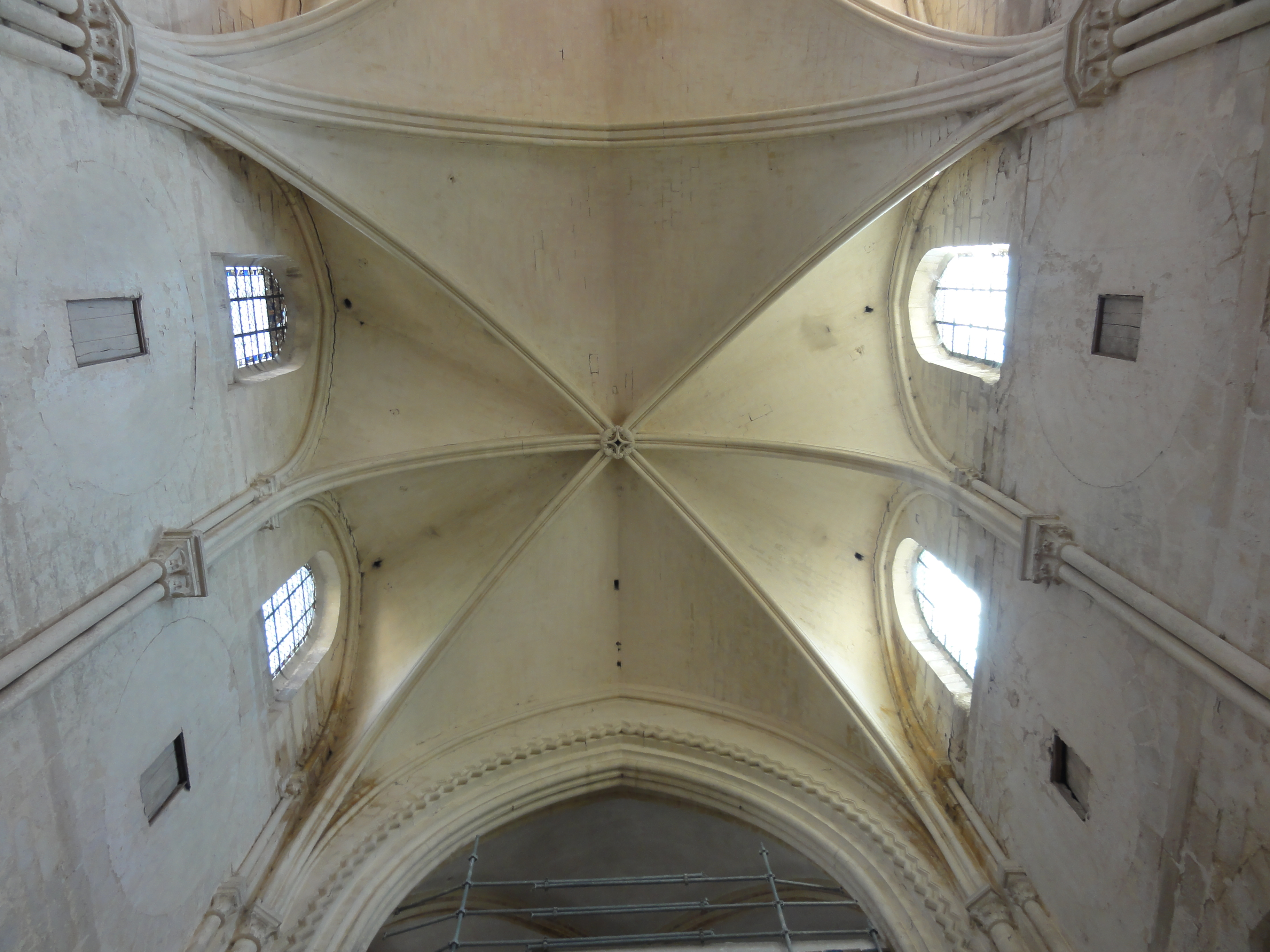
Voûte sexpartite.
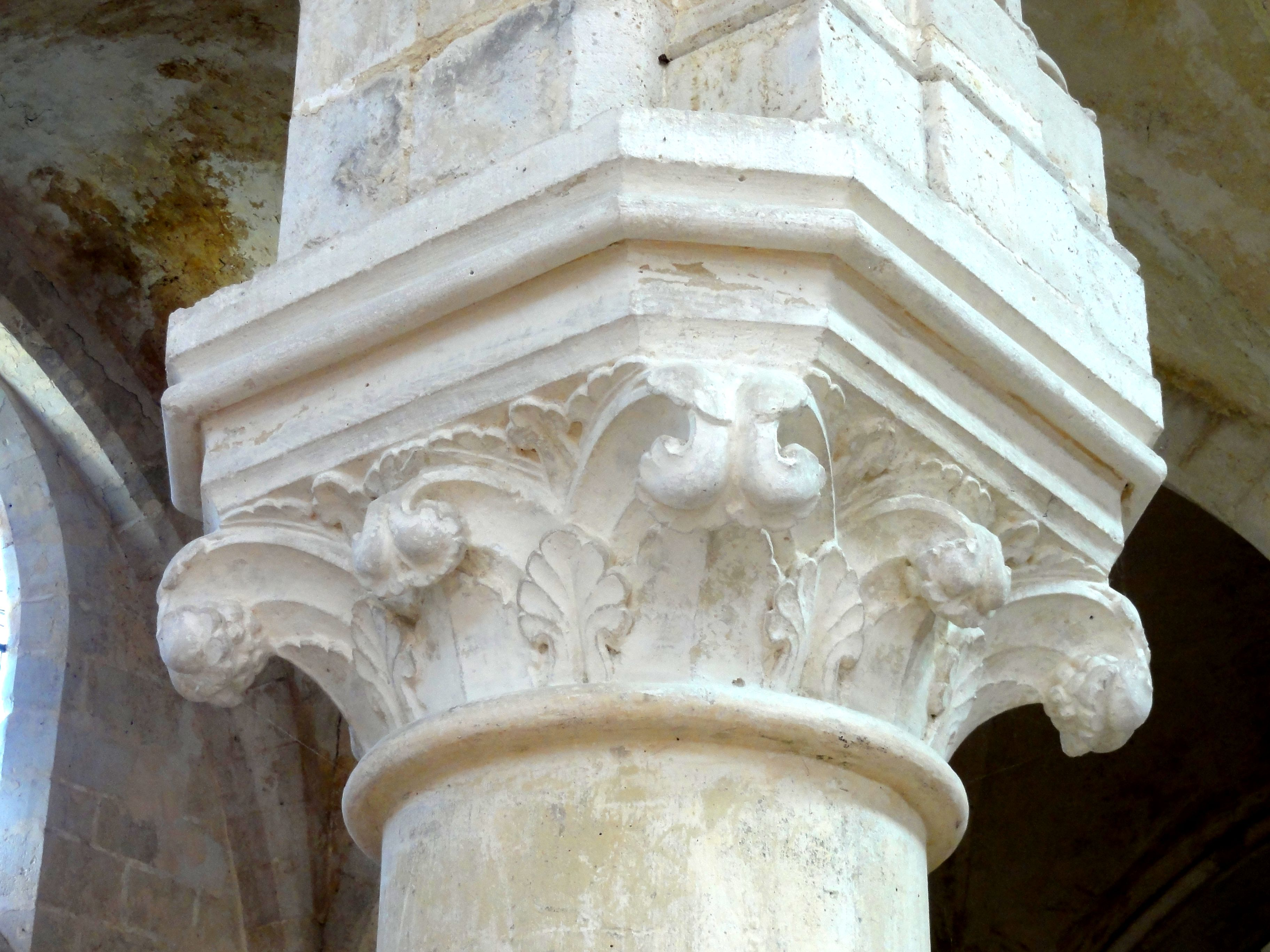
Chapiteau des temps forts.
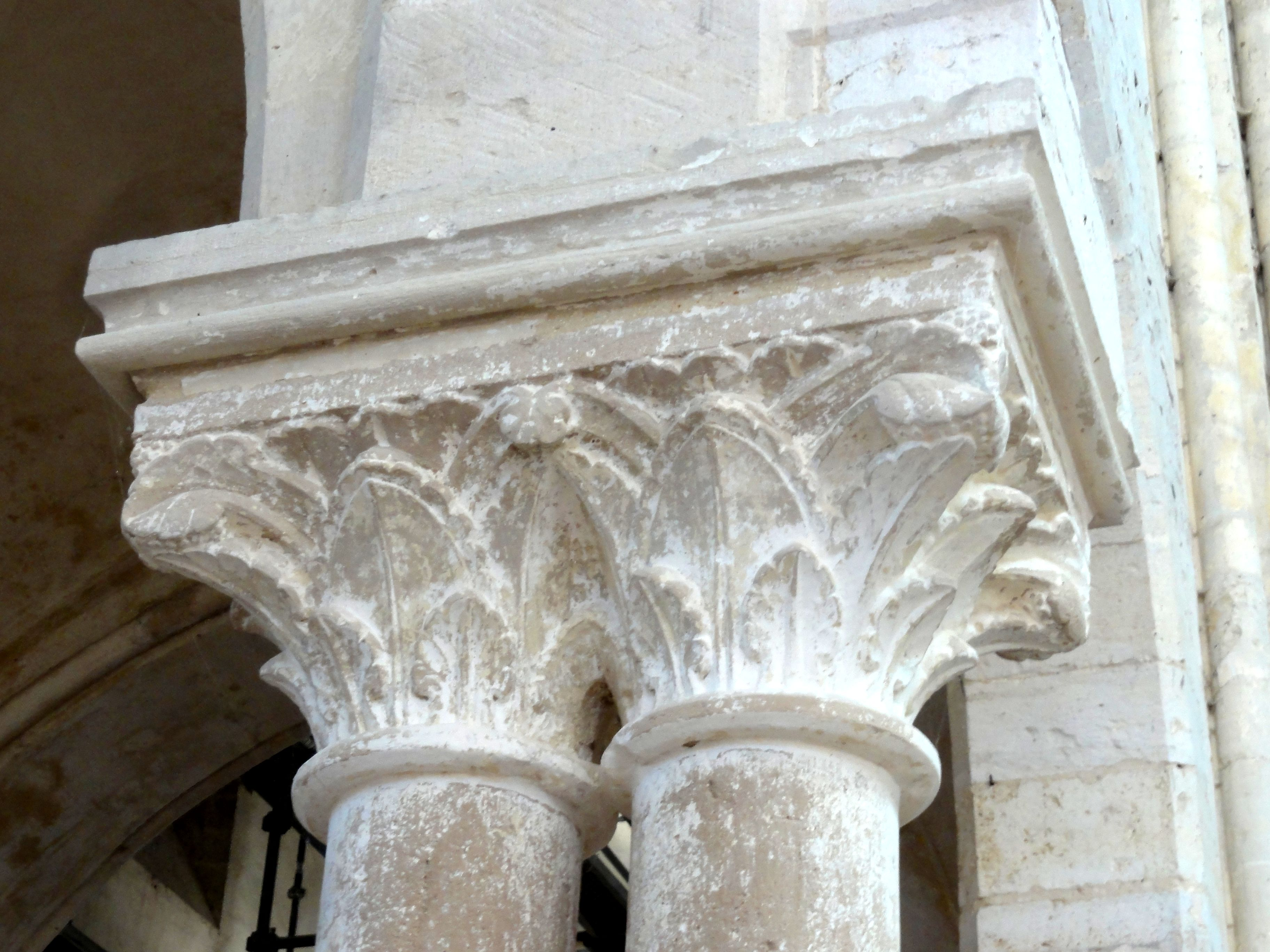
Chapiteau des temps faibles.
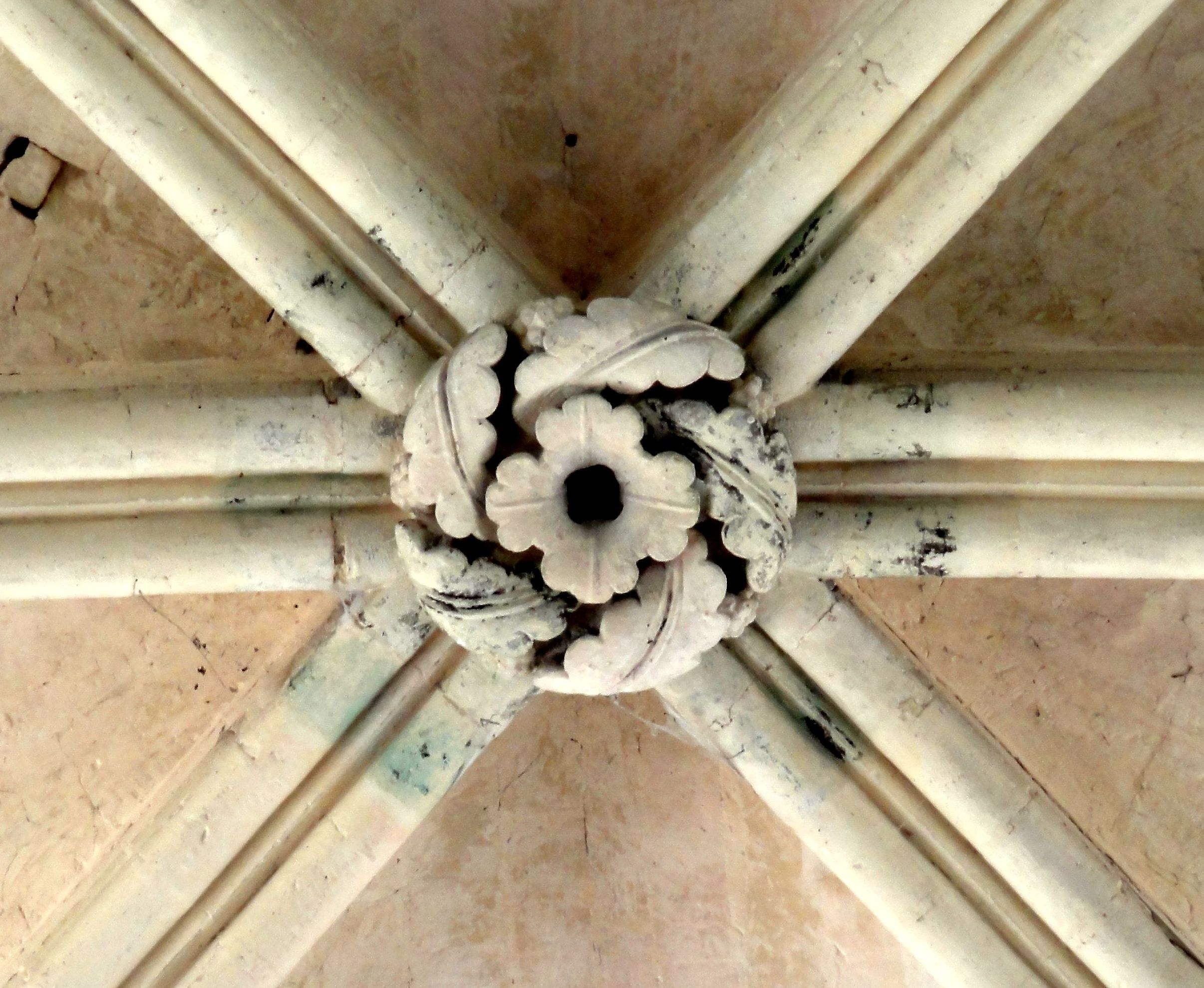
Clé de la 2e voûte.

#### Bas-côtés

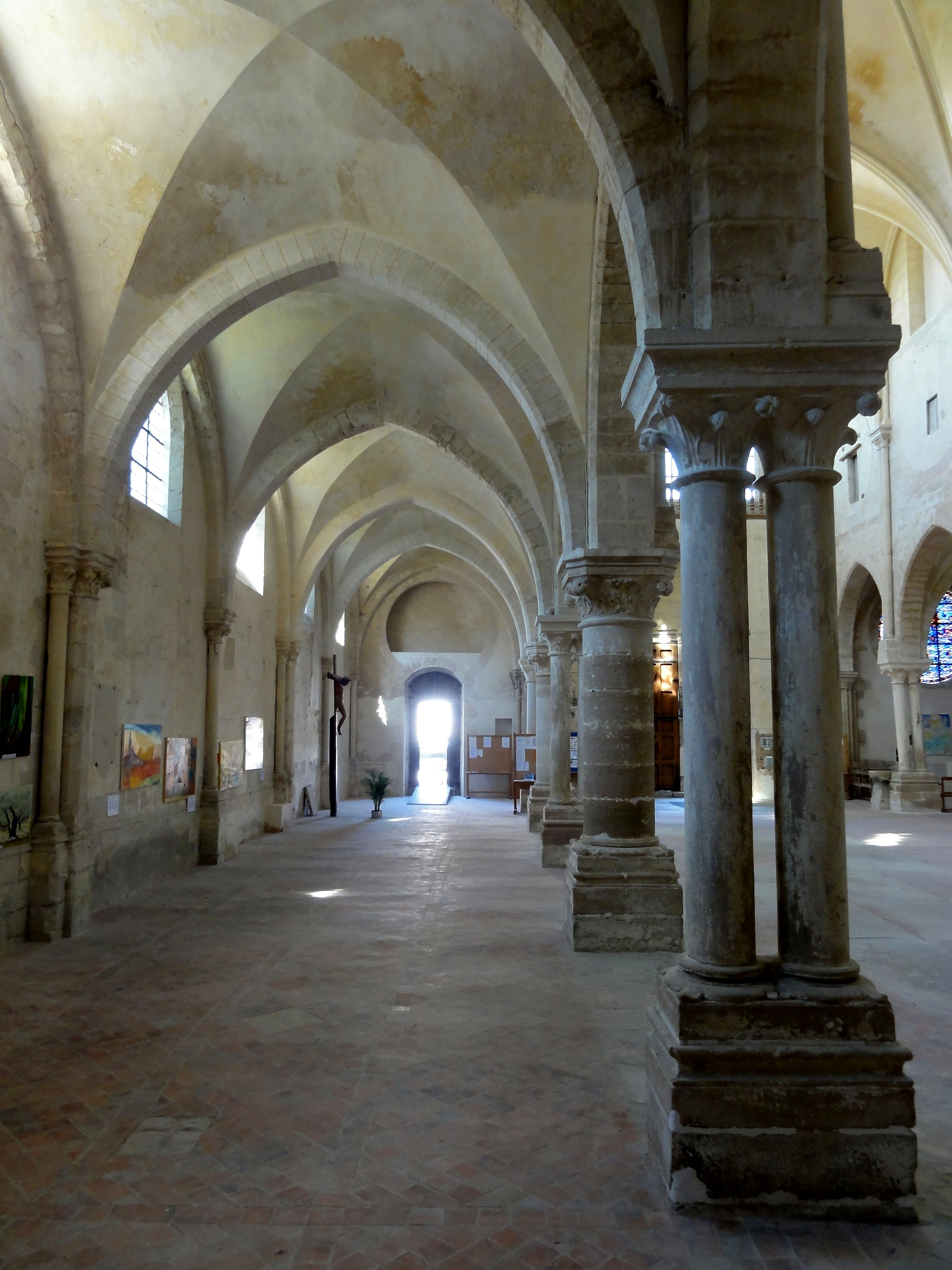
Bas-côté sud de la nef.

Les bas-côtés sont largement caractérisés par les grandes arcades, et le long des murs gouttereaux, l'alternance des supports forts et faibles héritée du voûtement sexpartite de la nef se reproduit. En effet, les doubleaux au droit des supports forts sont plus larges que les autres, et retombent sur des faisceaux de trois colonnettes, dont celle du milieu est légèrement proéminente. Les deux autres colonnettes sont réservées aux formerets. Au droit des supports faibles de la nef, ainsi que dans les angles, l'on ne compte qu'une colonnette unique, partagée par un doubleau et deux formerets. À l'instar des grandes arcades, doubleaux et formerets sont simplement chanfreinés : ce trait est partagé avec la cathédrale sénonoise, et ne surprend guère en vue de l'austérité des grandes arcades. Les colonnettes uniques et les colonnettes réservées aux formerets sont en délit ; seules les colonnettes des temps forts réservés aux doubleaux sont appareillées.
Curieusement, le voûtement d'arêtes règne dans les bas-côtés, alors que le transept, terminé avant la nef vers 1180 environ, est déjà voûté d'ogives. Les voûtes d'arêtes sont tombées en désuétude dès la fin de la période romane et ne refont surface qu'à la période classique, ce qui donne à penser qu'il s'agit d'un remaniement du XVIIe ou du XVIIIe siècle. Sur les tailloirs des chapiteaux des grandes arcades, il reste assez de place pour l'accueil des ogives, mais ce n'est pas le cas des tailloirs des supports contre les murs extérieurs. La question de l'authenticité des voûtes reste donc en suspens. — L'éclairage par la lumière naturelle est assuré par des lancettes simples en tiers-point, dont la partie inférieure est bouchée. Pas plus que dans la nef, ces fenêtres ne sont pas décorées. Au revers de la façade, un grand oculus éclaire le bas-côté nord ; l'on voit que l'arc outrepassé visible extérieurement au-dessus du portail du bas-côté sud provient d'un oculus analogue. Ces oculi ont approximativement les mêmes dimensions que celles des anciennes galeries ouvertes sur les combles.

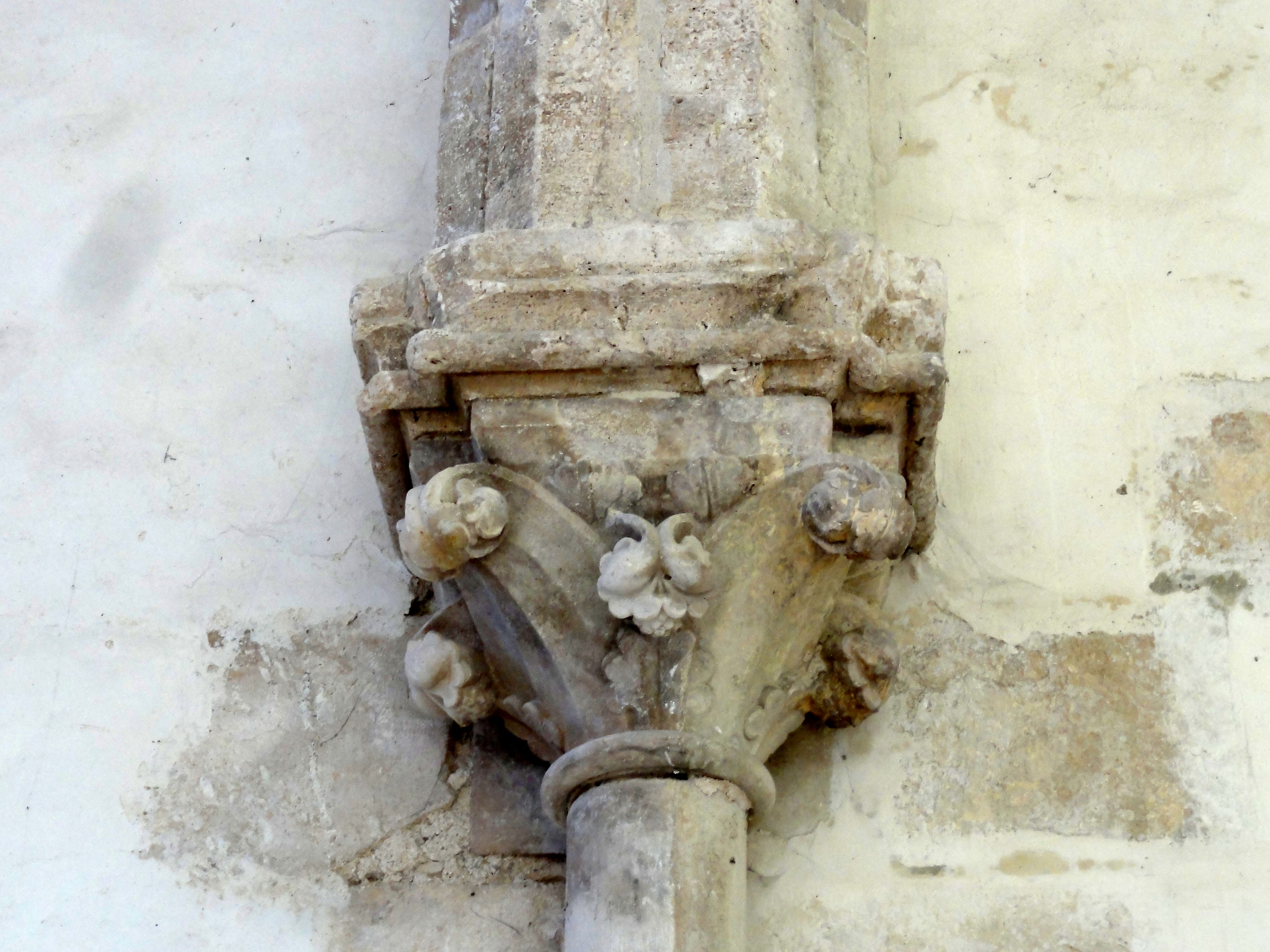
Chapiteau aux temps faibles.
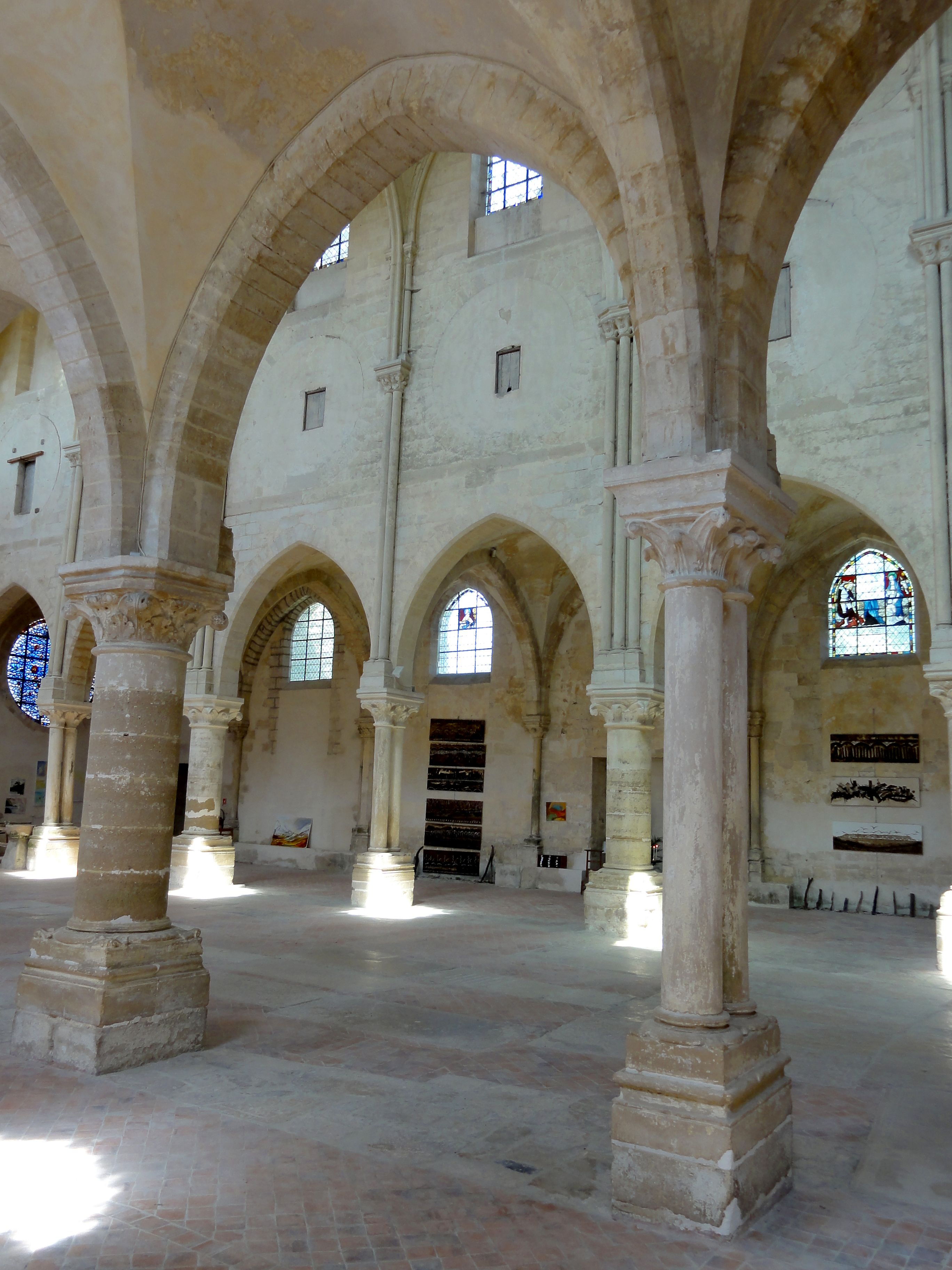
Vue par la 5e grande arcade du sud.
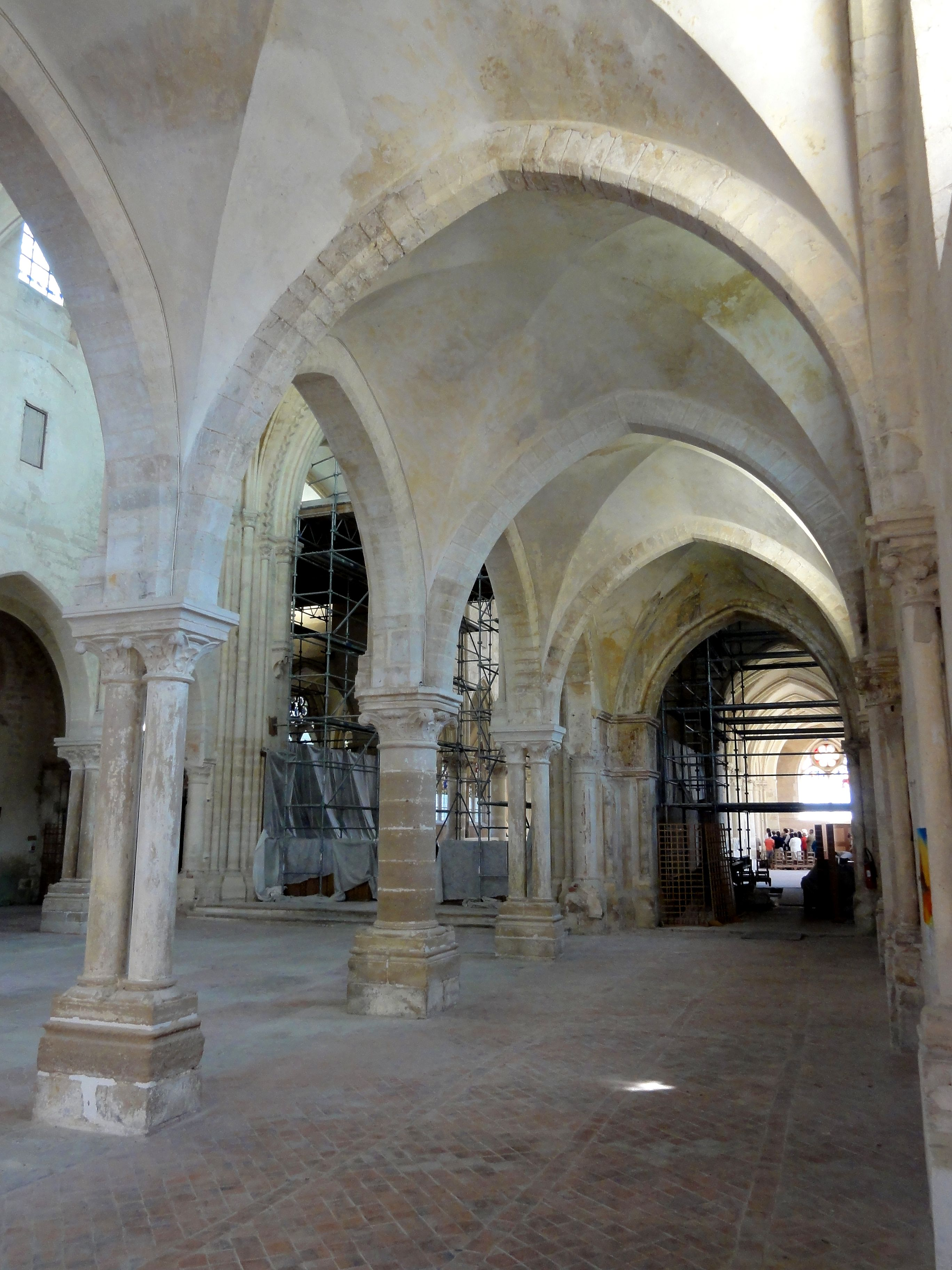
Bas-côté sud, vue vers l'est.
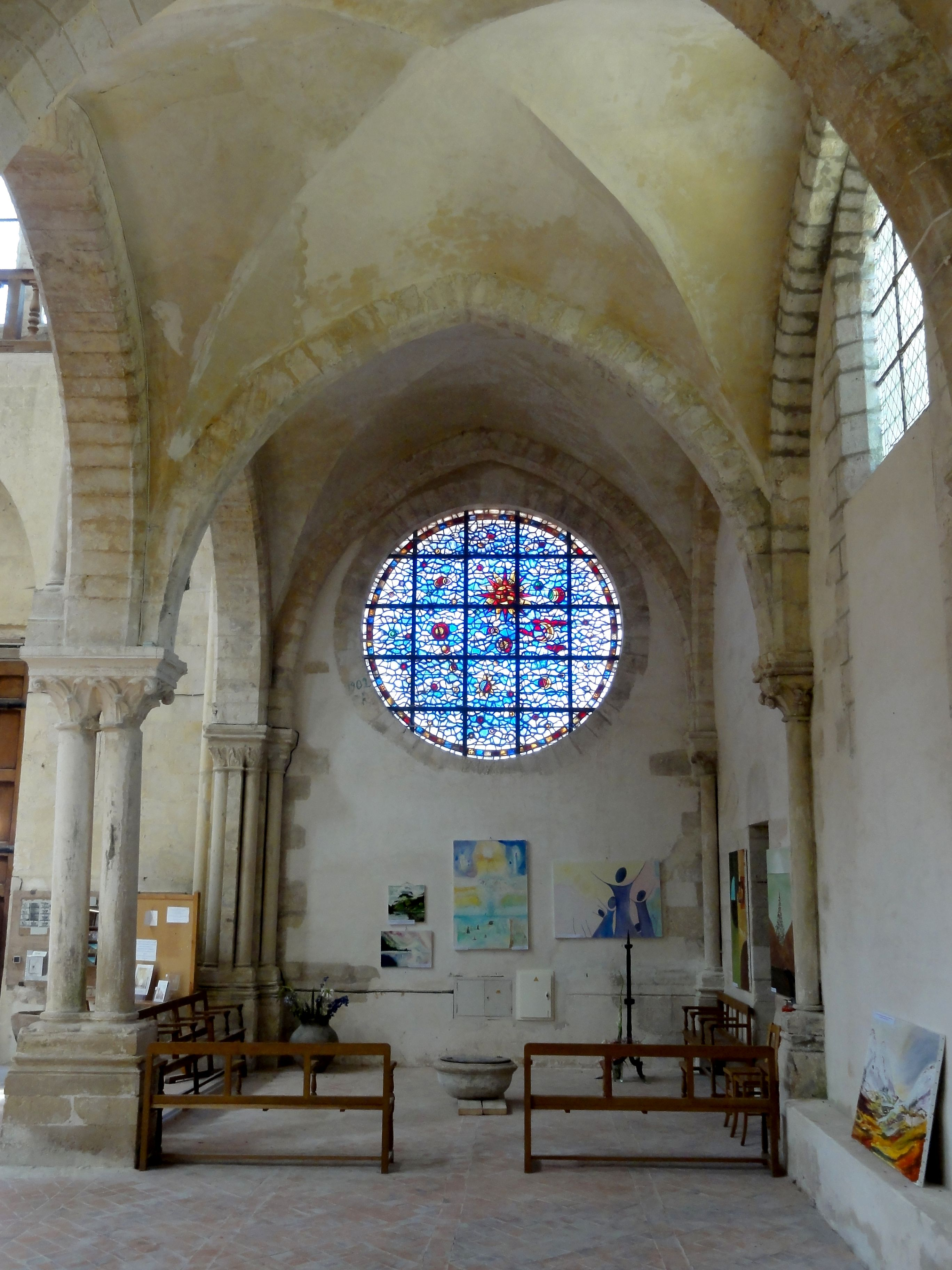
Bas-côté nord, extrémité ouest, chapelle baptismale.
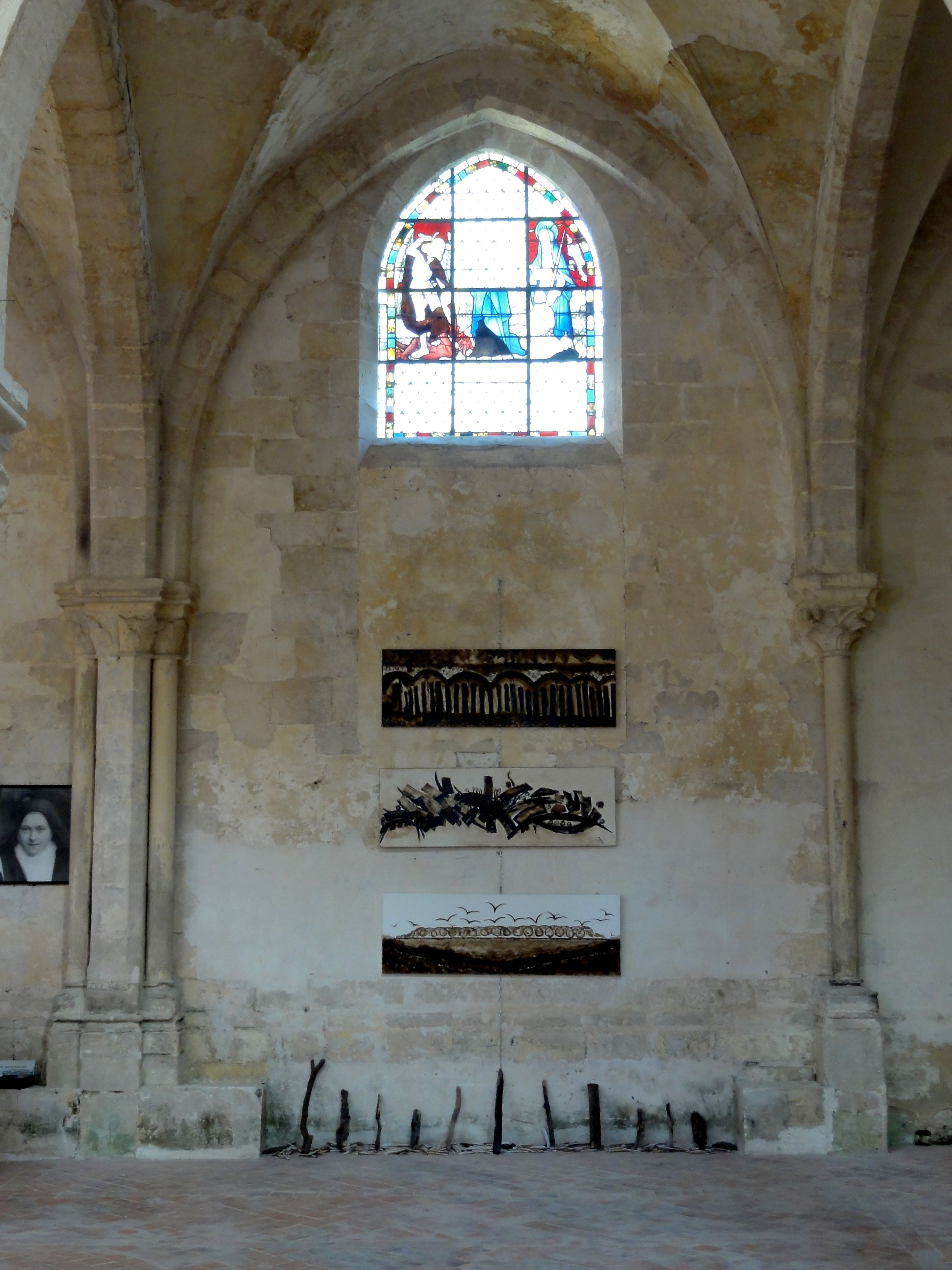
Mur du bas-côté nord.
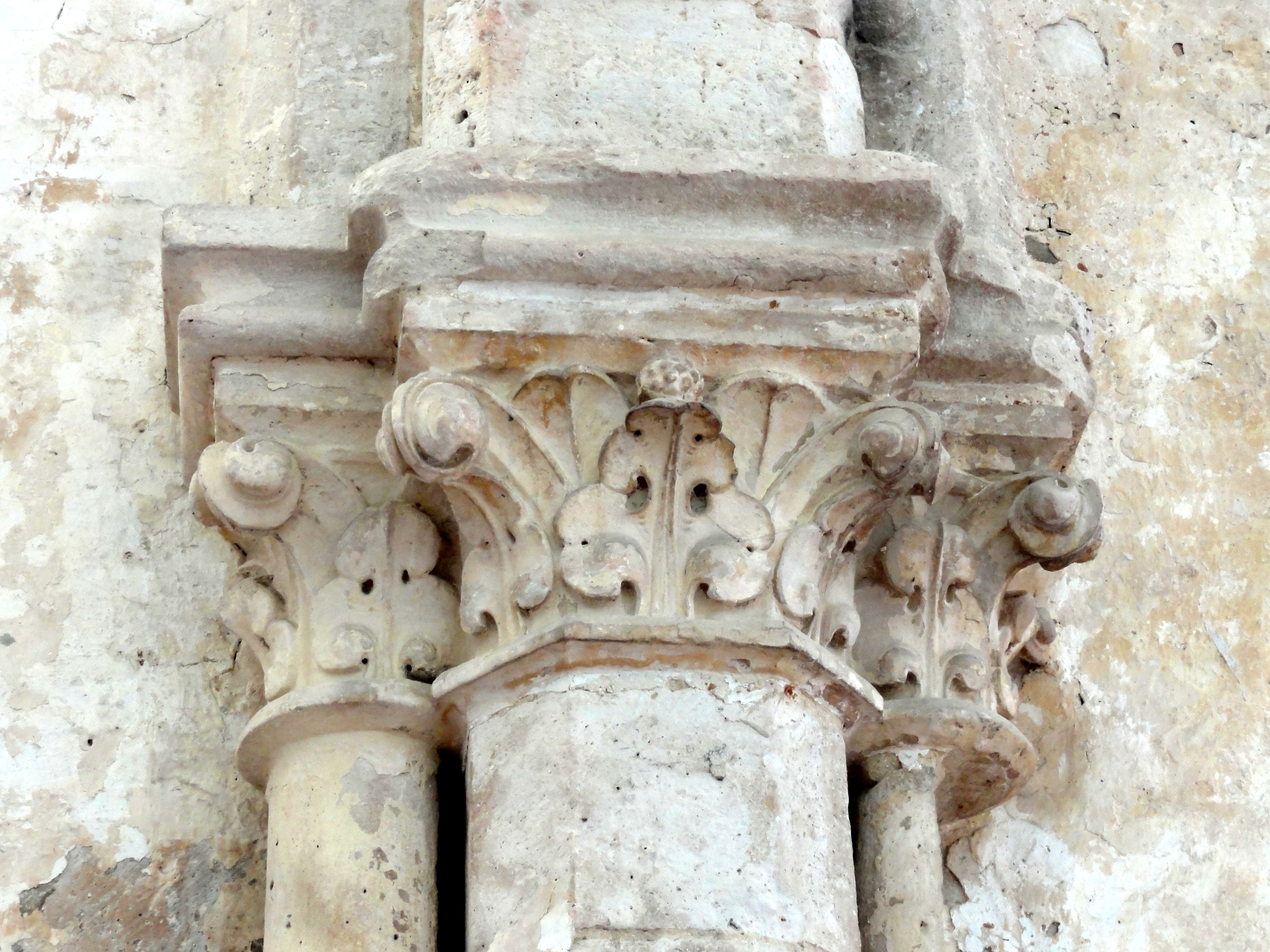
Chapiteaux aux temps forts.

#### Transept
Édifiée entre 1160 et 1180 environ, le transept constitue la partie la plus ancienne de l'église, ce qui donne à penser qu'il se greffait initialement sur le chœur de l'ancienne église. Sachant que la construction d'une église commence toujours par sa partie la plus importante, le chœur, lieu de la célébration eucharistique, un autre chœur devait bien exister préalablement. La croisée, de plan carré, est portée par de puissantes piles composées, dont le plan n'est pas symétrique contrairement à l'usage. Les doubleaux vers les croisillons retombent en effet sur de larges dosserets ou pilastres, pourvus de chapiteaux, et précédés par une colonne engagée qui retombe sur une console au niveau des chapiteaux des grandes arcades. Cette disposition est analogue à celle de l'arc triomphal, où les consoles se situent toutefois à un niveau plus élevé. Les larges dosserets n'existent pas non plus du côté de l'arc triomphal, où l'on trouve les colonnettes habituelles. Les arcades faisant communiquer les croisillons avec les bas-côtés sont encore différentes. Elles sont garnies de deux tores encadrant un large méplat, et les jambages sont flanqués de fines colonnettes à chapiteaux, en partie manquantes, qui laissent libre une portion de mur entre elles. Quant au doubleau vers le chœur, il reprend les dispositions de l'arc triomphal. — Le transept se caractérise par un décor abondant et soigné, qui appartient au répertoire roman tardif : bâtons brisés, chapiteaux à feuilles striées ou dentelées dérivés du corinthien, culots agrémentés de hommes verts ou de petits personnages couronnés. Les voûtes d'ogives datent d'origine et sont bombées, c'est-à-dire leur clé de voûte se situe au-dessus des clés d'arc des arcs d'inscription, alors que les voûtes horizontales (aux lignes de faîte horizontales) deviennent rapidement la règle à la période gothique. L'éclairage est uniquement assuré par une fenêtre haute aux deux extrémités nord et sud.

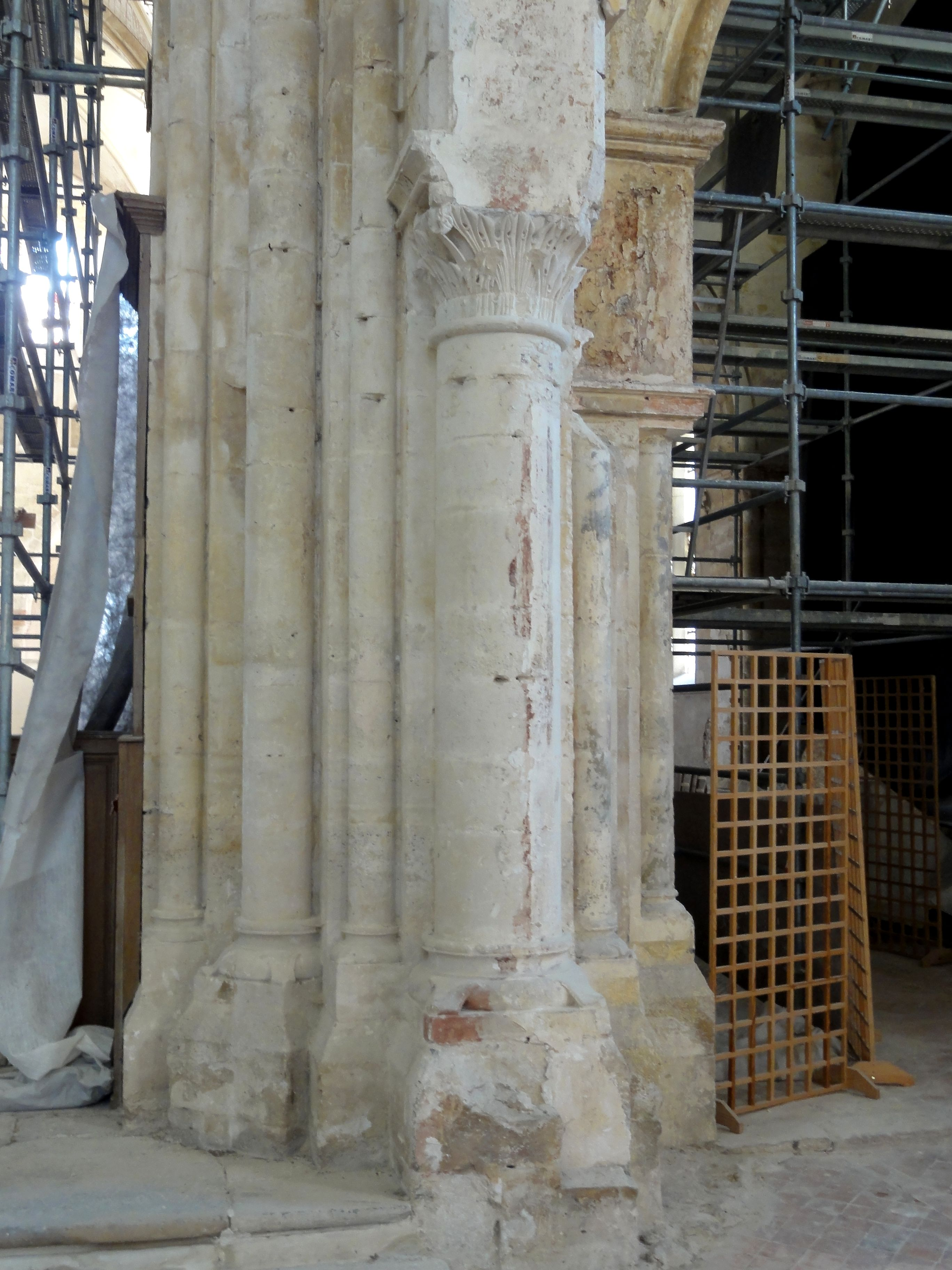
Pile sud-ouest, côté ouest - fin des grandes arcades du sud.
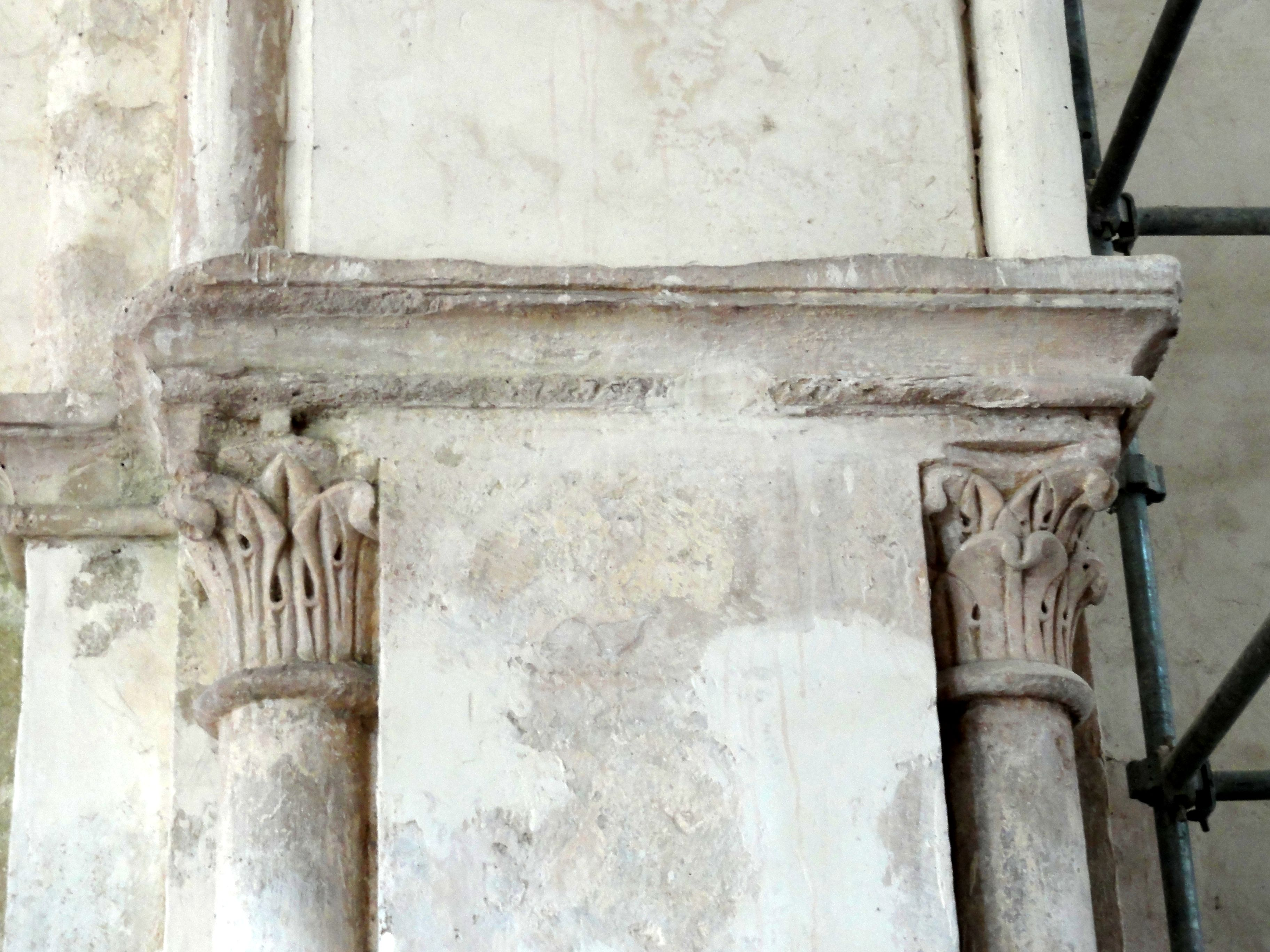
Détail d'une arcade entre croisillons et bas-côtés.
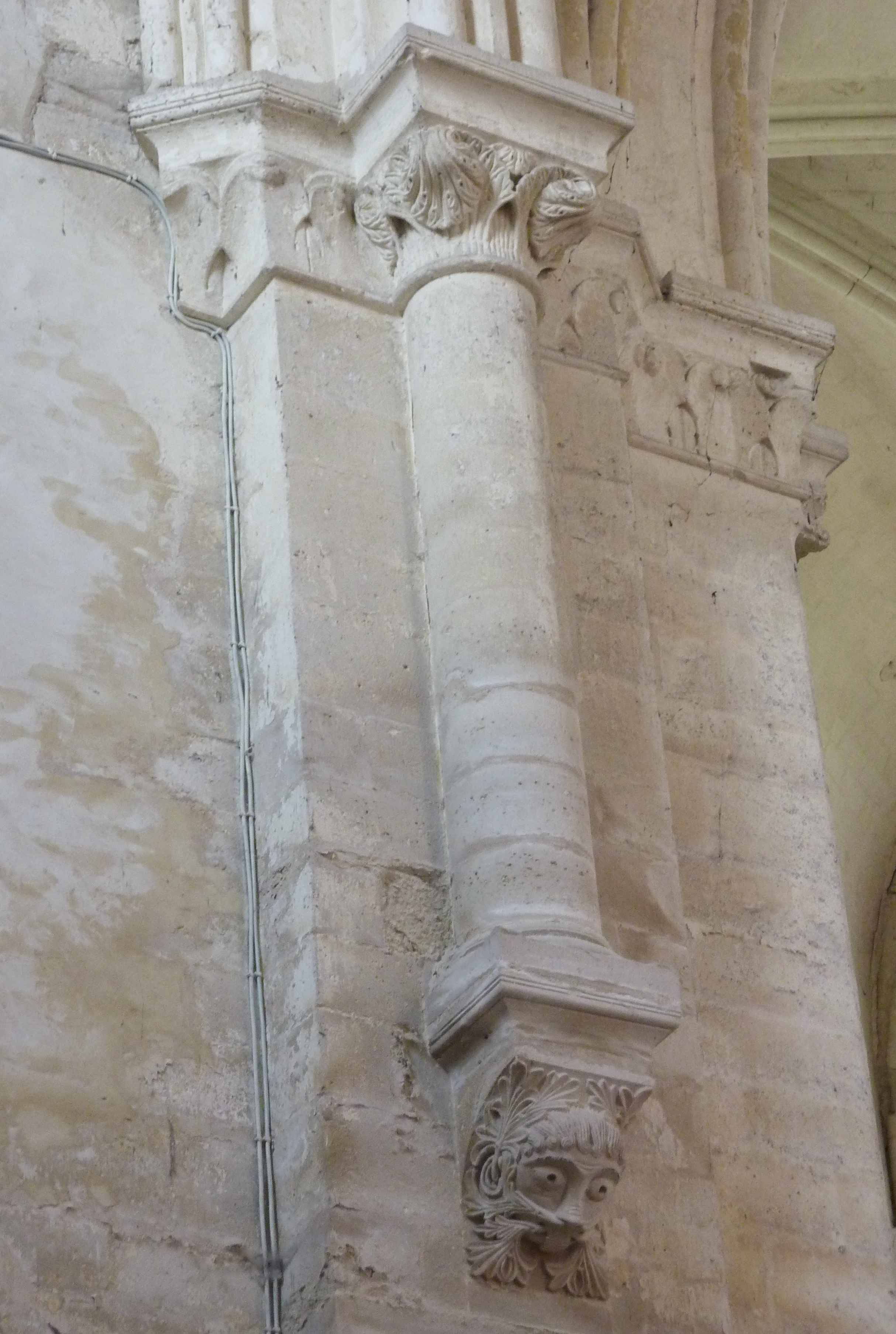
Retombée d'un doubleau entre croisée et croisillon.
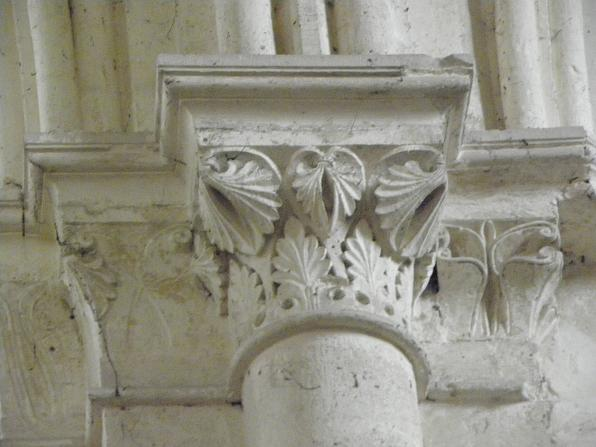
Détail : chapiteaux d'inspiration romane.
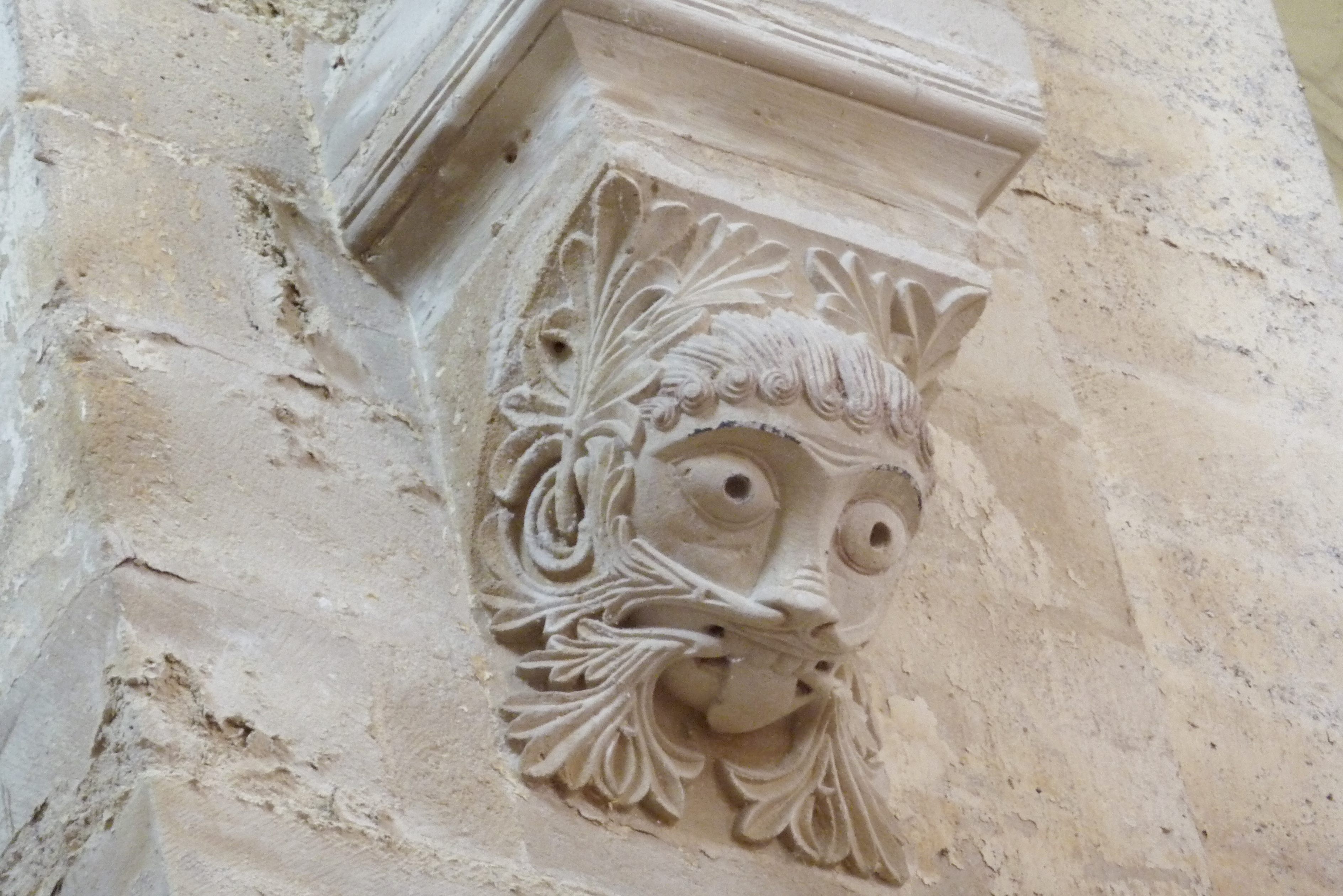
Détail : homme vert sous la console.
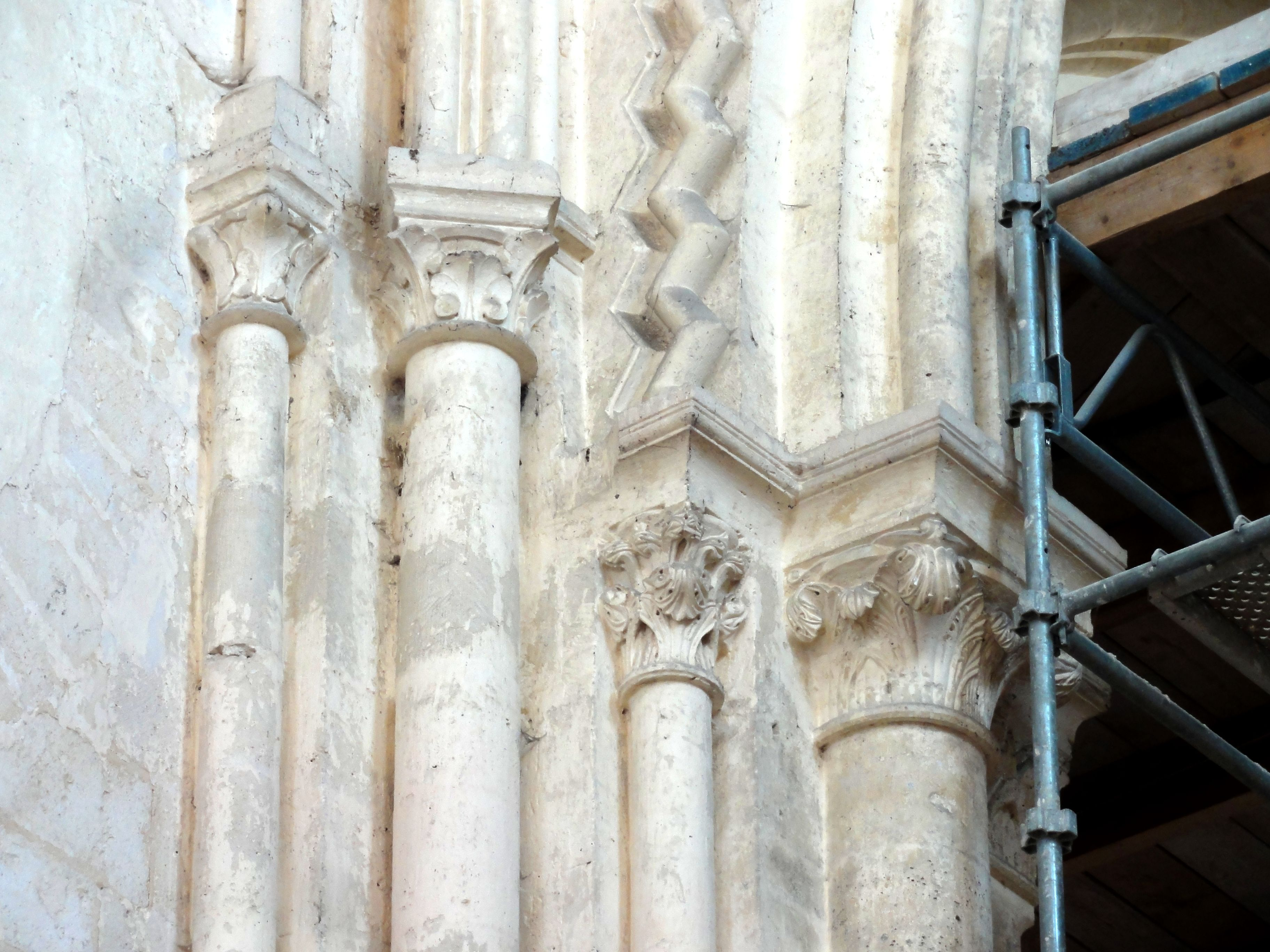
Chapiteaux du 2e ordre sur la pile nord-ouest, côté nef.

#### Chœur

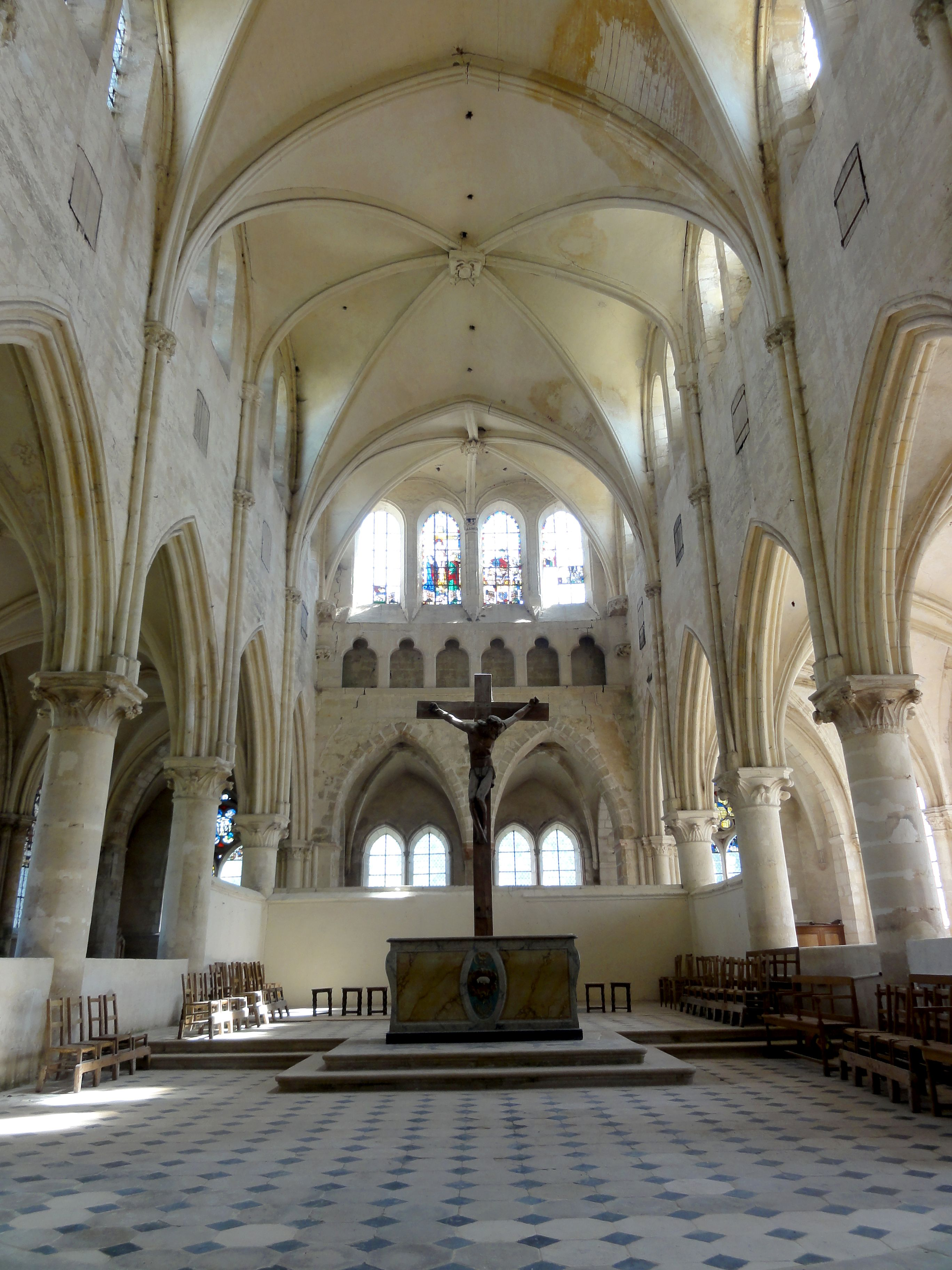
Chœur de la collégiale.

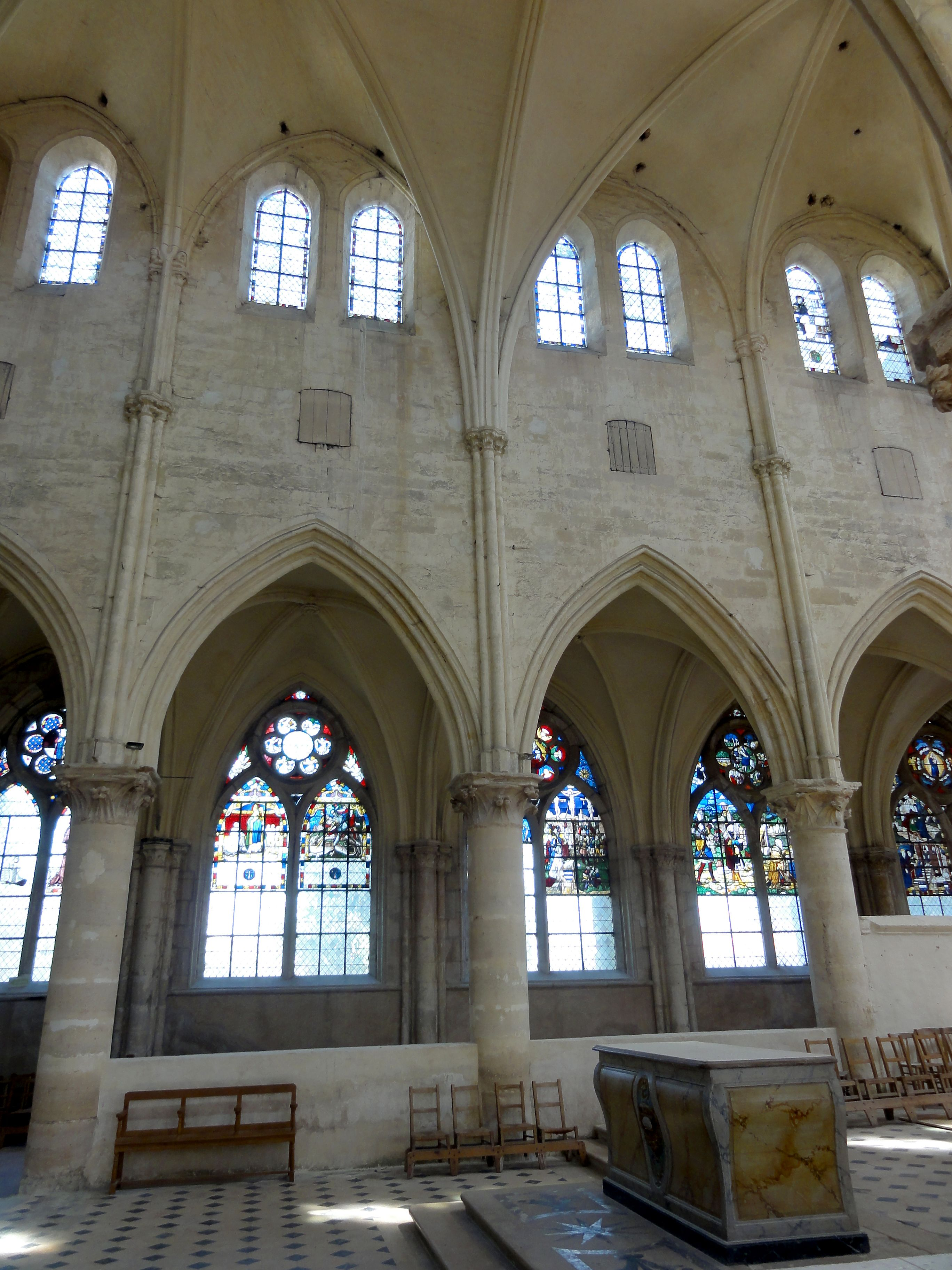
Élévation nord.

L'édification de la collégiale s'est achevée par la réalisation du chœur, lequel, entamé vers 1270, devait se terminer vers 1315, voire vers 1350 seulement pour les voûtes. La lenteur des travaux témoigne des difficultés rencontrées par le chapitre, ses finances ayant été fortement obérées par l'érection de la nef et du transept. Pour autant, les chanoines parvinrent à préserver l'unité architecturale de l'ensemble. La largeur et la hauteur sont les mêmes que dans la nef, et l'élévation montre davantage de points communs que de différences. Les grandes arcades retombent sur des colonnes cylindriques isolées, sans distinction entre temps forts et temps faibles, comme à Notre-Dame de Paris.
Les arcades sont moulurées de cinq tores dégagés par des gorges, ce qui traduit un effort de décoration augmenté par rapport à la nef. Des faisceaux de trois colonnettes prennent appui sur les tailloirs des grands chapiteaux de crochets, ce qui est un autre point en commun avec la cathédrale parisienne. L'observation de l'appareil indique qu'il n'y a apparemment jamais eu d'oculi ouverts sur les combles, mais seulement les petites baies rectangulaires munies de volets qui ont remplacé les oculi dans la nef. Les fenêtres hautes sont toujours des lancettes simples sans remplage, mais leur nombre a été dédoublé, avec deux par travée tant au nord qu'au sud, et une discrète mouluration fait son entrée, sous la forme d'une gorge entourant les fenêtres.
Au niveau des temps forts, les ogives et doubleaux retombent sur les chapiteaux du second ordre, alors que les formerets s'arrêtent sur des têtes hurlantes. Au niveau des temps faibles, ce sont des faisceaux de trois colonnettes qui retombent sur les chapiteaux du second ordre. Les chapiteaux recevant les branches d'ogives supplémentaires et les formerets se situent plus en haut. Dans la première travée, il n'y a pas de chapiteaux à proprement parler ce niveau, mais des têtes humaines pour les ogives, et les colonnettes correspondant à l'ogive se fendent en deux tores parallèles pour adopter le profil des ogives. Une autre originalité peut être observée dans les angles près du transept, où les ogives retombent sur des consoles. L'une représente un homme vert et un ange, et l'autre un personnage qui semble plein de peine, entouré de feuilles.
L'on peut se demander si ce détail, ainsi que les têtes hurlantes, ne sont pas le reflet de la guerre de Cent Ans, si, comme le suggère Marcel Lacroix, le voûtement ne fut achevé qu'au milieu du XIVe siècle. Les profils des ogives et doubleaux sont pourtant les mêmes que dans la nef, mais les clés de voûte sont différentes, et la dernière annoncent déjà la période flamboyante. La première est carrée et représente un écusson avec trois fleurs de lys au-dessus d'un Agnus Dei, porté par deux anges. La seconde est aussi carrée et représente un écusson avec trois symboles martelés, entouré d'une corde sur laquelle sont enfilées des coquilles Saint-Jacques, et porté par deux cerfs. La troisième est entourée d'une étoile ajourée à douze extrémités, dont chacune était initialement occupée par une petite tête. Ici l'écusson est entouré d'une corde formant un cercle et présente une croix à quatre branches égales.
Le chevet est plat, ce qui est rare pour une église pourvue de déambulatoire. D'après Millard Fillmore Hearn, ce type de chevet aurait paru pour la première fois à Romsey Abbey, en Angleterre, vers 1125. Dans les environs, des inspirations ont pu être fournies par la collégiale Saint-Quiriace de Provins, ou, plus loin, par l'ancien chœur de l'église Saint-Étienne de Beauvais. Le premier niveau d'élévation du chevet comporte deux grandes arcades semblables à celles de la nef, mais au début et à la fin, elles ont des jambages nus, sans colonnettes ni chapiteaux, et la sculpture du chapiteau central est très médiocre. Au second niveau, l'on trouve un triforium véritable, composée de six baies trilobées prenant appui sur un bandeau. 
Ces baies ne sont pas non plus moulurées, et le triforium n'est pas ajouré : jusque-là, le chevet de Champeaux paraît bien archaïque et témoigne des difficultés de terminer le chantier de construction. L'étage des fenêtres hautes présente une enfilade de quatre fenêtres en arc brisé, entourées d'une étroite gorge et d'une baguette. Au-dessus, les formerets en arc brisé très surbaissé se sont déformés. Ils retombent sur des têtes hurlantes dans les angles, peu visibles car cachées derrière les ogives. Au centre, la branche d'ogives supplémentaire et les formerets retombent sur un tailloir, sous lequel est placée une minuscule Charité de Saint-Martin. La décoration est complétée par des niches à statues dans les angles, près du triforium ; elles sont aujourd'hui vides mais conservent leurs dais finement ciselés. Les socles sous la forme de consoles sont également intéressants et représentent un homme à la tête de cochon et un chien au nord-est ; et deux lions, dont l'un est ailé, au sud-est.

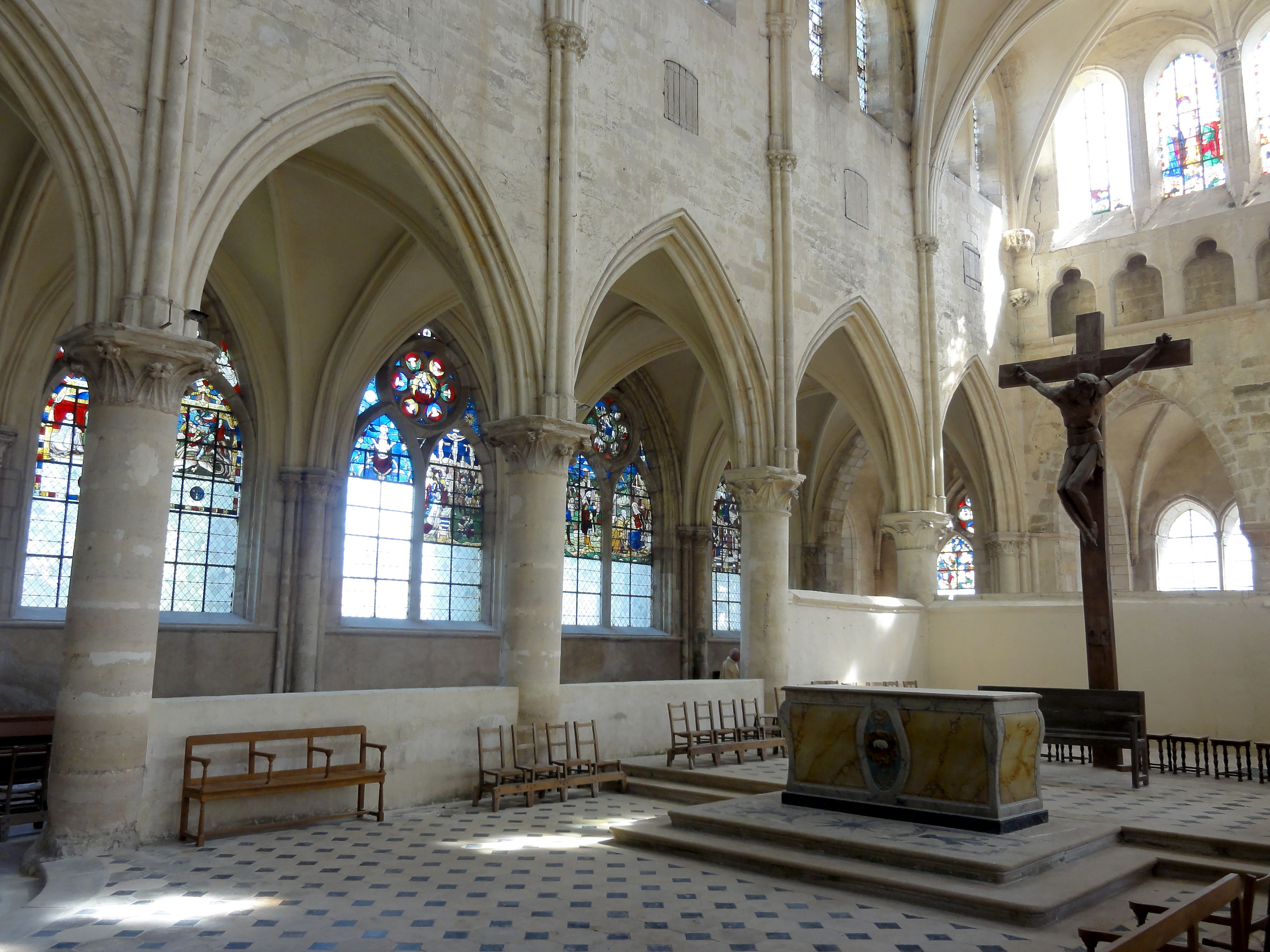
Grandes arcades du nord.
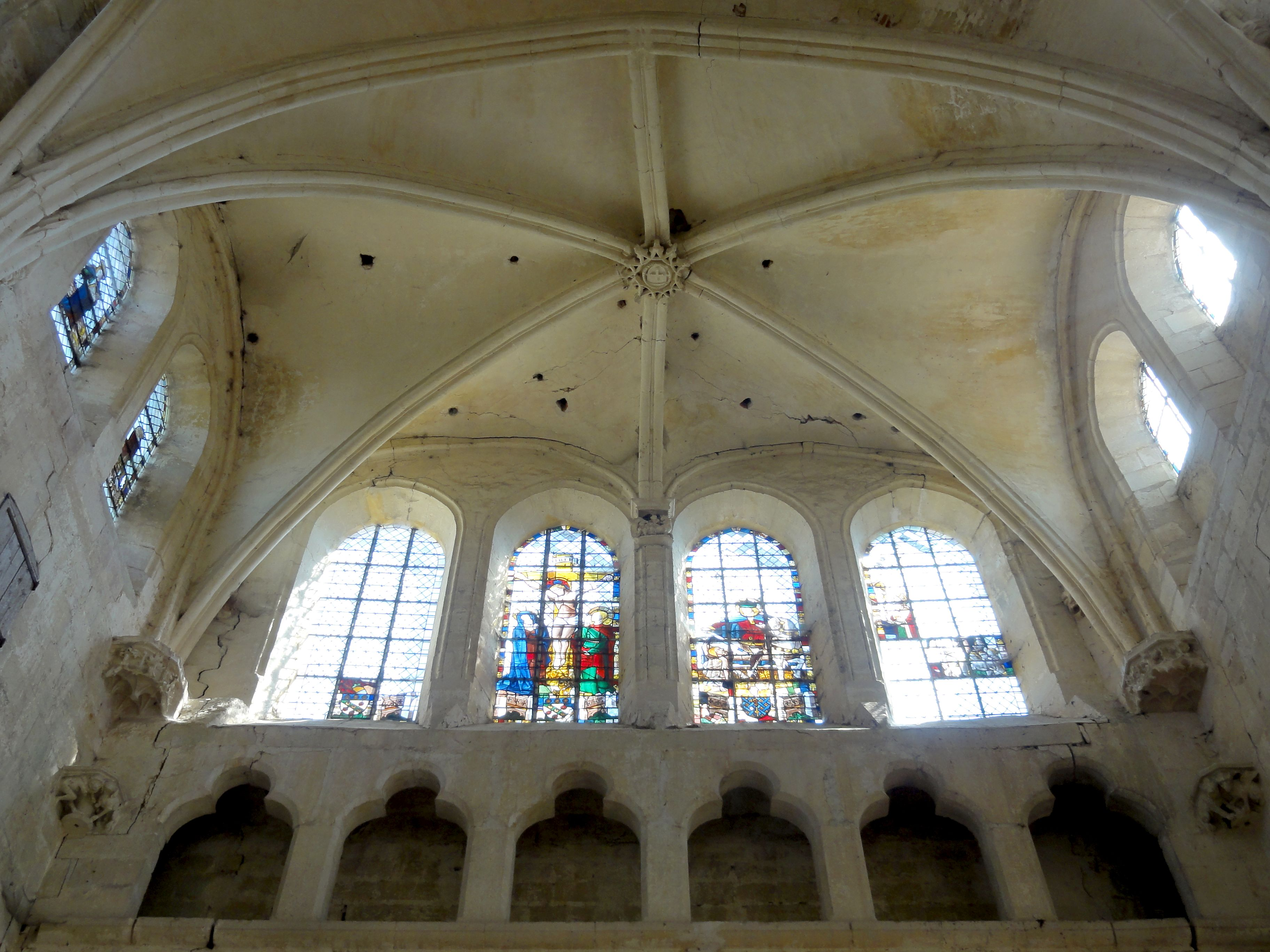
Parties hautes de la dernière travée.
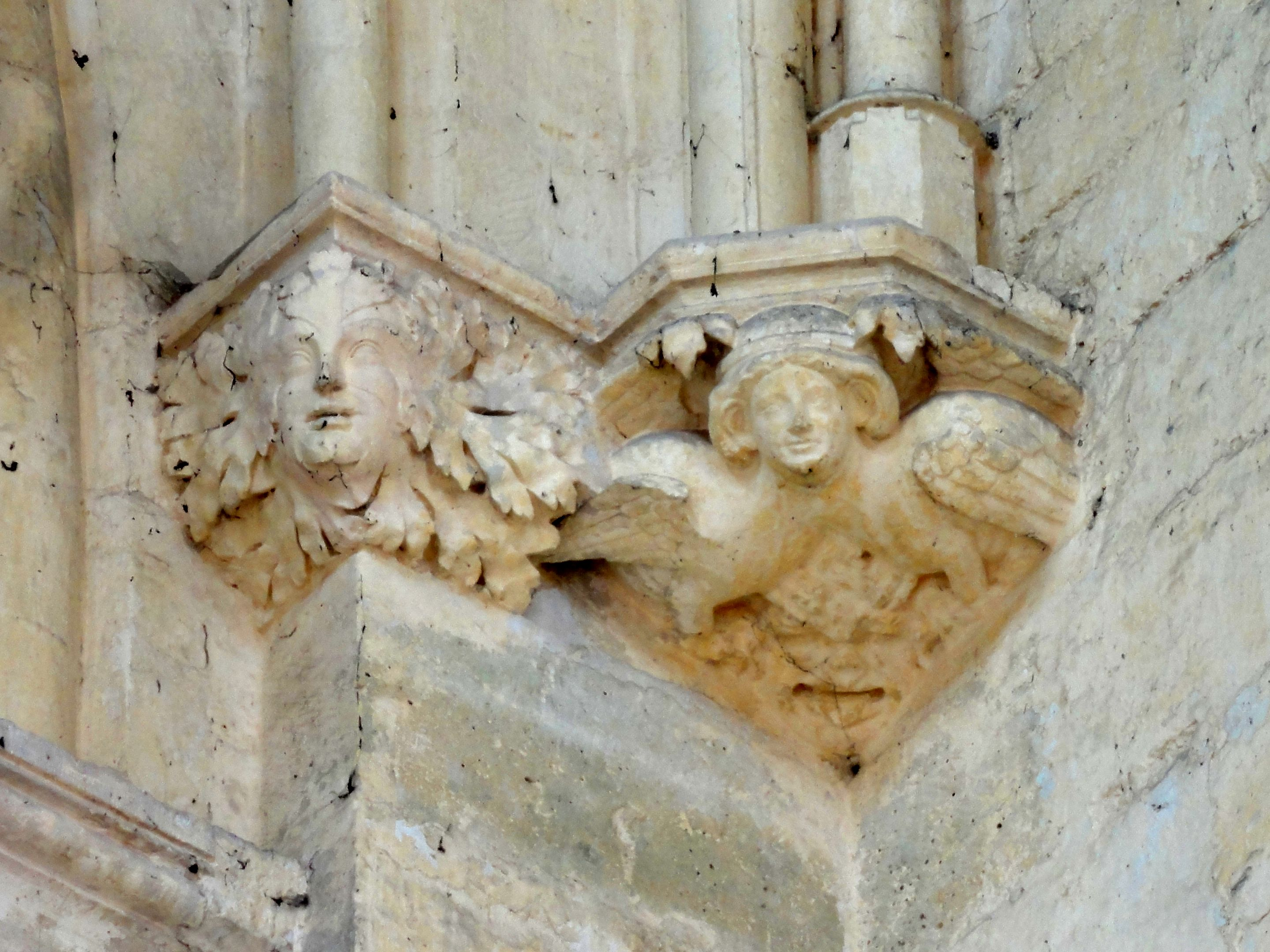
Cul-de-lampe double dans l'angle nord-ouest.
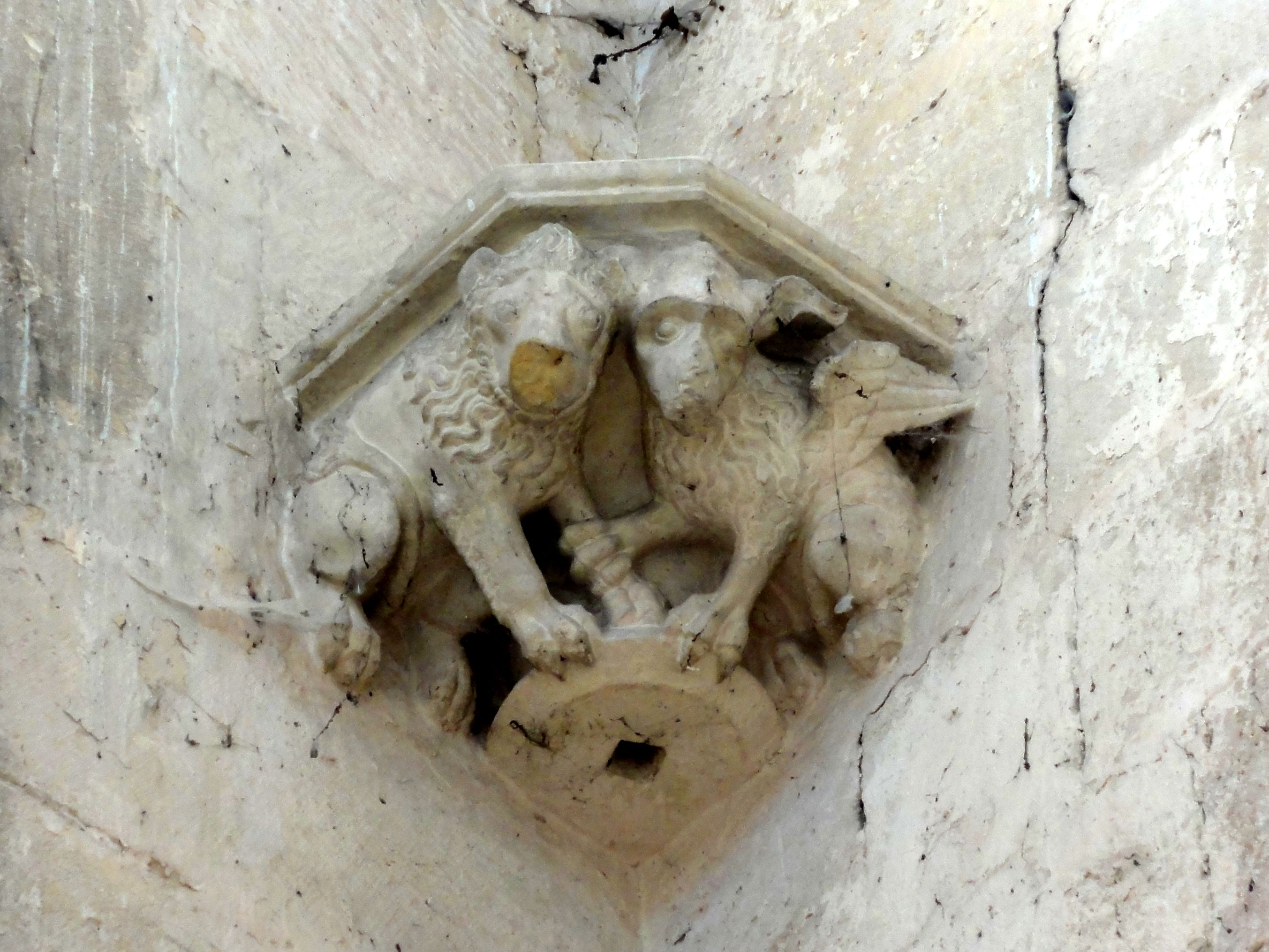
Console d'une niche à statue dans l'angle sud-est.
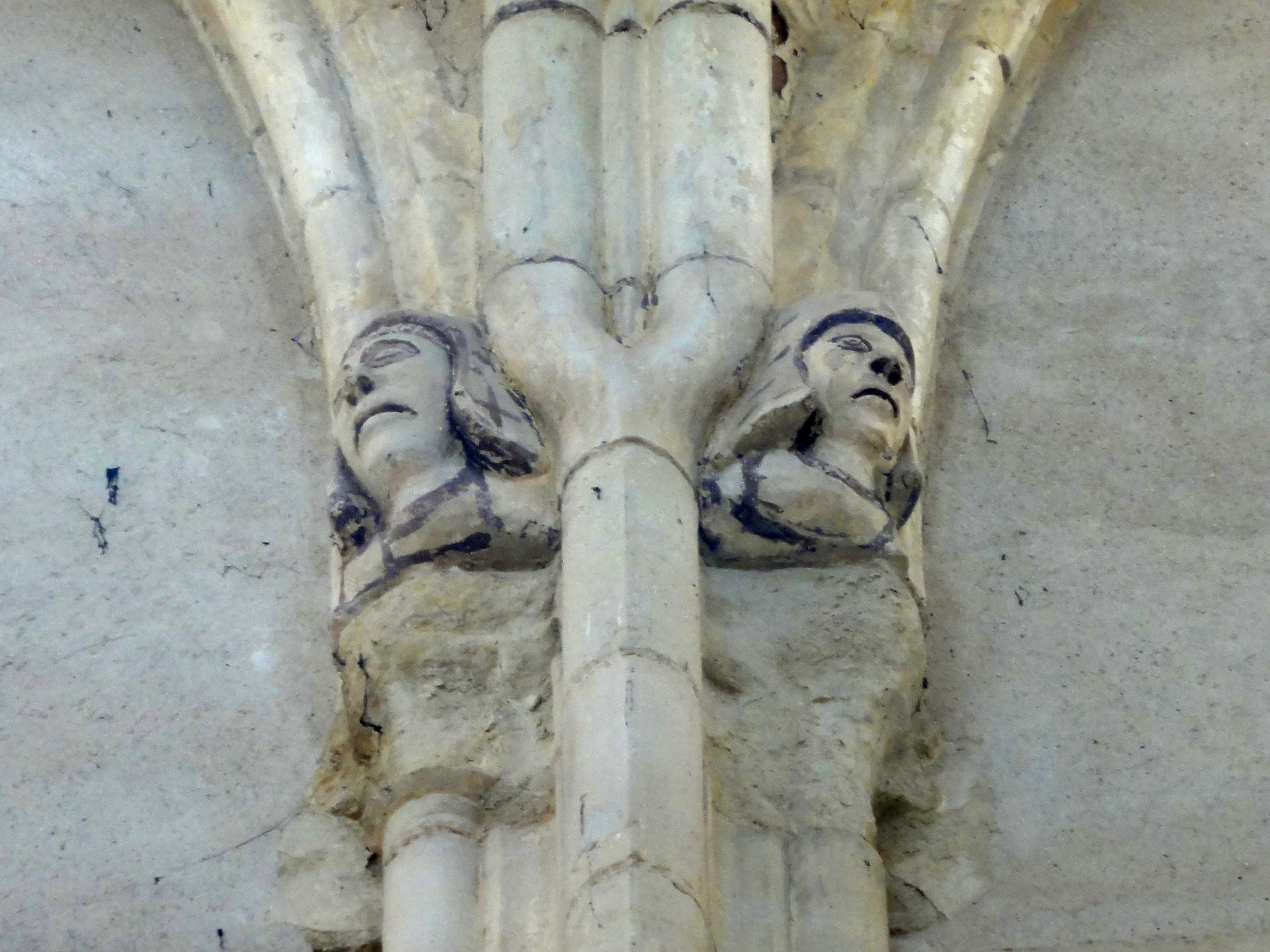
Particularité aux temps faible de la 1re travée.
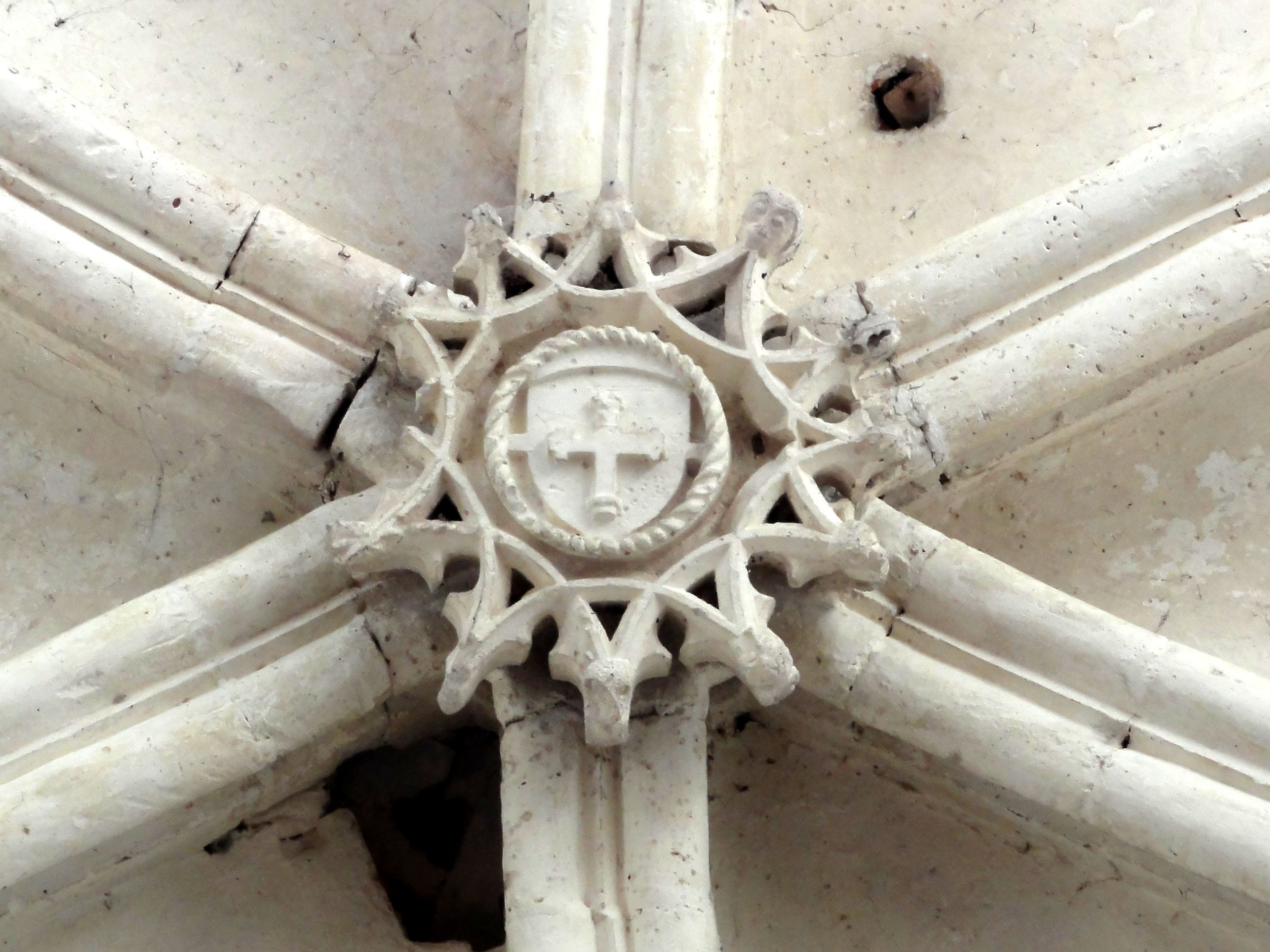
Clé de voûte de la dernière travée, en partie bûchée.

#### Collatéraux du chœur

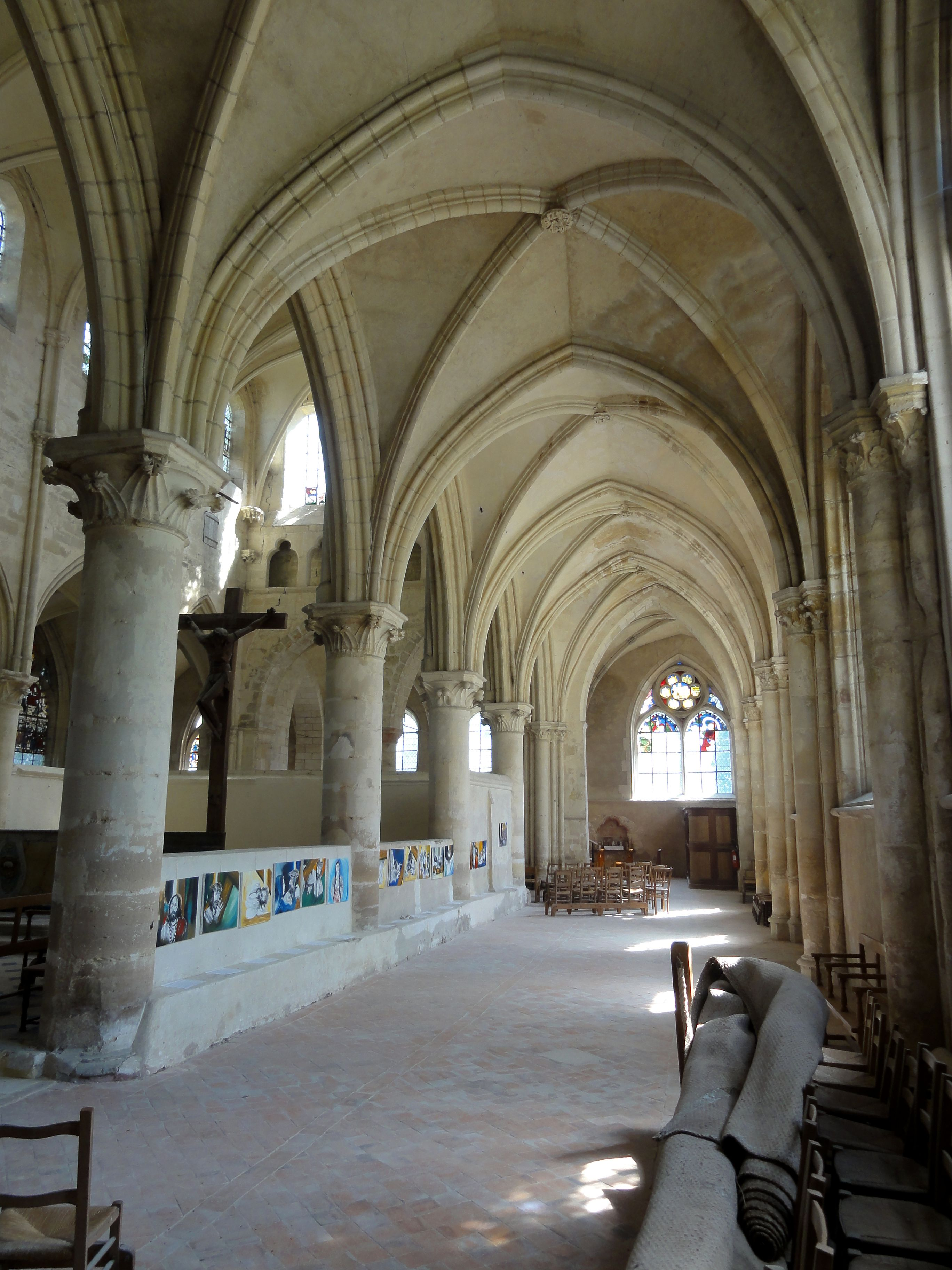
Collatéral sud, vue vers l'est.

Comme le présage le type de mouluration des grandes arcades, les collatéraux du chœur sont de style gothique rayonnant conformément à leur période de construction. Si les piliers monocylindriques ne concordent pas avec cette période stylistique, il faut y voir sans doute la marque de la volonté des chanoines d'assurer l'unicité stylistique de l'ensemble de la collégiale. Quant aux parties hautes du chœur, c'est le manque de moyens qui a dû interdire d'équiper les fenêtres de remplages rayonnants. Seuls les larges fenêtres des bas-côtés du chœur et les chapelles d'angle du déambulatoire en sont donc pourvues. Ils sont constitués de deux lancettes surmontées d'une rose hexalobe s'inscrivant dans un cercle, comme à la basilique Saint-Denis, ou dans plusieurs églises champenoises. Les meneaux sont simplement biseautés, et non dédoublés par de fines colonnettes à chapiteaux, comme ce fut la règle à l'apogée de la période rayonnante.
Les fenêtres sont toutefois entourées d'une mouluration, et un bandeau torique court au niveau du seuil des fenêtres. Bien que ne comportant que deux lancettes, les baies remplissent presque toute la largeur comprise entre les supports. Les collatéraux du chœur sont donc très lumineux. Leur principale parure est représenté par les vitraux Renaissance, qui ne concernent toutefois que les registres supérieurs et comportent des sections en verre blanc. Ces vitraux ne gênent donc pas la pénétration du jour. Les fines colonnettes appareillées et leurs chapiteaux contribuent également à l'élégance des collatéraux. Les colonnettes correspondant aux doubleaux sont plus fortes que les autres, et leurs chapiteaux sont à bec. Il n'y a pas de supports dédiés aux formerets, qui par ailleurs sont absents dans certaines travées. Le profil des nervures n'est pas le même que dans le vaisseau central.
Les ogives sont au profil d'un tore aminci en forme d'amande entre deux baguettes, dégagé du bandeau en arrière-plan par deux gorges disposées sur les flancs : en regardant de face, seul le tore est visible. Pour les doubleaux, des tores supplémentaires sont logés dans les gorges élargies à cet effet. Les clés de voûte sont toutes très délicates, comme ailleurs dans la collégiale. Deux sont des couronnes de feuillages, accompagnées de bustes humains. Sur une clé semblable, un pélican se substitue à l'un des personnages. Un motif bien particulier est un drôle de petit singe couché dans un panier. Les autres clés sont des compositions végétales ; l'une est tournante.

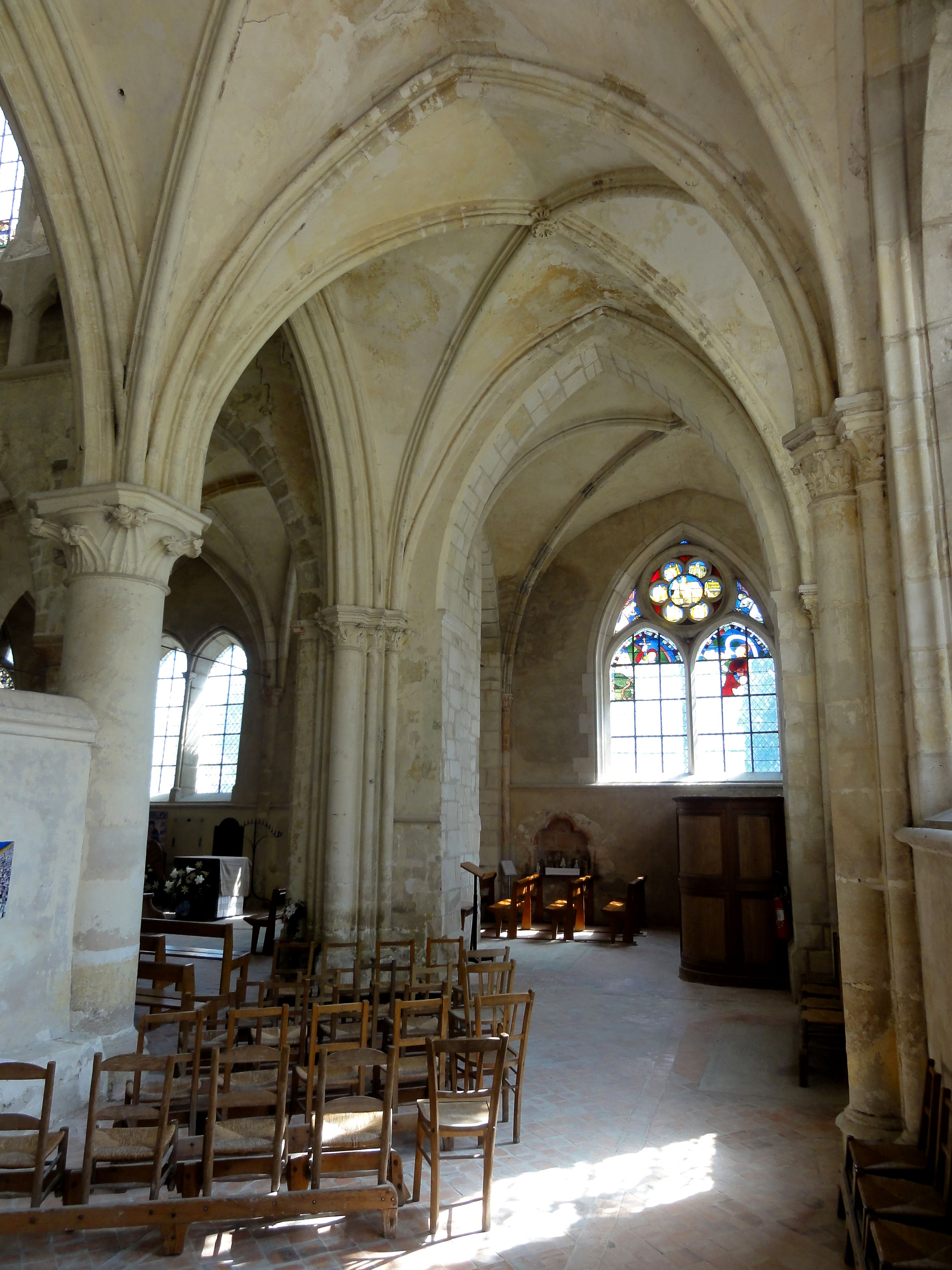
Collatéral sud, vue vers l'est ; au bout, le déambulatoire.
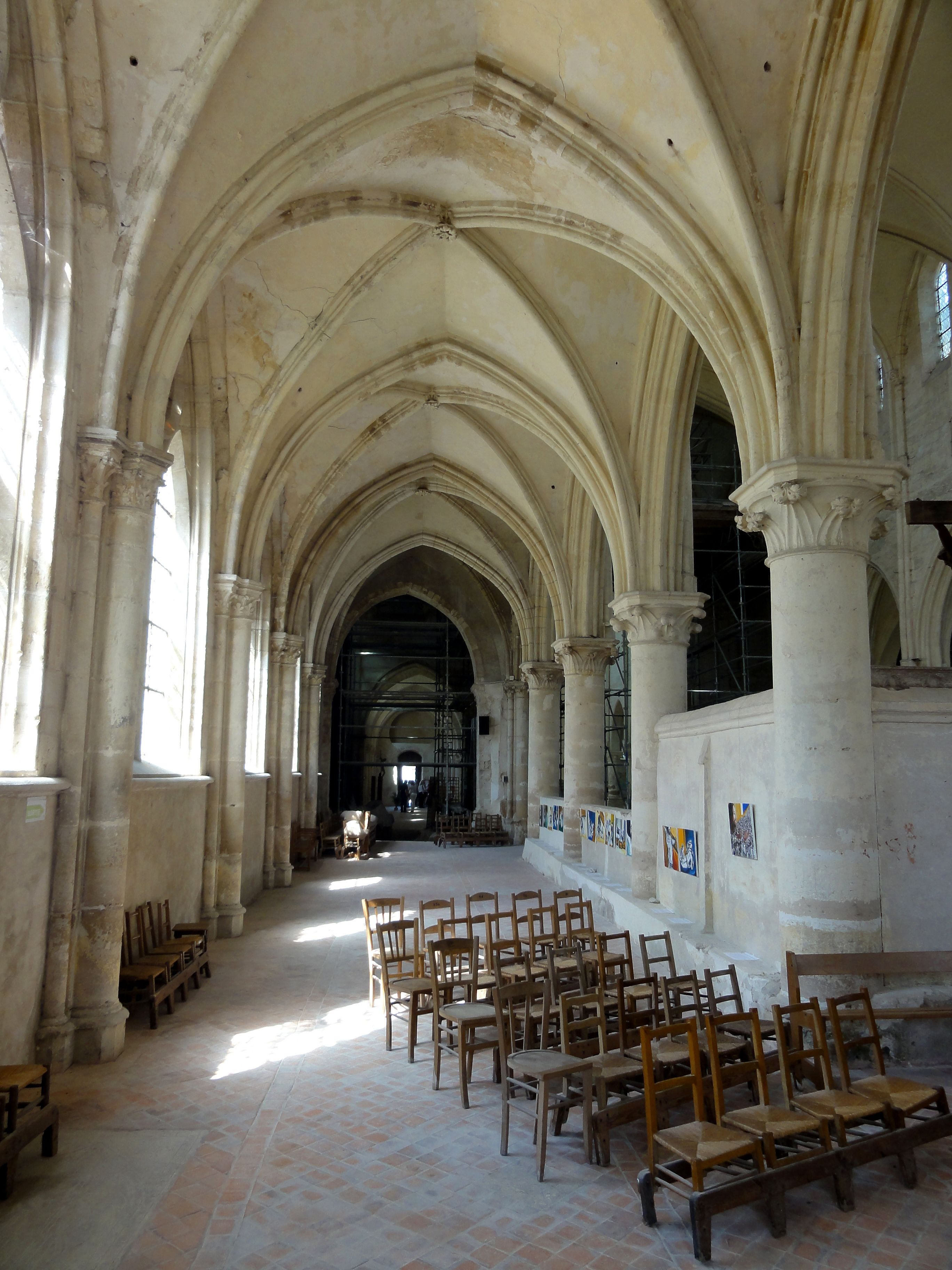
Collatéral sud, vue vers l'ouest.
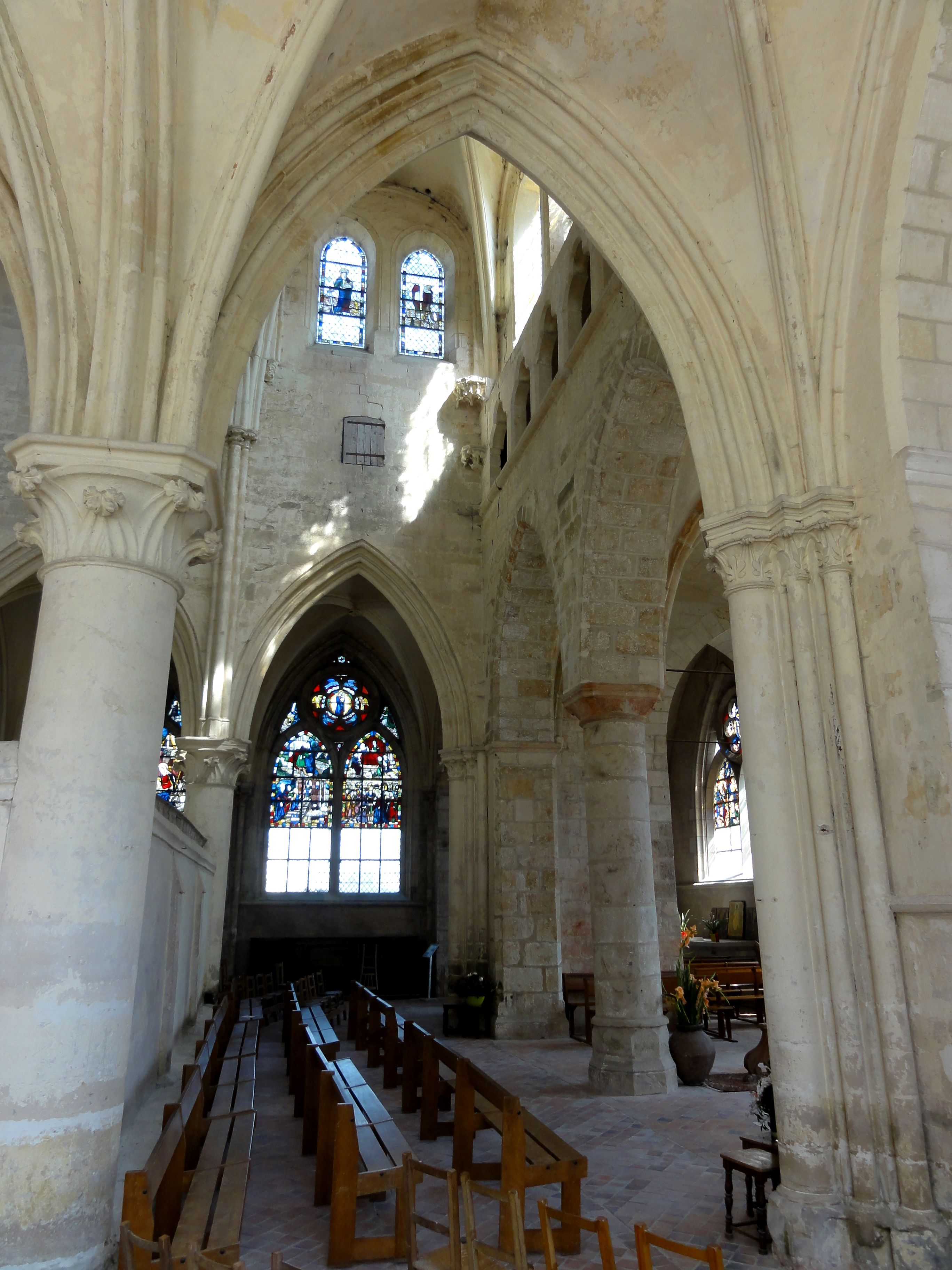
Collatéral sud, vue par la 5e grande arcade.
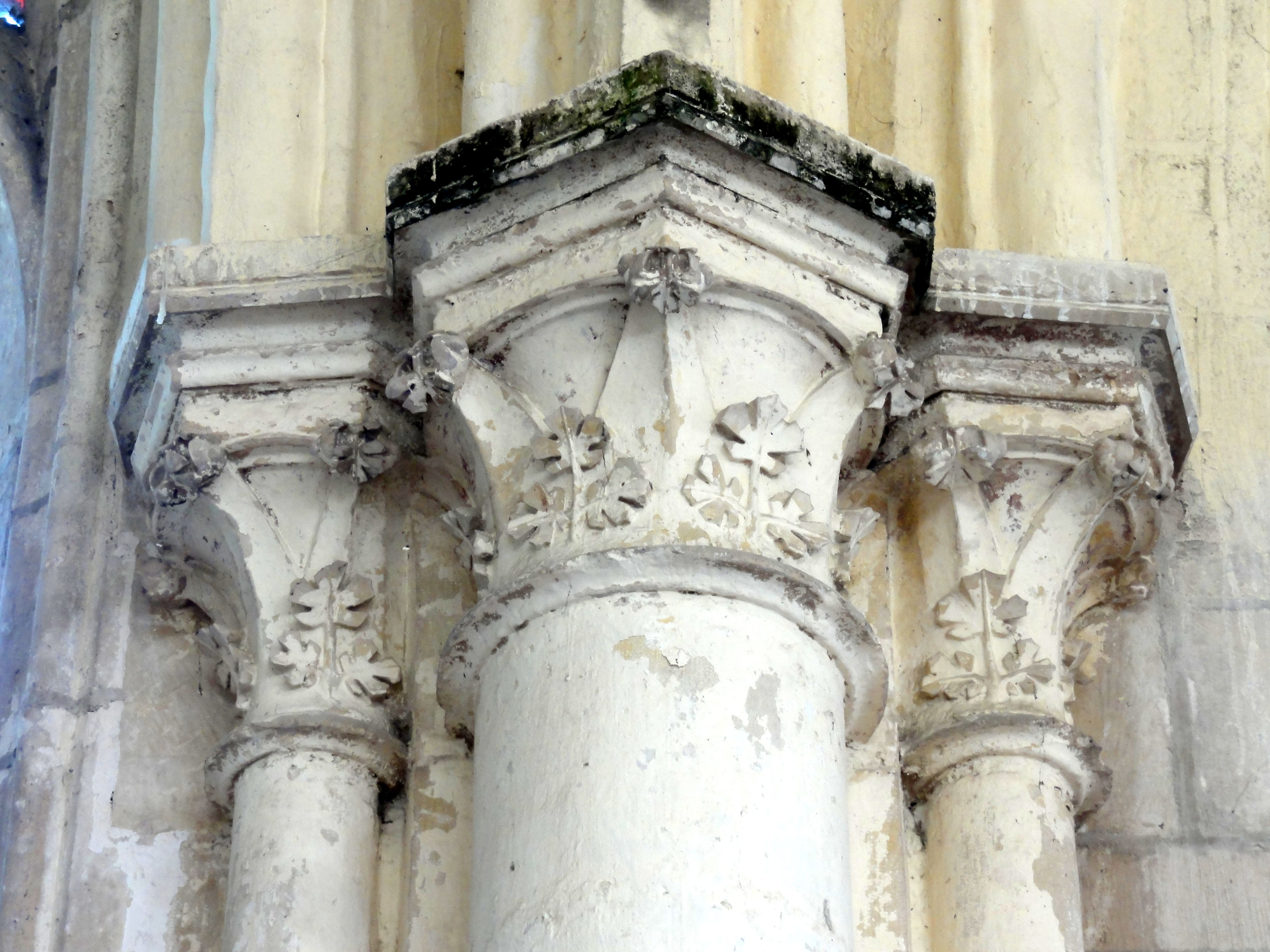
Chapiteaux contre le mur nord.
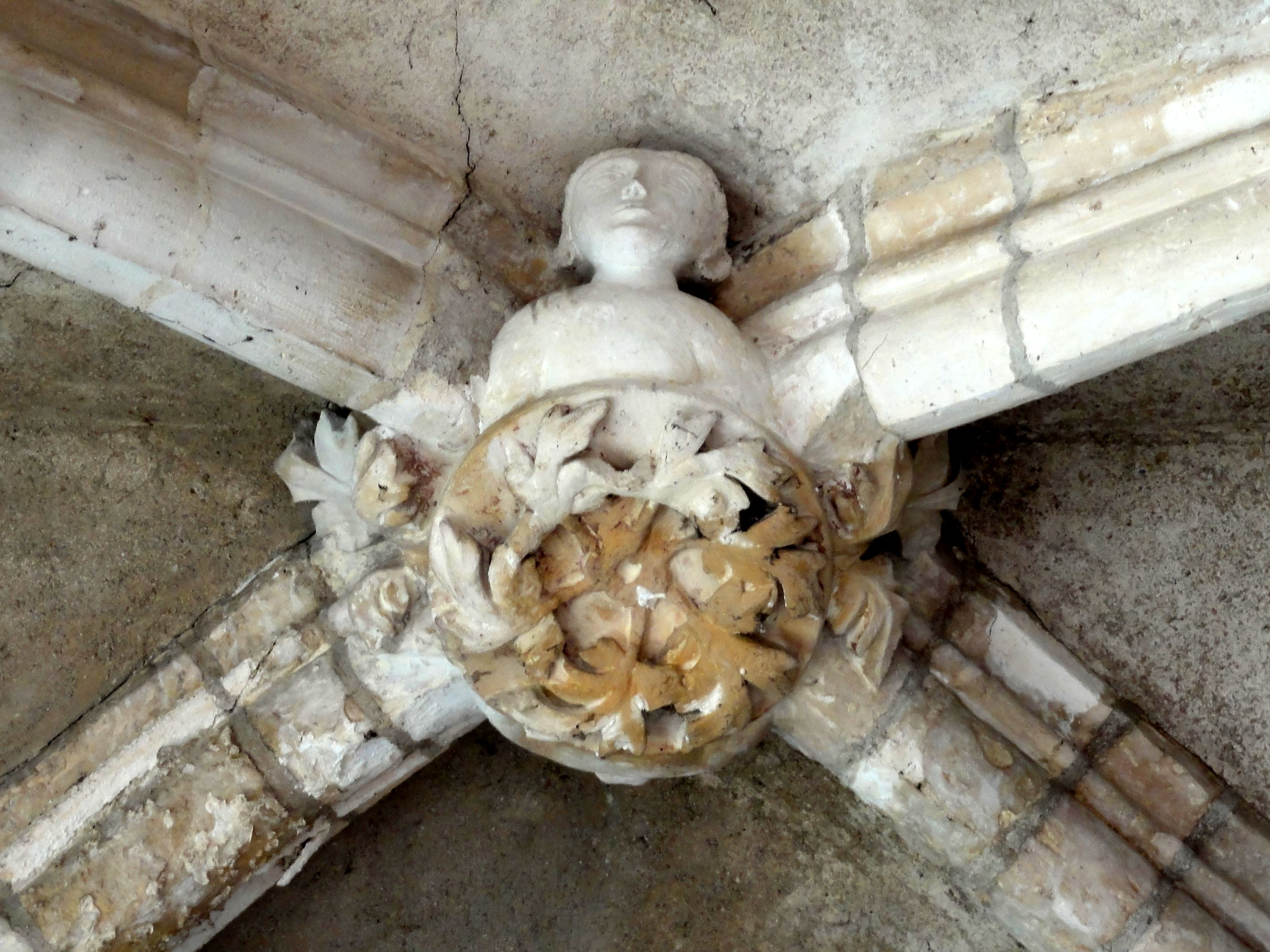
Clé de voûte de la 1re travée du sud.
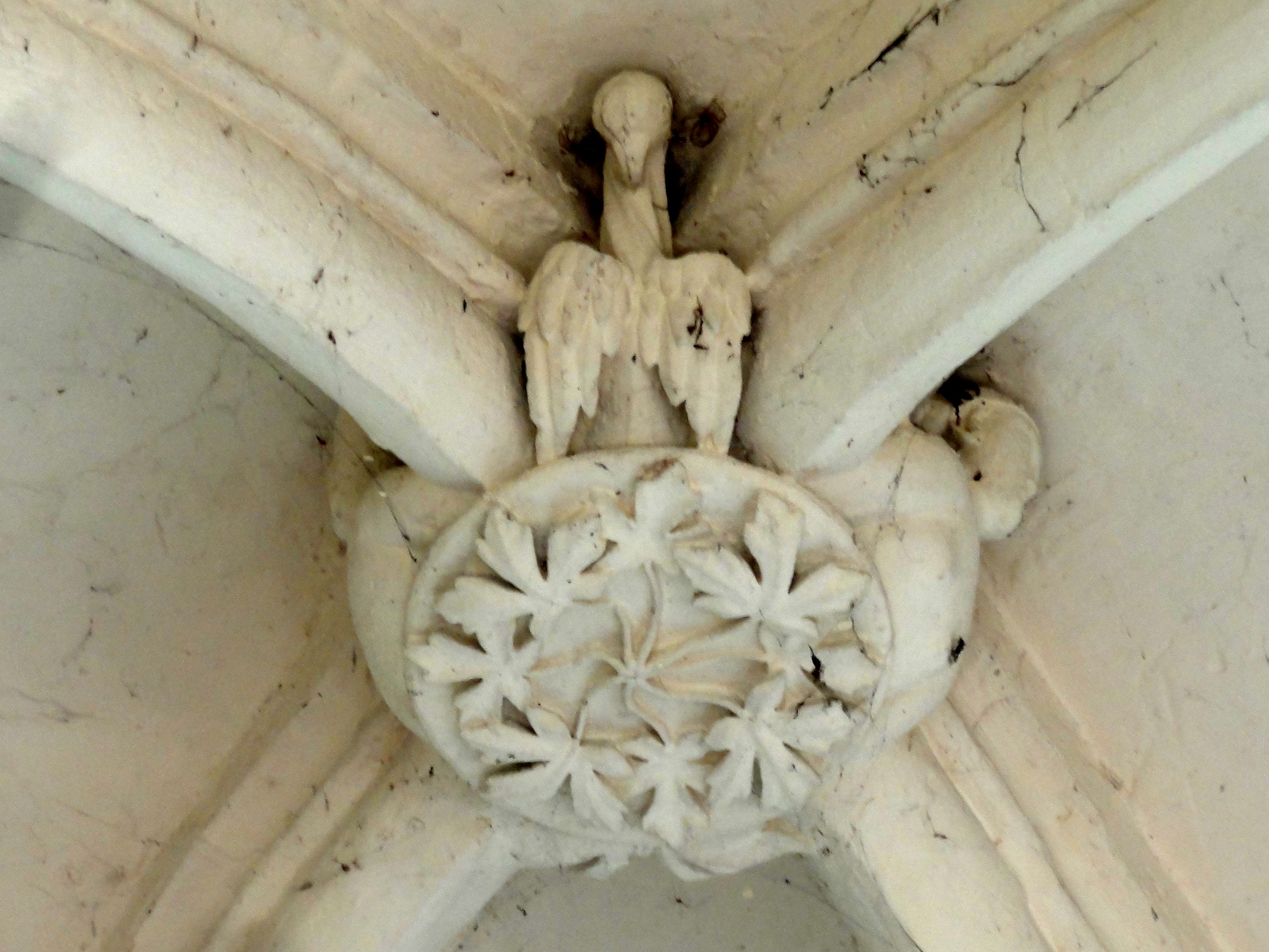
Clé de voûte de la 2e travée du nord.

#### Collatéraux et déambulatoire
Quatre chapelles basses rectangulaires prolongent vers l'est les trois vaisseaux, constituant avec les collatéraux une sorte de déambulatoire coudé. Primitivement, elles n'avaient pas été prévues. Elles sont venues prendre appui sur les contreforts du chevet au début du XIVe siècle, apparemment avant l'achèvement des parties hautes du chœur qui sont susceptibles d'être plus tardives. Les deux arcades sommaires au chevet du vaisseau central ont déjà été décrites. Les arcades à la fin des bas-côtés proprement dits sont analogues, alors que la nécessité de percer des arcades dans un mur préexistant n'a pas pu prévaloir ici. En raison de la présence des contreforts orientaux du vaisseau central, les deux chapelles dans les angles sud-est et nord-est de la collégiale communiquent avec les chapelles au droit du chevet du vaisseau central par des arcades plus étroites.
Elles sont aussi rudimentaires que les autres, sans que l'on puisse identifier la raison. Les fenêtres du chevet des chapelles d'angle ont toutefois bénéficié d'un remplage rayonnant du même type que dans les collatéraux, mais les jambages de ces fenêtres sont curvilignes. Les fenêtres latéraux côté nord et côté sud sont plus étroites et dépourvues de remplage, mais néanmoins flanquées de colonnettes à chapiteaux. Les piscines ménagées dans le mur oriental sont également cantonnées de colonnettes à chapiteaux, et s'ouvrent sous une arcature trilobée. L'absence de formerets traduit un souci de l'économie. Les ogives retombent en partie sur des culots simples, et en partie sur des colonnettes à chapiteaux.
— La chapelle double devant le chevet du vaisseau central comporte deux voûtes contiguës, séparées par un mince doubleau. Curieusement, la retombée des nervures du côté du pilier central des deux arcades vers le chœur ne s'effectue pas sur le tailloir du chapiteau, qui est trop petit, mais sur un culot non décoré. En face au droit du mur oriental, une colonnette unique a dû suffire ; il n'y a de toute façon pas de formerets. Dans les quatre angles de la chapelle, les ogives s'arrêtent nets. En dépit de cette construction à l'économique déjà constatée dans les chapelles d'angle, les deux baies gémelées par travée possèdent des archivoltes toriques retombant sur trois fines colonnettes à chapiteaux.

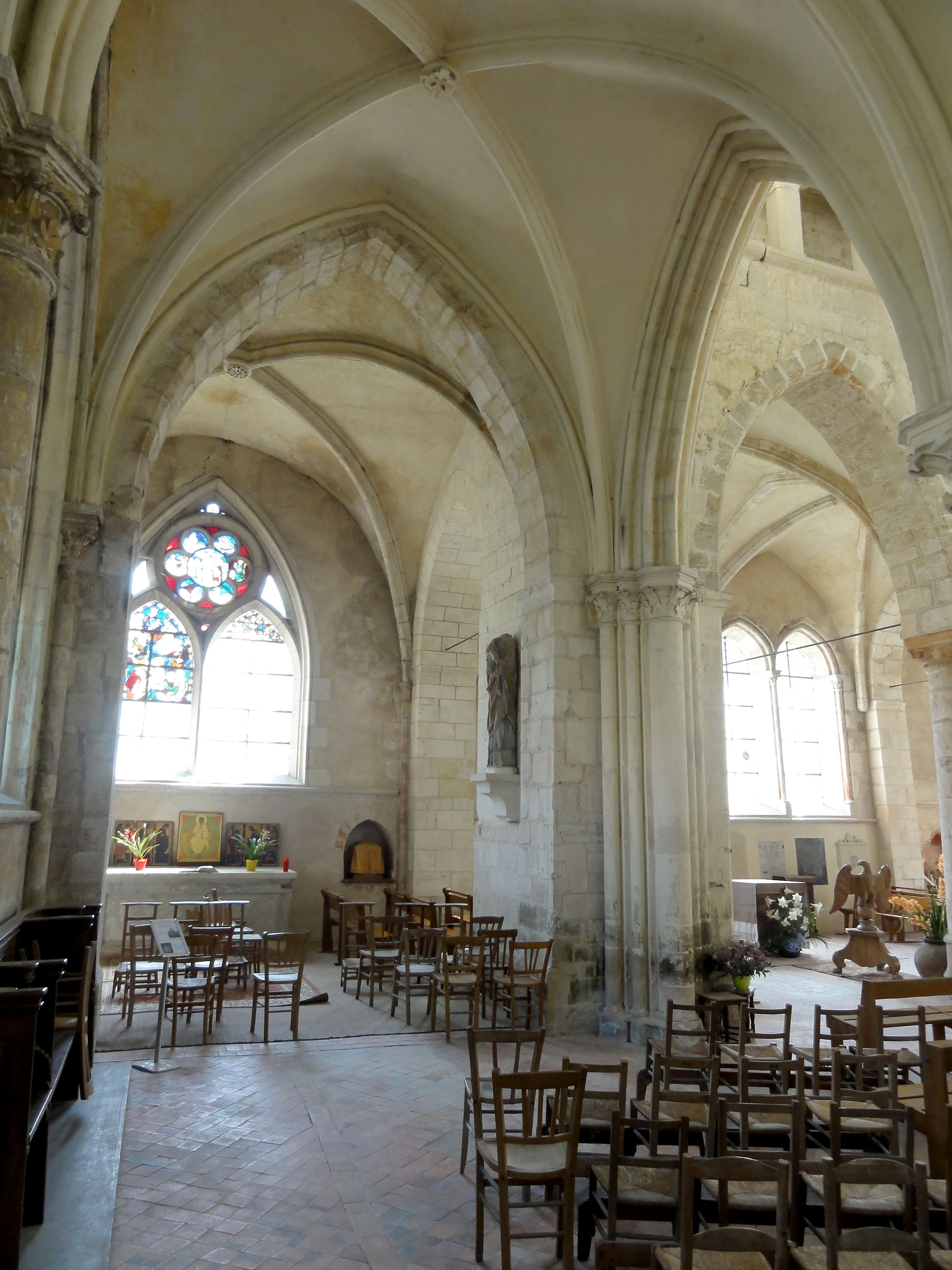
Collatéral nord, vue dans la chapelle d'angle.
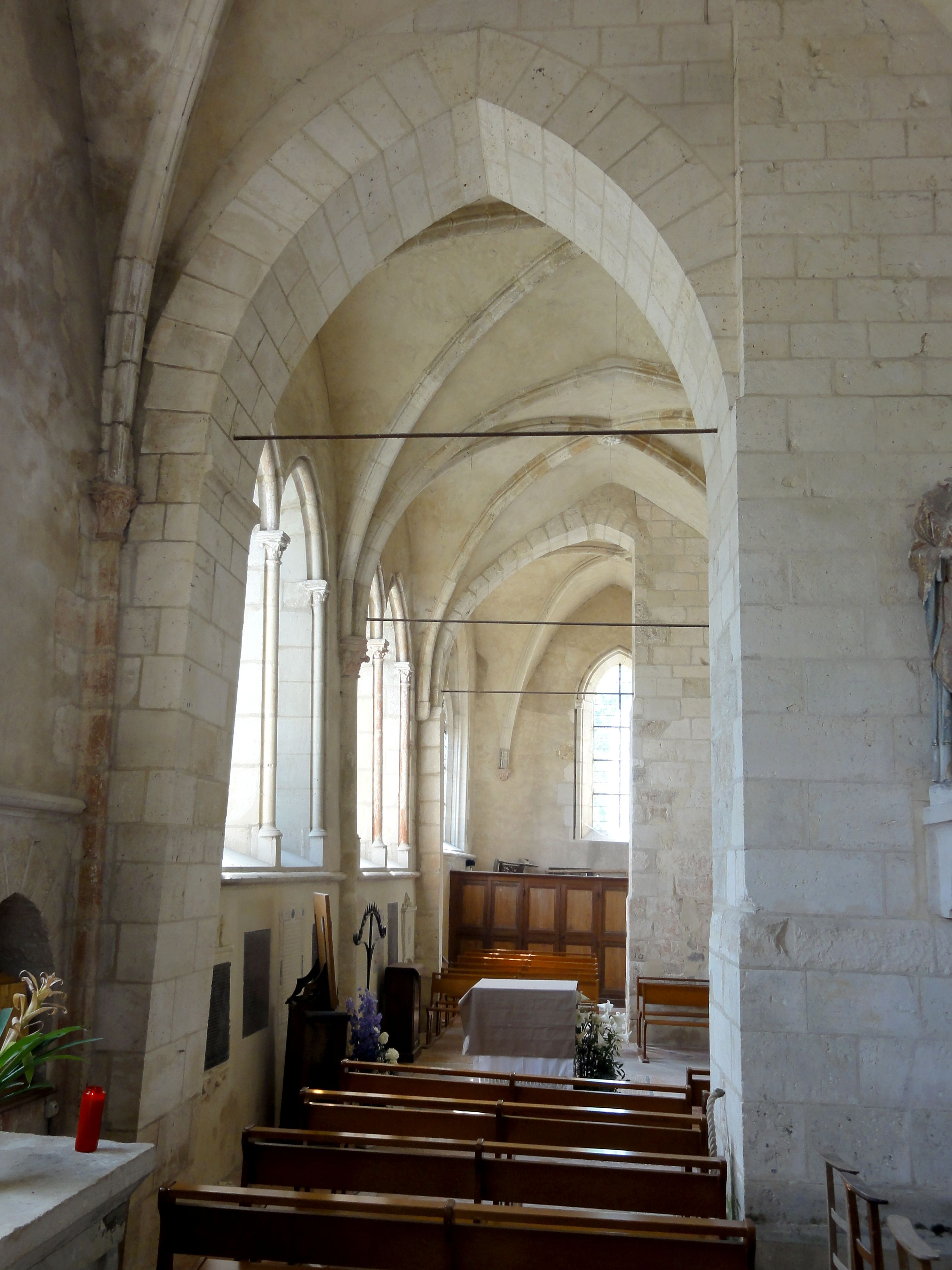
Chapelle d'angle nord, vue vers le sud.
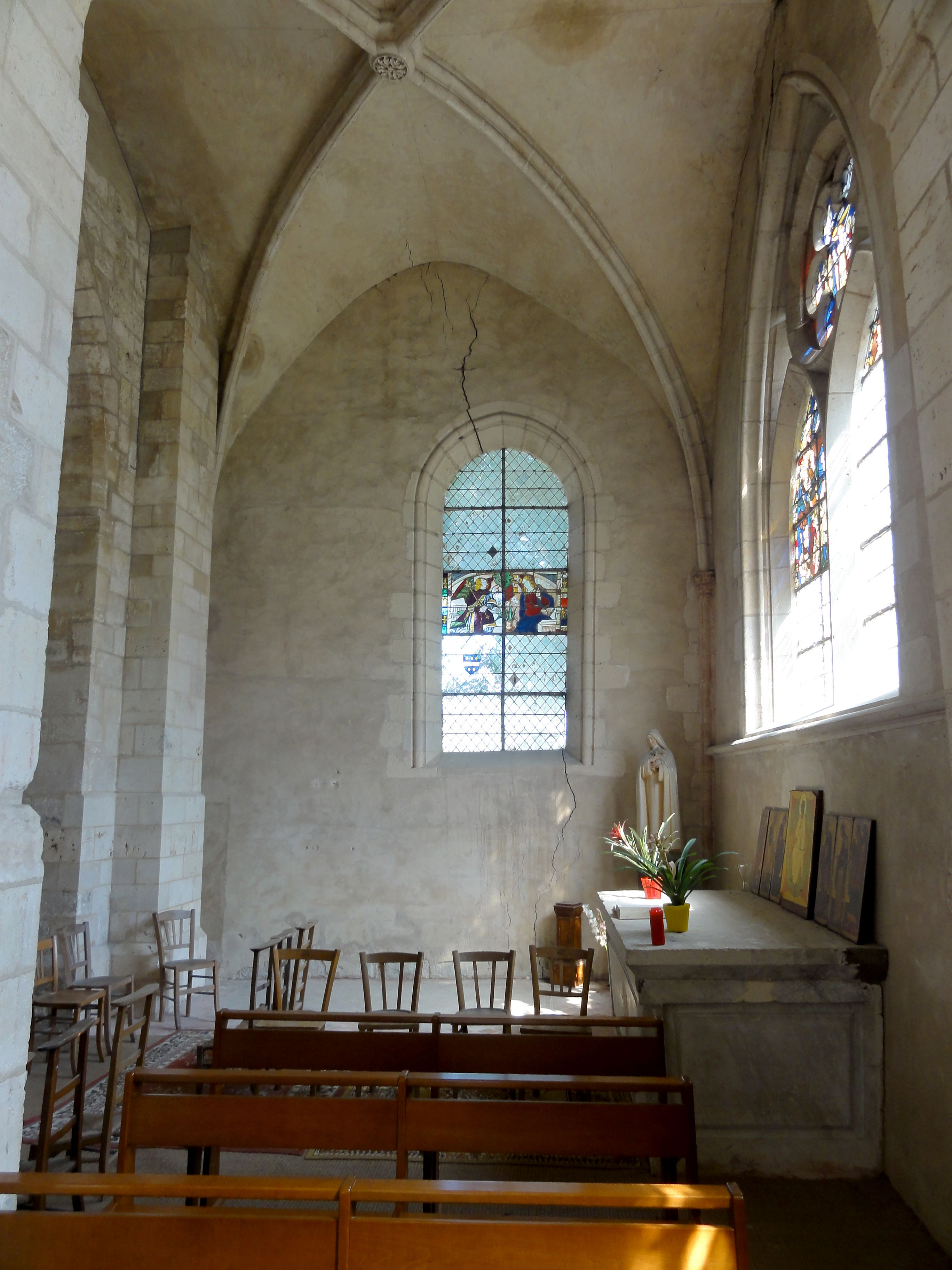
Chapelle d'angle nord, vue vers le nord.
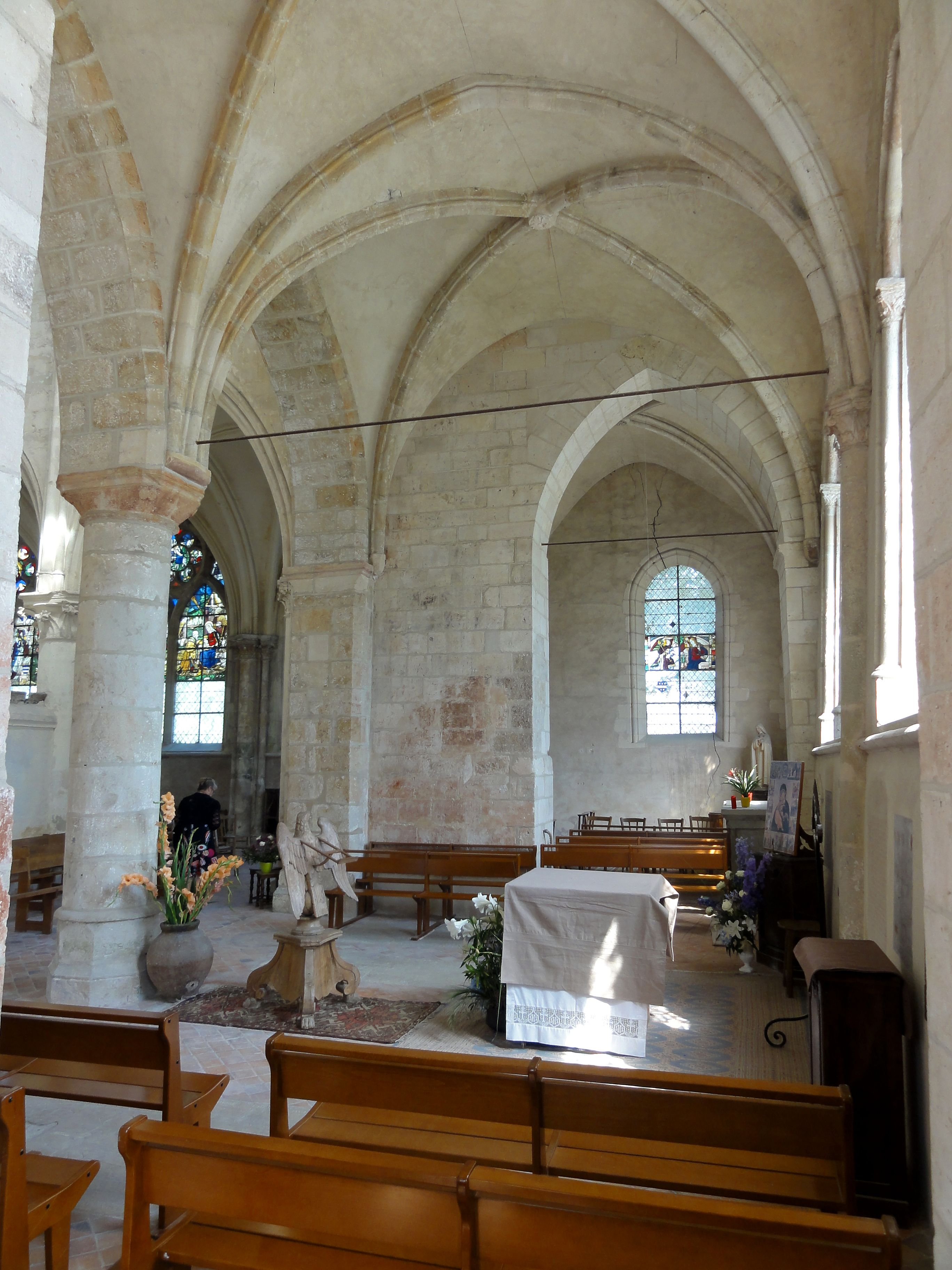
Chapelle du chevet, vue vers le nord.
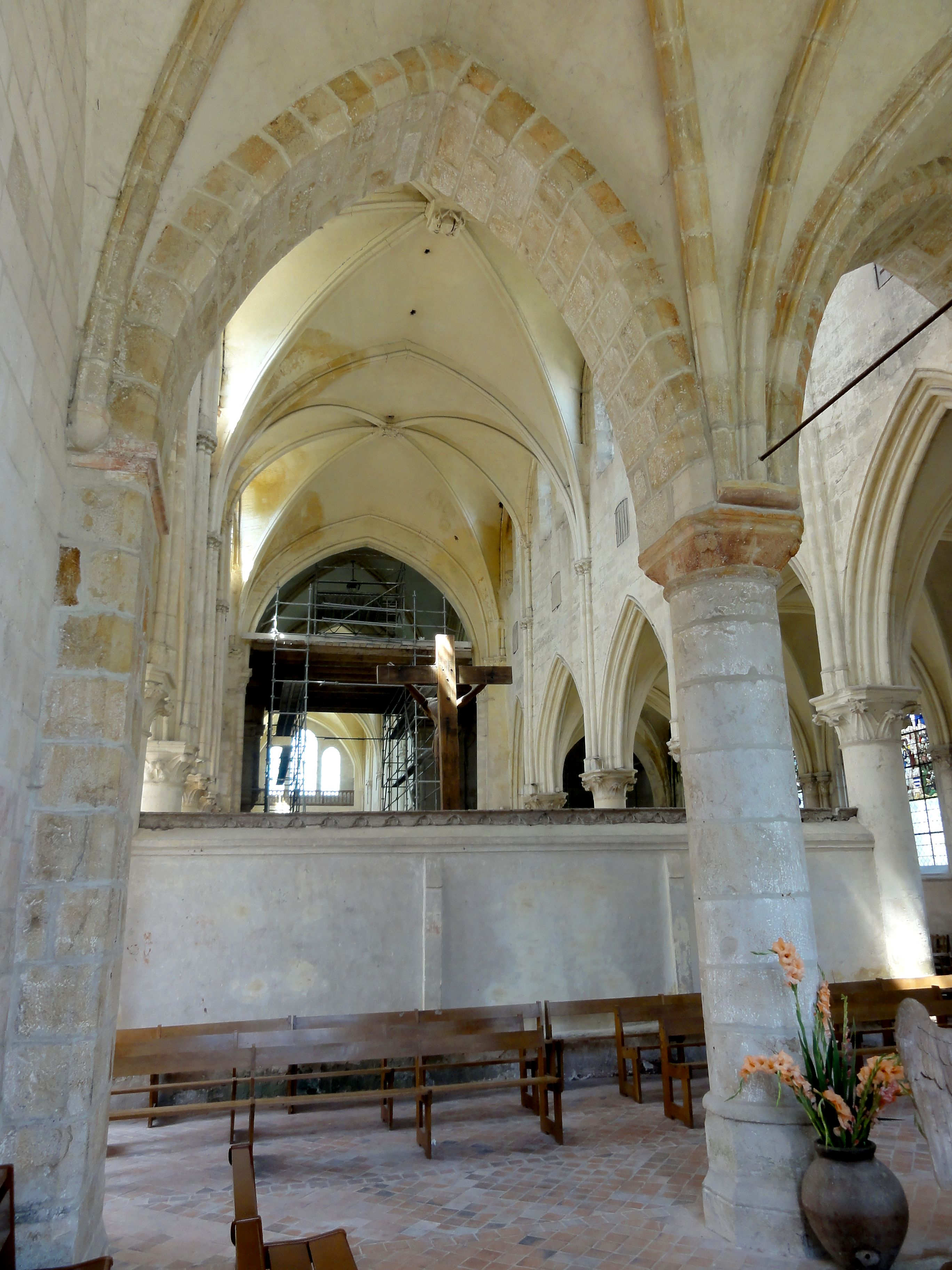
Chapelle du chevet, vue vers l'ouest.
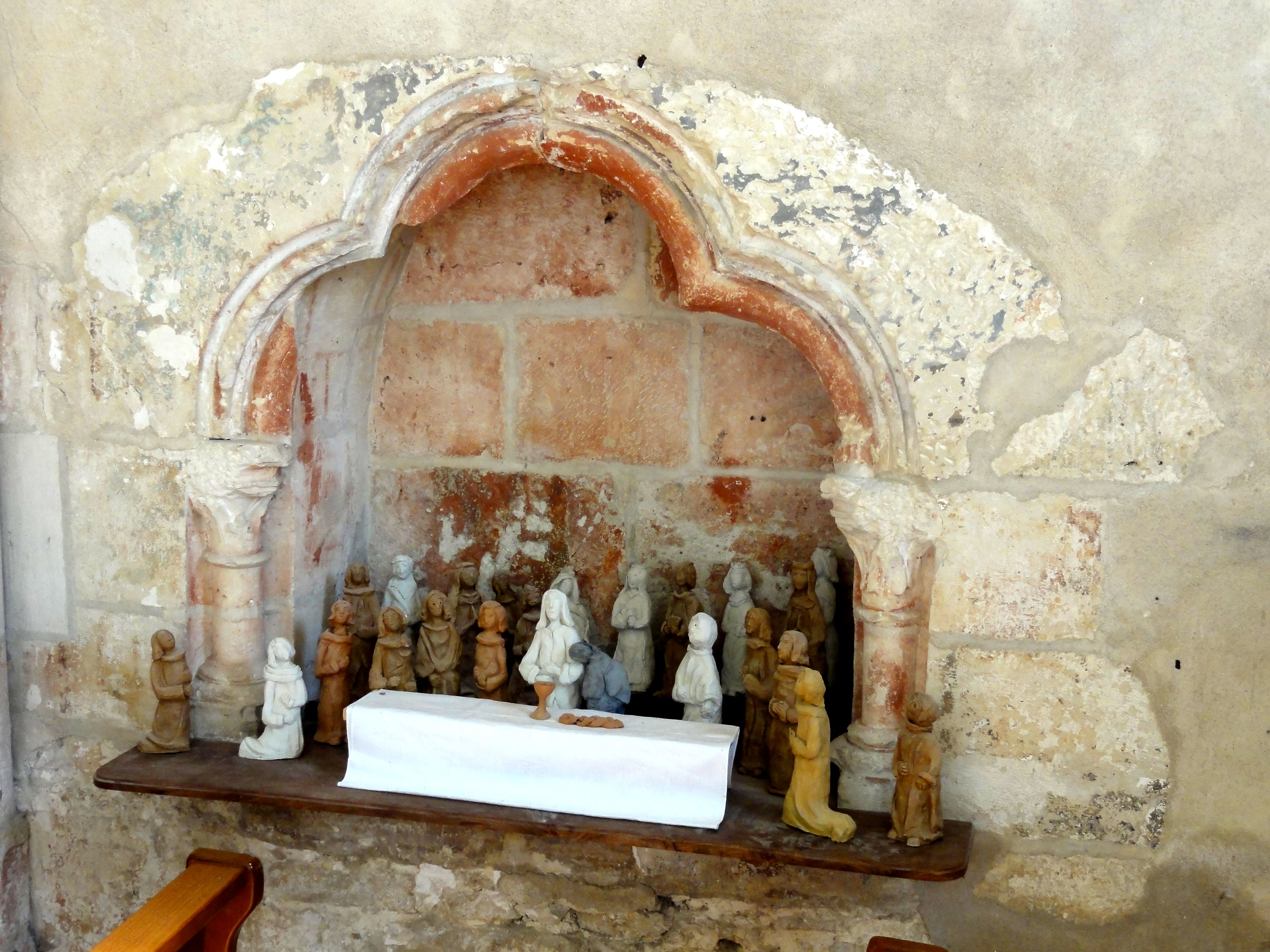
Piscine liturgique des chapelles d'angle.

#### Les vitraux
D'après l'inventaire des vitraux par le chanoine Martin Sonnet en 1653, soixante-douze panneaux de verre peints décoraient la collégiale et garnissaient quarante fenêtres parmi les cinquante-deux que compte la collégiale. Ce sont le transept et les parties hautes du chœur, côté sud, qui n'ont jamais possédé que du verre blanc. Une vingtaine présentent aujourd'hui des fragments des vitraux originaux qui datent de la fin du XVe et surtout du XVIe siècle. Ils sont classés monuments historiques au titre immeuble. Nonobstant cet état de conservation lacunaire, certains comptent parmi les chefs-d'œuvre du gothique flamboyant finissant ou de la Renaissance. Leur style et leur technique les apparentent étroitement aux vitraux champenois. Le chartrier de la collégiale mentionne les noms de deux fournisseurs de Melun : Nicolas Maçon et Allain Courjon. Pour G. Leroy, il paraît toutefois improbable que des maîtres-verriers aient œuvré dans une ville aussi peu importante que Melun, et suggère que ces noms correspondent plutôt à des intermédiaires,. Dans la nef et les bas-côtés, les vitraux se réduisent à des fragments dans la troisième, quatrième et cinquième travées du bas-côté nord.
Deux de ces fragments restent assez évocateurs : l'un représente saint Michel archange terrassant le démon et sainte Geneviève (no 3), et l'autre pourrait représenter la Messe de saint Grégoire (no 4). Dans le collatéral nord du chœur, des vitraux plus importants et parfois presque complets subsistent dans toutes les baies. Le vitrail de la première travée présente le jeune Charles VIII dans le tympan, et une dame et un évêque dans la lancette de droite (no 7). Dans la seconde travée, de nombreux enfants de chœur tenant des phylactères sont présents sur les festons de la rosace et dans les écoinçons. La lancette de gauche représente saint Nicolas, avec le baquet contenant les enfants qu'il vient de ressusciter, et la lancette de droite met en scène saint Georges à cheval en armure de chevalier, terrassant un dragon, accompagné de sainte Agnès priant accompagnée d'un mouton (no 8).
Dans la troisième travée, Dieu le Père entouré d'anges occupe le tympan. Jésus-Christ surgit d'un nuage sur la lancette de gauche, accompagné de ses attributs mystiques, alors que la lancette de droite comporte une représentation de la Crucifixion fourmillant de détails. Le donateur en surplis est agenouillé en bas à gauche (no 9). La Nativité du Christ et l'Adoration des Mages sont figurées dans la lancette de droite de la baie de la quatrième travée. L'un des Rois Mages est déjà arrivé et adore l'Enfant Jésus. Les deux autres sont en approche sur la lancette de gauche. Sur le tympan, Marie et Joseph partent avec l'Enfant Jésus, accompagnés d'un âne : il doit s'agir de la Fuite en Égypte (no 10).

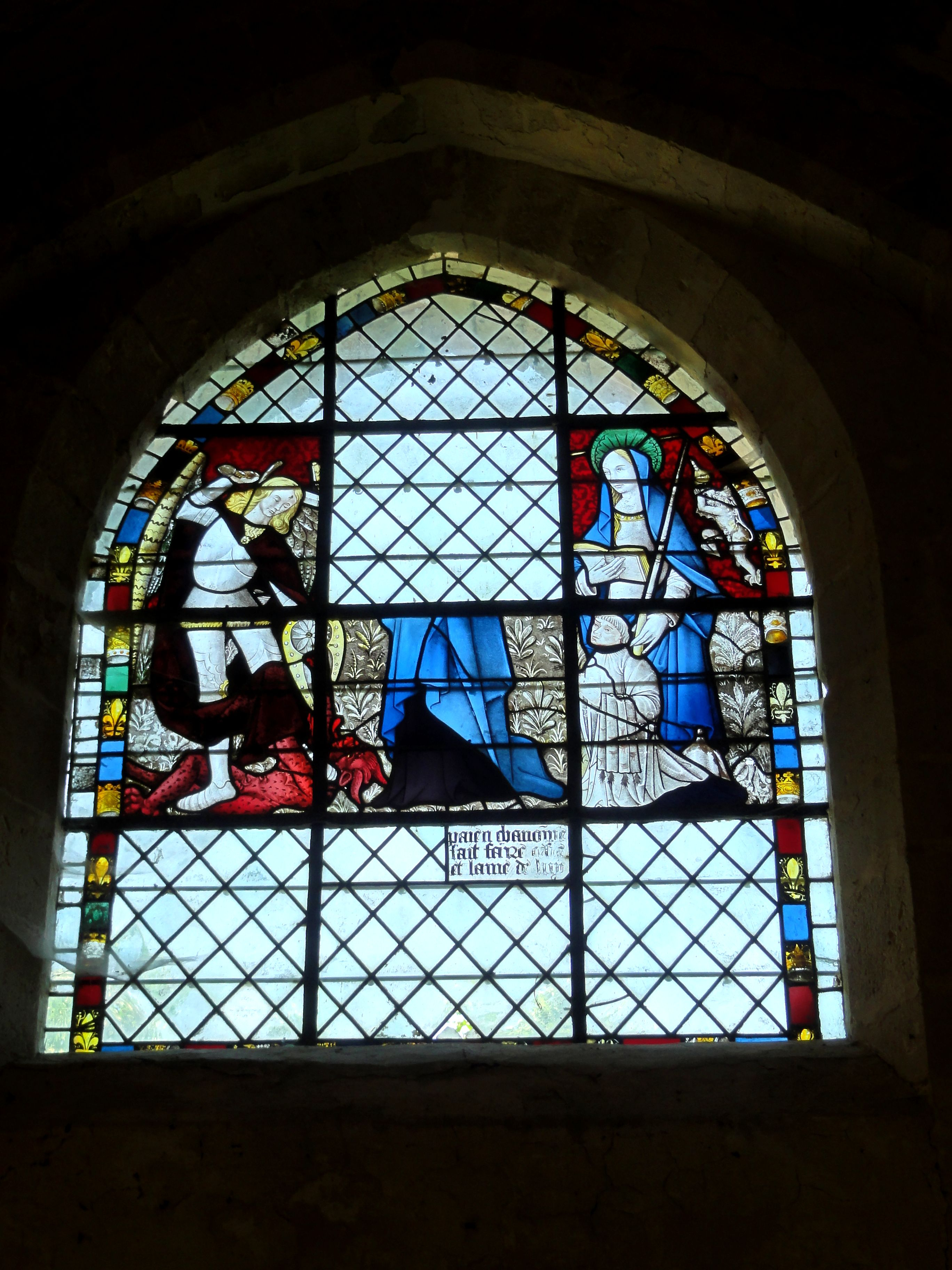
Saint Michel et sainte Geneviève (3e travée du bas-côté nord de la nef).
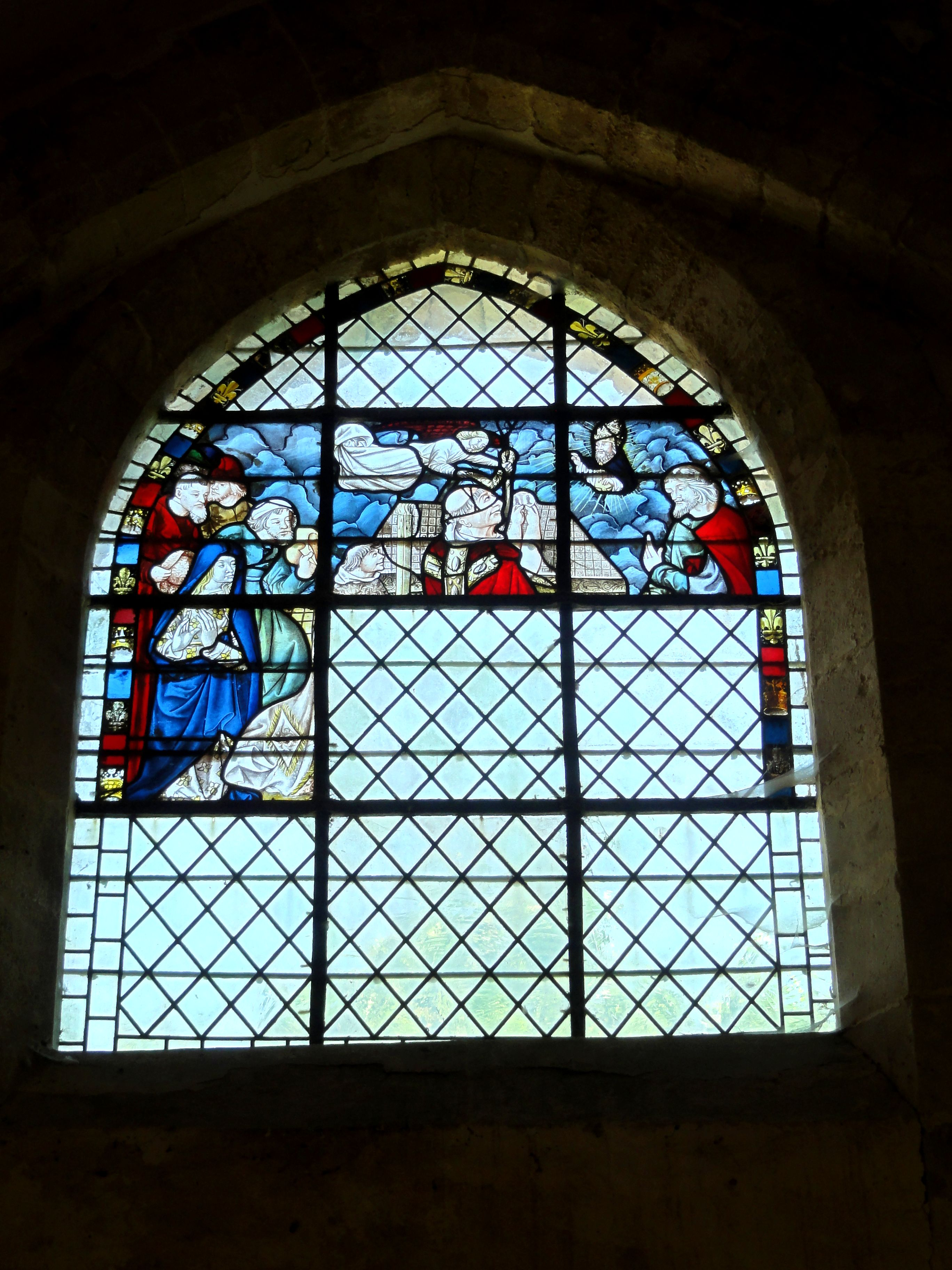
Messe de Saint Grégoire (4e travée du bas-côté nord de la nef).
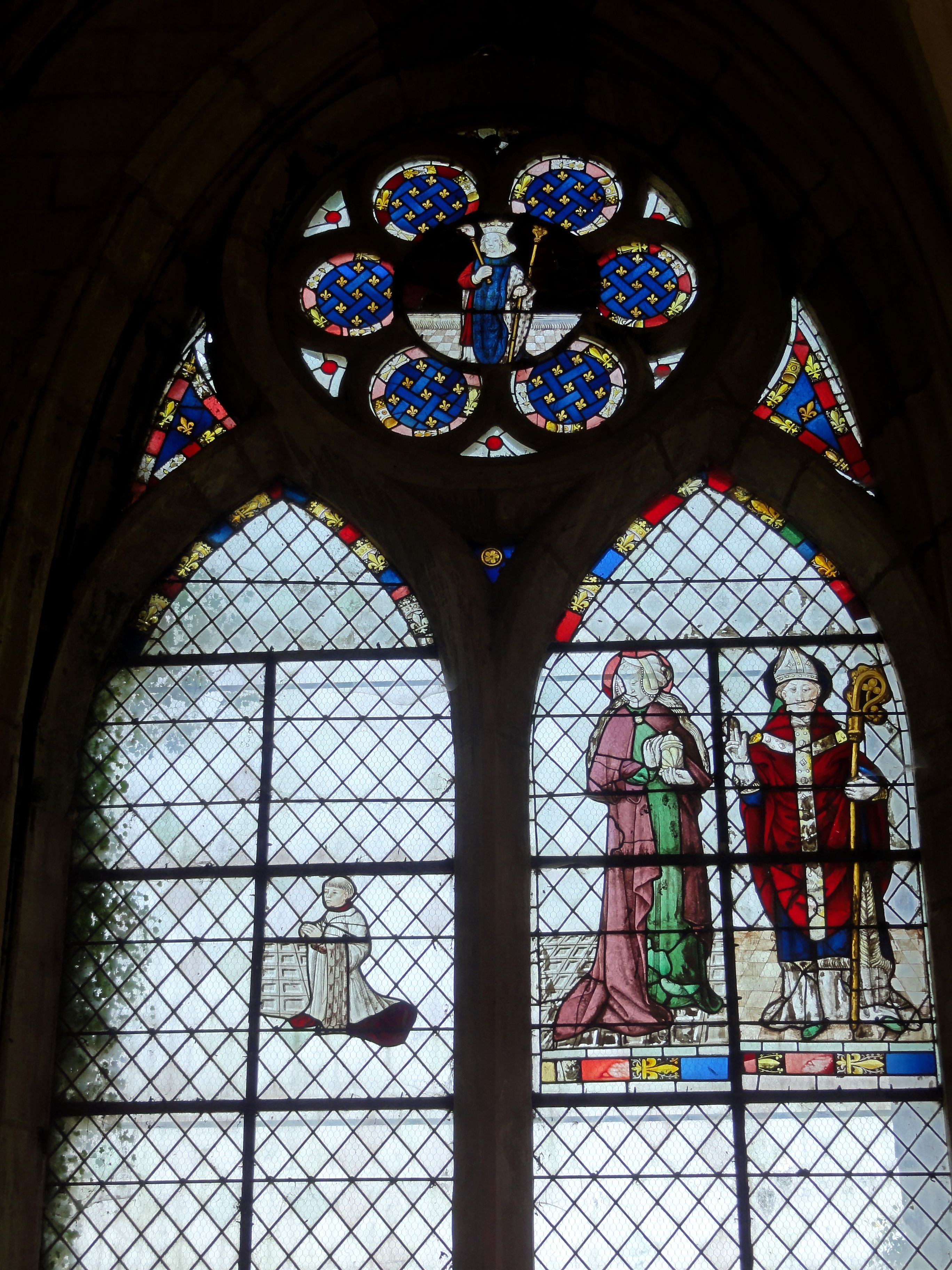
Une dame et un évêque non identifiés (1re travée du collatéral nord du chœur).
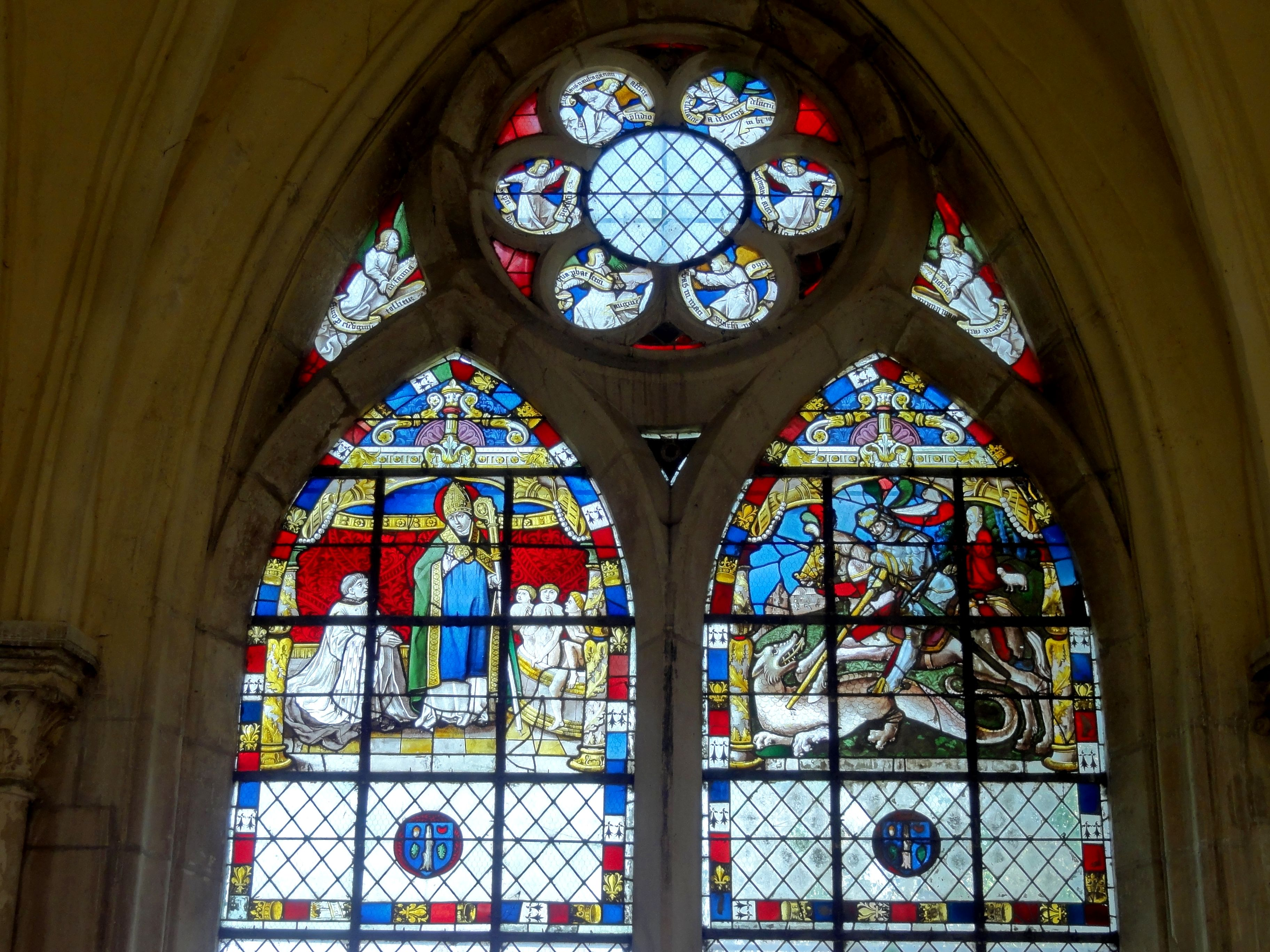
Saint Nicolas et saint Michel (2e travée du collatéral nord du chœur).
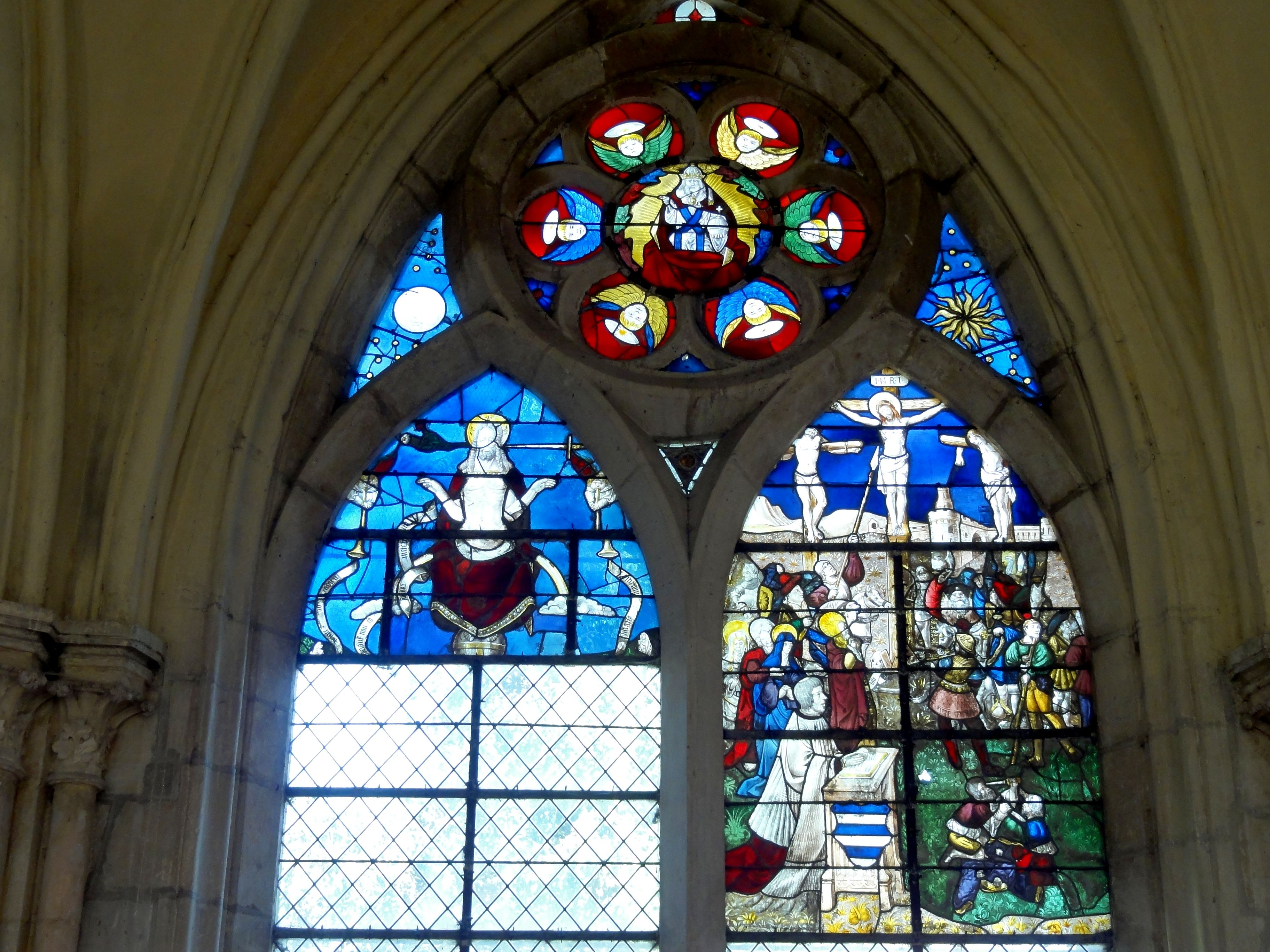
Christ sur un nuage et Crucifixion (3e travée du collatéral nord du chœur).
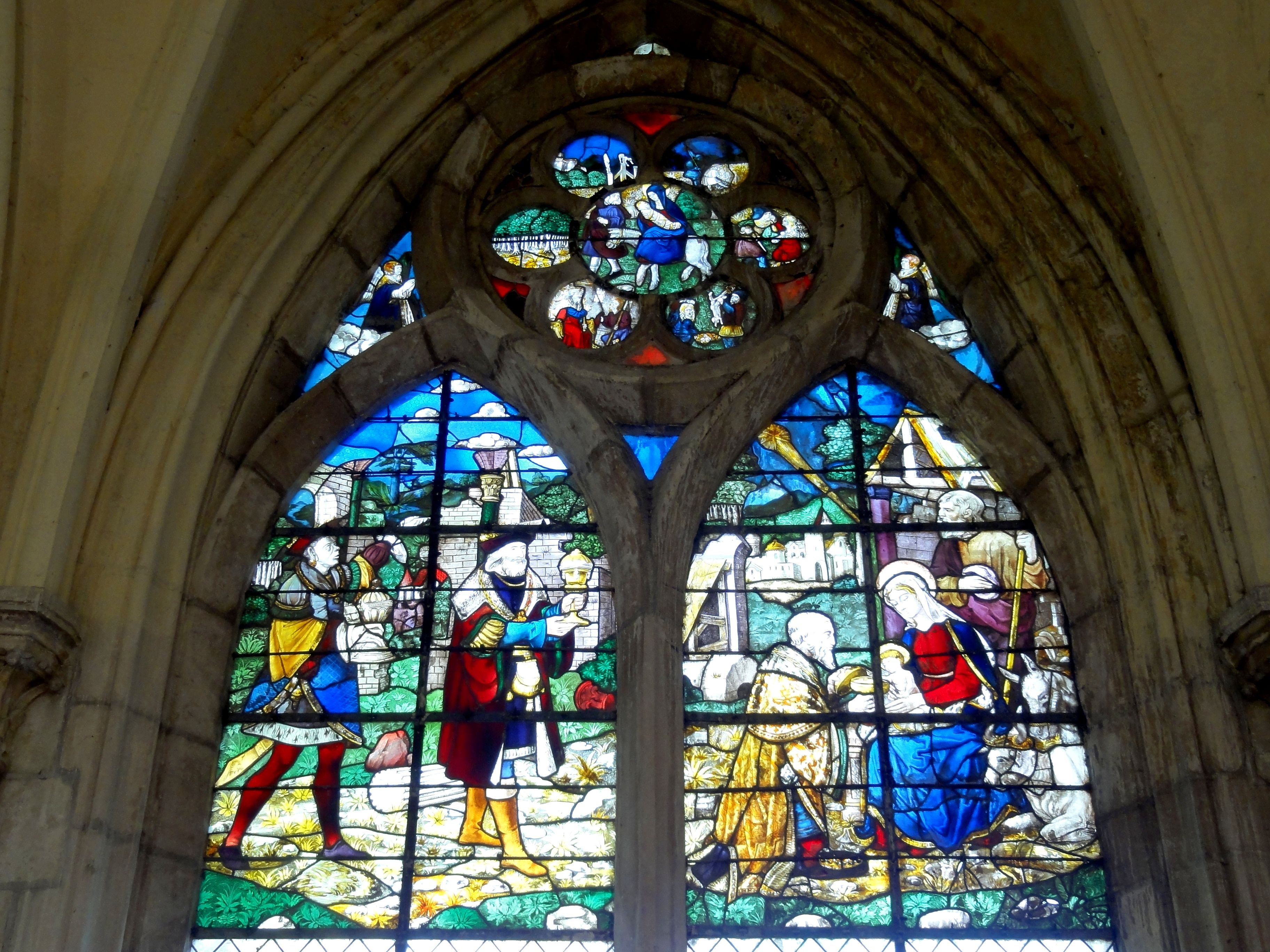
Adoration des Mages et Nativité du Christ (4e travée du collatéral nord du chœur).

Le vitrail de la dernière travée du collatéral sud du chœur est consacré à la vie de la Vierge. Une Vierge à l'Enfant figure sur le tympan. Deux scènes différentes sont représentées sur chacune des deux lancettes. Sur celle de droite, l'on voit la Naissance de la Vierge et le Mariage de la Vierge avec Joseph. Sur celle de gauche, l'on voit la Rencontre de la Porte Dorée et la Présentation de Marie au Temple (no 11). Suit la chapelle d'angle nord-est, qui est la chapelle du Saint-Sacrement. La première fenêtre ne comporte plus qu'un petit panneau historié, mais la scène représentée reste complète : il s'agit de l'Annonciation (no 12). La fenêtre orientale montre quant à elle un fragment d'un arbre de Jessé sur la lancette de gauche, dont les personnages s'enchevêtrent. En haut, l'on aperçoit la Vierge à l'Enfant. Le tympan contient un Christ en croix devant lequel veillent Marie et saint Jean ; autour, l'on voit les symboles des quatre Évangélistes, ainsi qu'une seconde Charité de Saint-Martin, à gauche, et une autre représentation de saint Nicolas avec les enfants (no 13). Les quatre baies de la chapelle centrale du déambulatoire sont en verre blanc. — Dans les parties hautes du chœur, des vitraux subsistent dans quatre dernières baies du nord, ainsi que dans toutes les quatre baies du chevet : deux contiennent des fragments, une représente pour une deuxième fois la Crucifixion (L), et celle à côté une troisième Charité de Saint-Martin, patron de la collégiale, entourée de nombreux fragments en désordre (M).

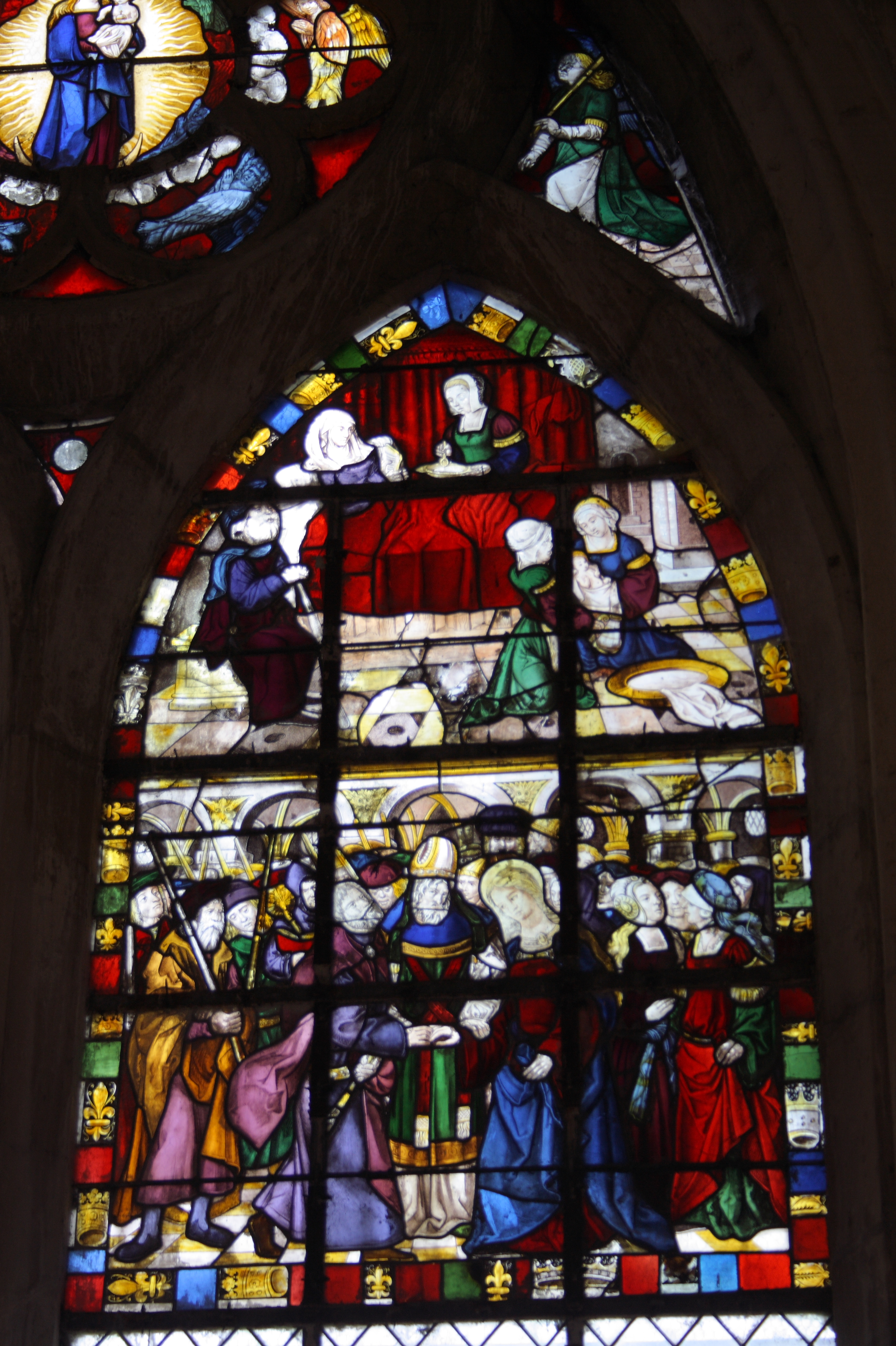
Naissance de la Vierge et mariage avec Joseph (5e travée du collatéral nord).
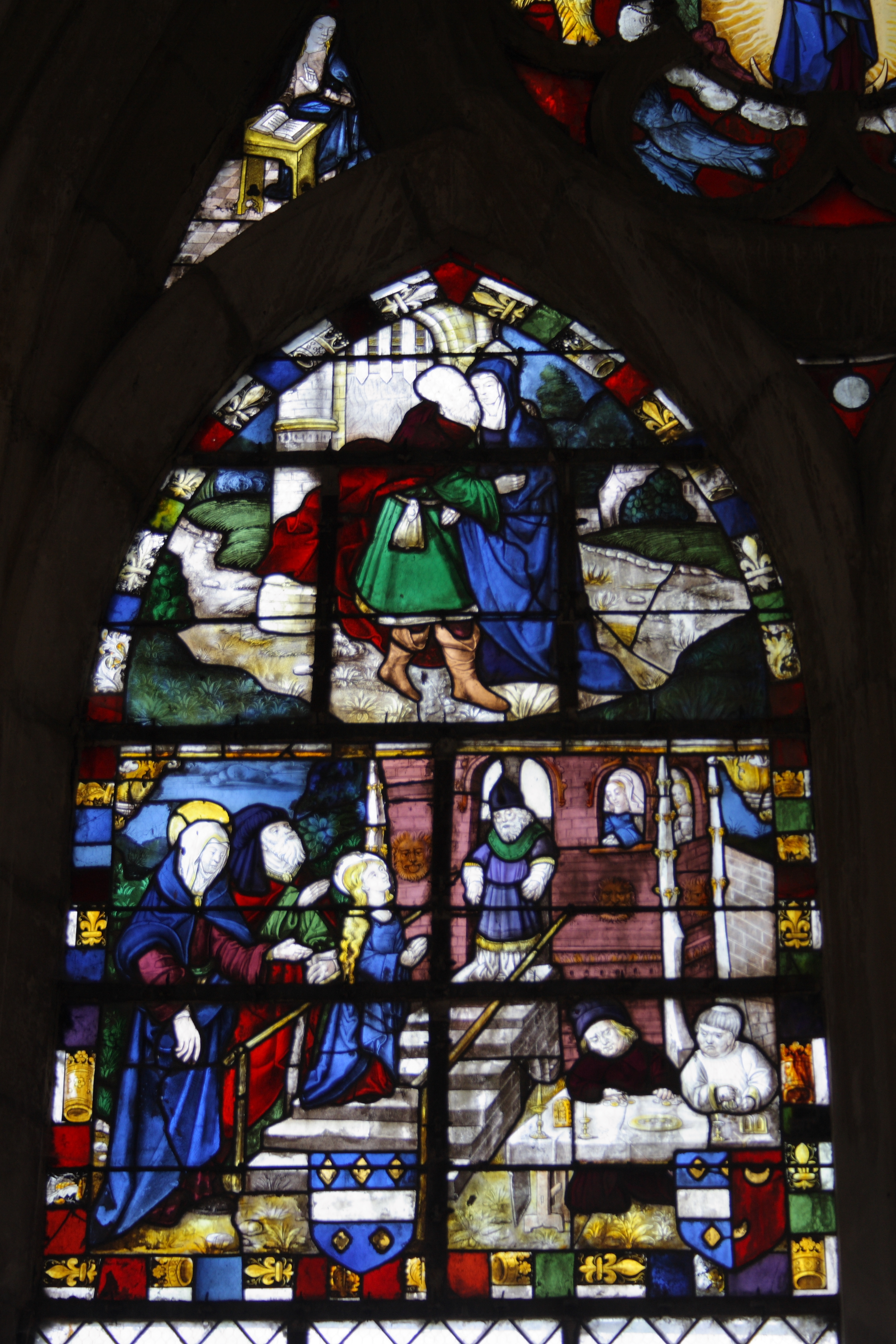
Rencontre de la Porte Dorée et Présentation au Temple (5e travée du collatéral nord).
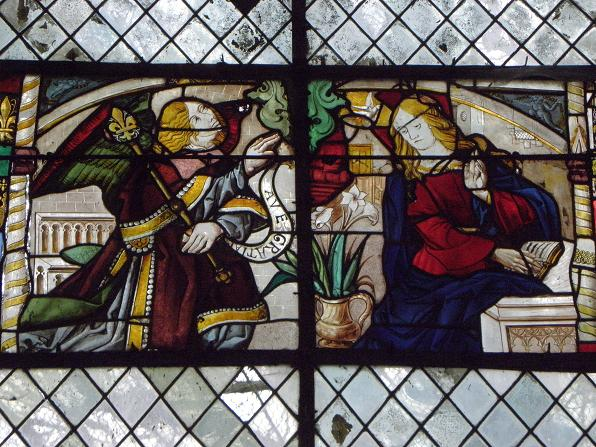
Annonciation (chapelle d'angle nord-est, fenêtre nord).
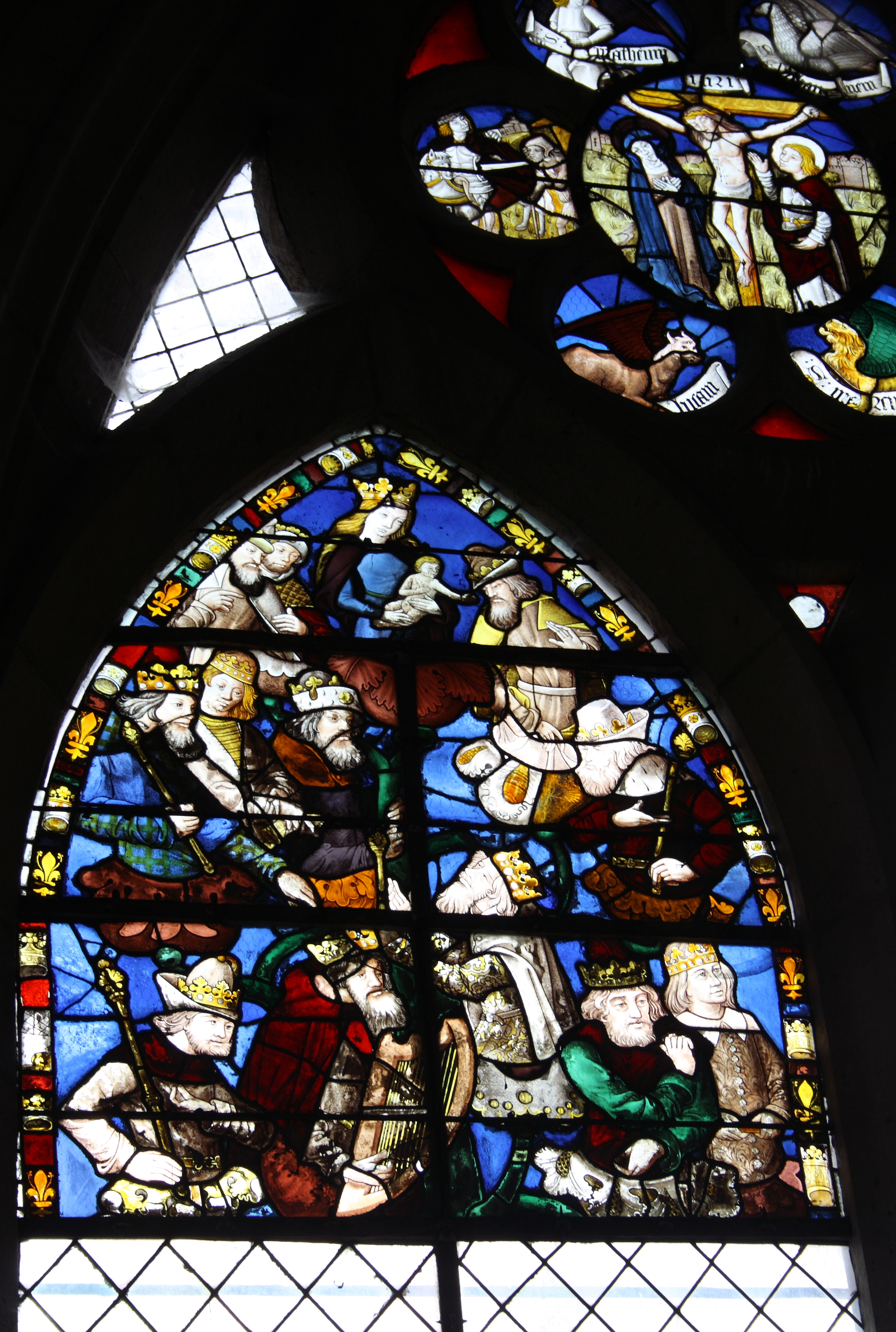
Arbre de Jessé (chapelle d'angle nord-est, fenêtre est).
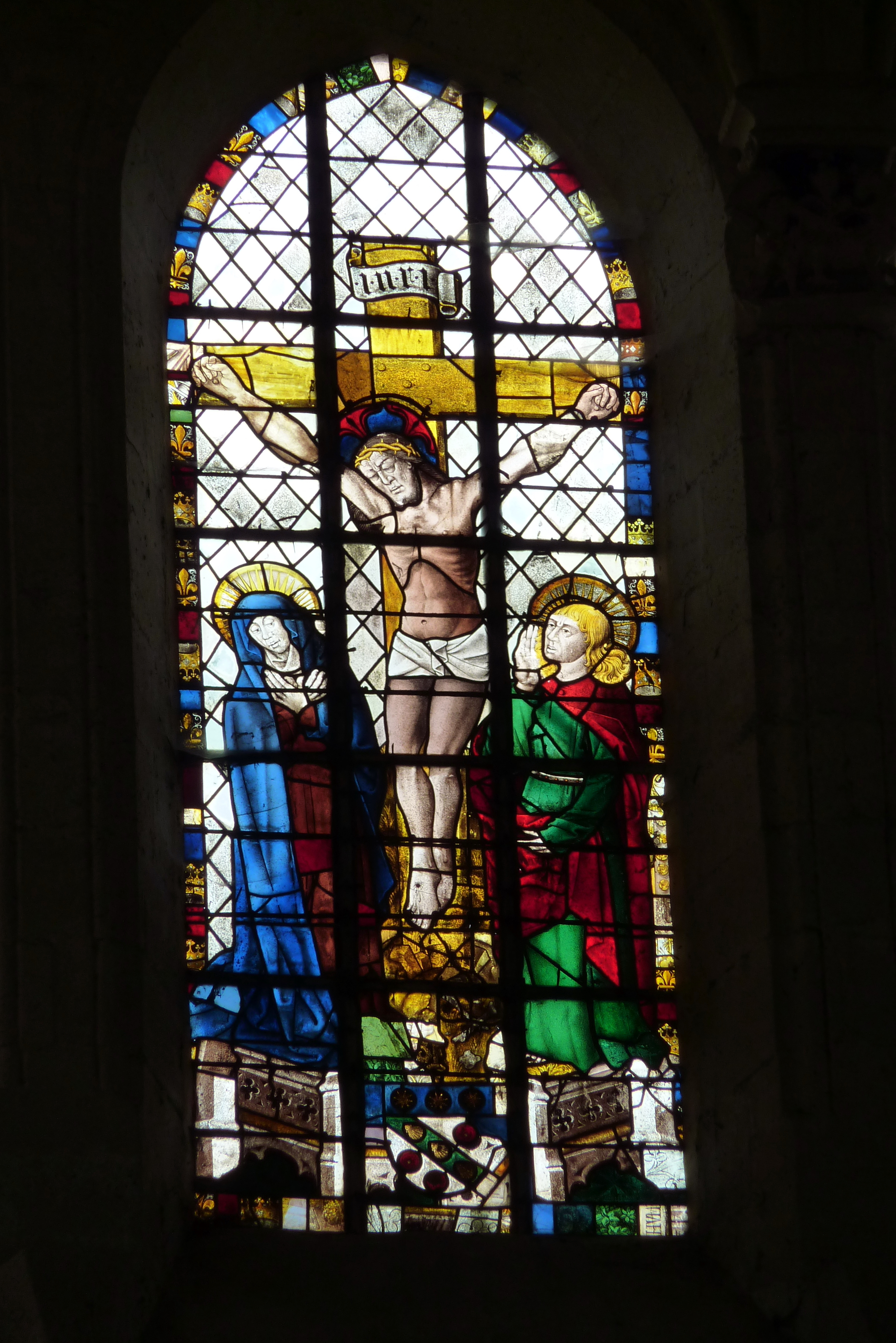
Crucifixion (chevet, 2e fenêtre haute de g. à dr.).
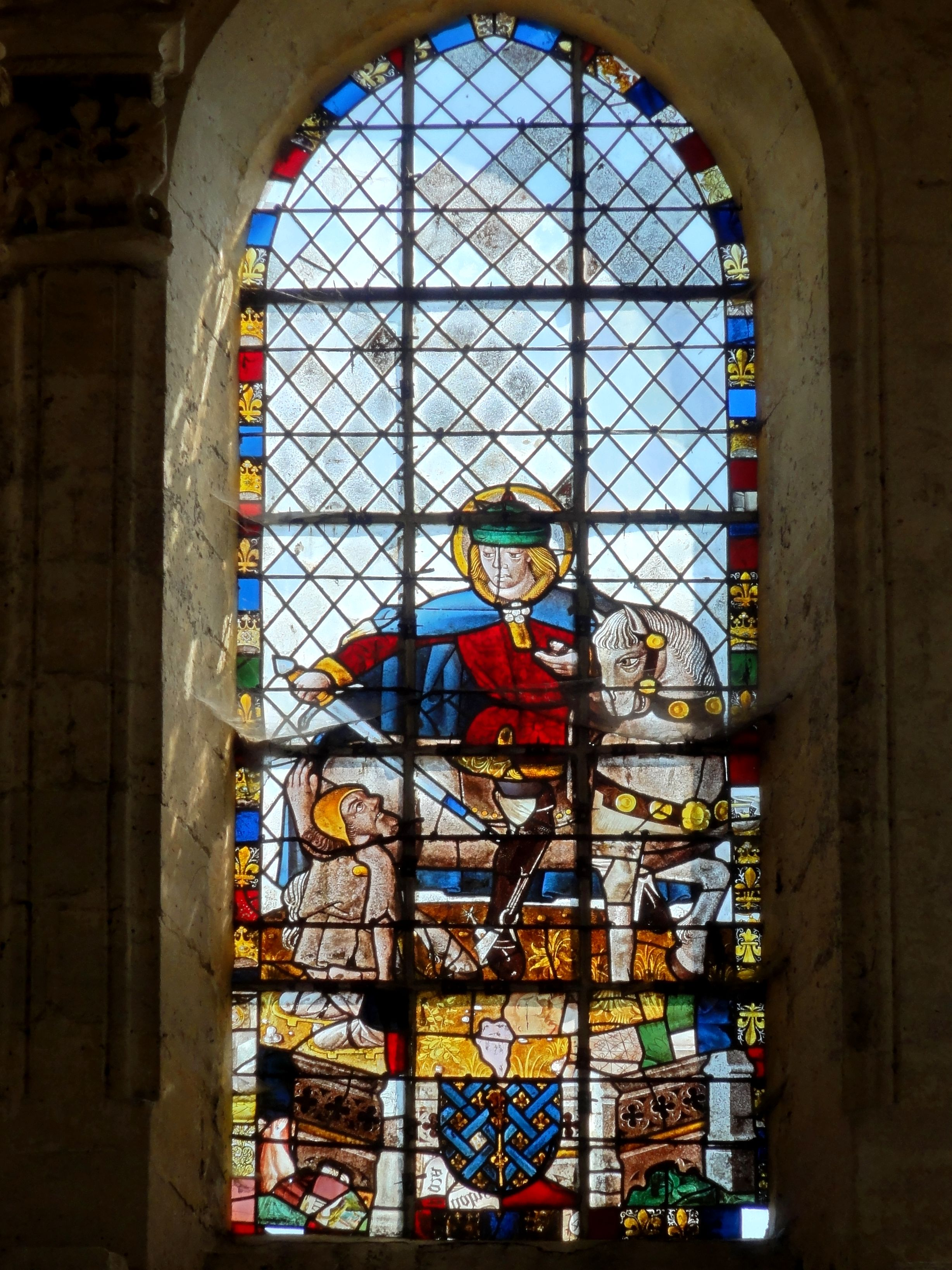
Charité de Saint-Martin (chevet, 3e fenêtre haute de g. à dr.).

Les vitraux des fenêtres hautes représentent sainte Barbe accompagnée de la tour où elle fut enfermée et d'un blason (G), puis trois saints isolés : sainte Geneviève gardant des moutons (H, sans illustration) ; sainte Catherine (I, sans illustration) et saint Denis céphalophore (J). — Dans le collatéral sud, les vitraux ont encore été amoindris depuis la parution de l'étude de G. Leroy en 1896. Certaines scènes ont changé d'emplacement. Aucun vitrail n'est mentionné pour la chapelle d'angle sud-est, qui a servi un temps de sacristie. Aujourd'hui, le tympan de la fenêtre orientale comporte une illustration sans rapport biblique ou hagiographique : c'est la collégiale de Champeaux entourée des six autres églises qui faisaient partie de son petit doyenné rural, enclavé dans le territoire de l'archidiocèse de Sens. Ce semble être une création du XXe siècle, car G. Leroy ni fait pas allusion. Sur la lancette de gauche, l'on identifie un vestige d'un saint Michel terrassant le dragon, scène répétée pour la deuxième fois dans l'église.
À droite, un homme vêtu de rouge marche, accompagné d'un enfant de chœur ; un château figure en arrière-plan (no 16). Dans la dernière travée du bas-côté sud, l'on pouvait encore voir un Christ au Jugement dernier au centre de la rose ; restent la résurrection des morts sur les deux lobes inférieures, et Marie priant pour les défunts à gauche. Les fragments au sommet des deux lancettes ne proviennent pas de cette baie, qui représentait le retour de l'Enfant prodigue, et qui a entièrement disparu (no 18). La baie de l'avant-dernière travée ne conserve plus que les vitraux de la rose et des écoinçons. Le tympan représente une troisième fois saint Nicolas. Autour, l'on voit pour une seconde fois les symboles des quatre Évangélistes ; Adam et Ève au Paradis, ainsi que leur expulsion du Paradis. Les écoinçons contiennent des anges (no 19). Sur la fenêtre de la troisième travée, seuls les motifs de la rose et de l'écoinçon de droite restent lisibles ; ce sont la Vierge Marie et des anges et un enfant de chœur qui les adorent.
Les débris contenus dans les lancettes devaient représenter saint François d'Assise recevant les stigmates du Christ crucifié, ainsi que saint Jérôme faisant pénitence, ce qu'il est désormais impossible de deviner (no 20). Les vitraux des lancettes de la seconde travée étaient déjà réduits à l'état de débris. Cependant, saint Victor à cheval et Dieu le Père étaient encore visibles sur la rose à la fin du XIXe siècle. Ne restent que quatre anges tenant des phylactères (no 21, sans illustration). La première travée du collatéral sud était contiguë à la sacristie au XVIIe siècle, et sa fenêtre était alors murée. Il comporte cependant un panneau réunissant plusieurs fragments (no 22, sans illustration).

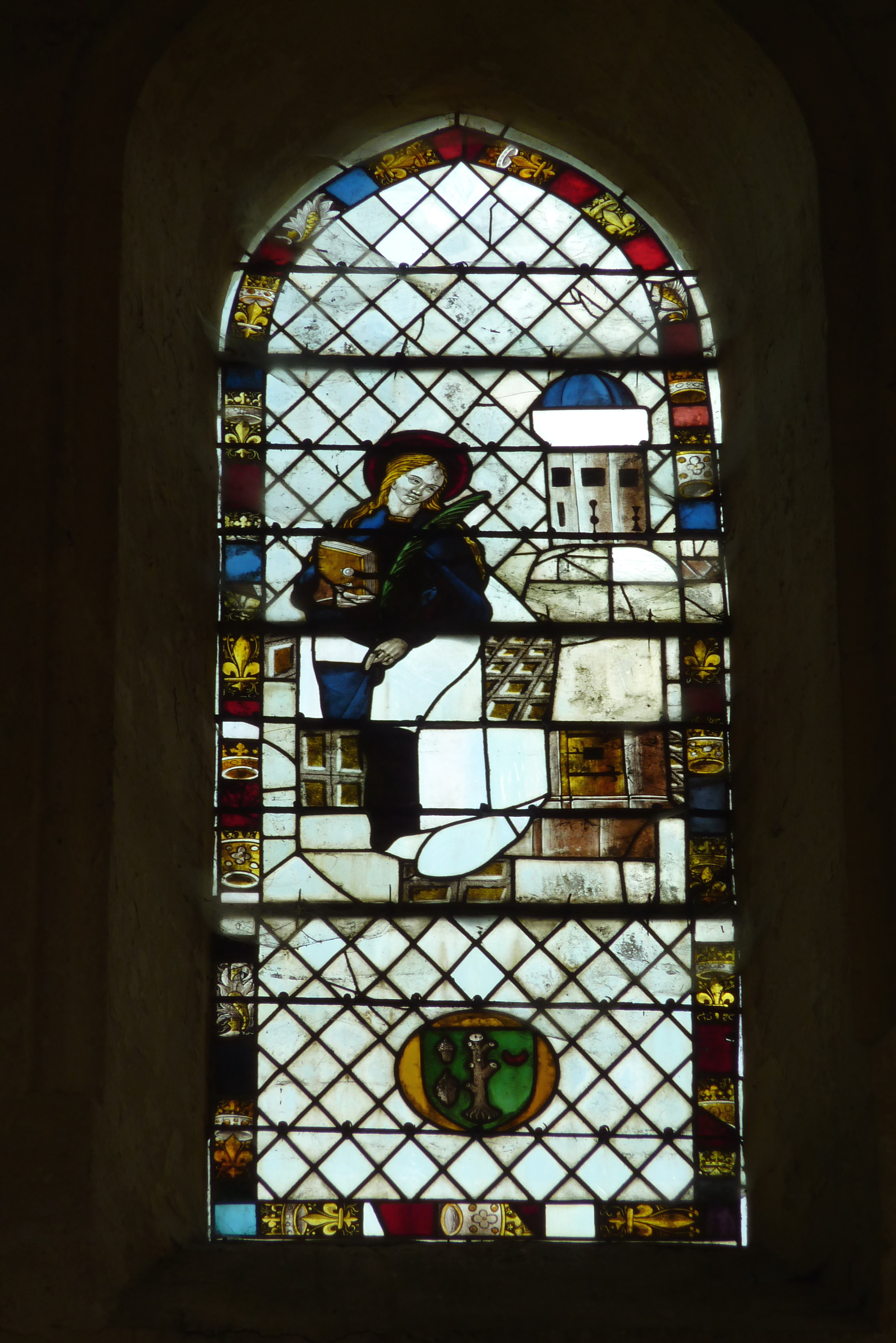
Sainte Barbe (chœur, 4e travée nord, fenêtre haute de gauche).
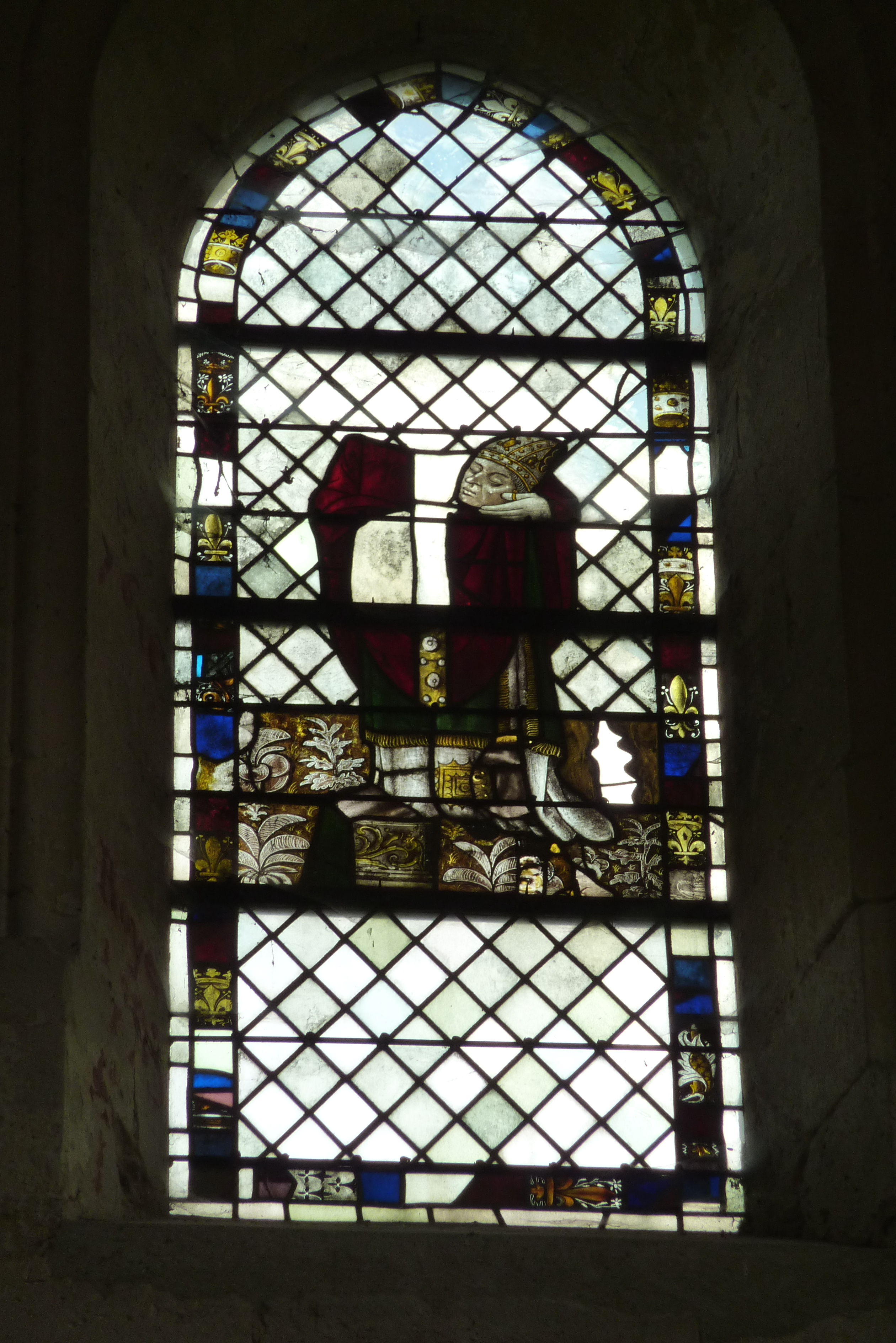
Saint Denis Champeaux (chœur, 5e travée nord, fenêtre haute de droite).
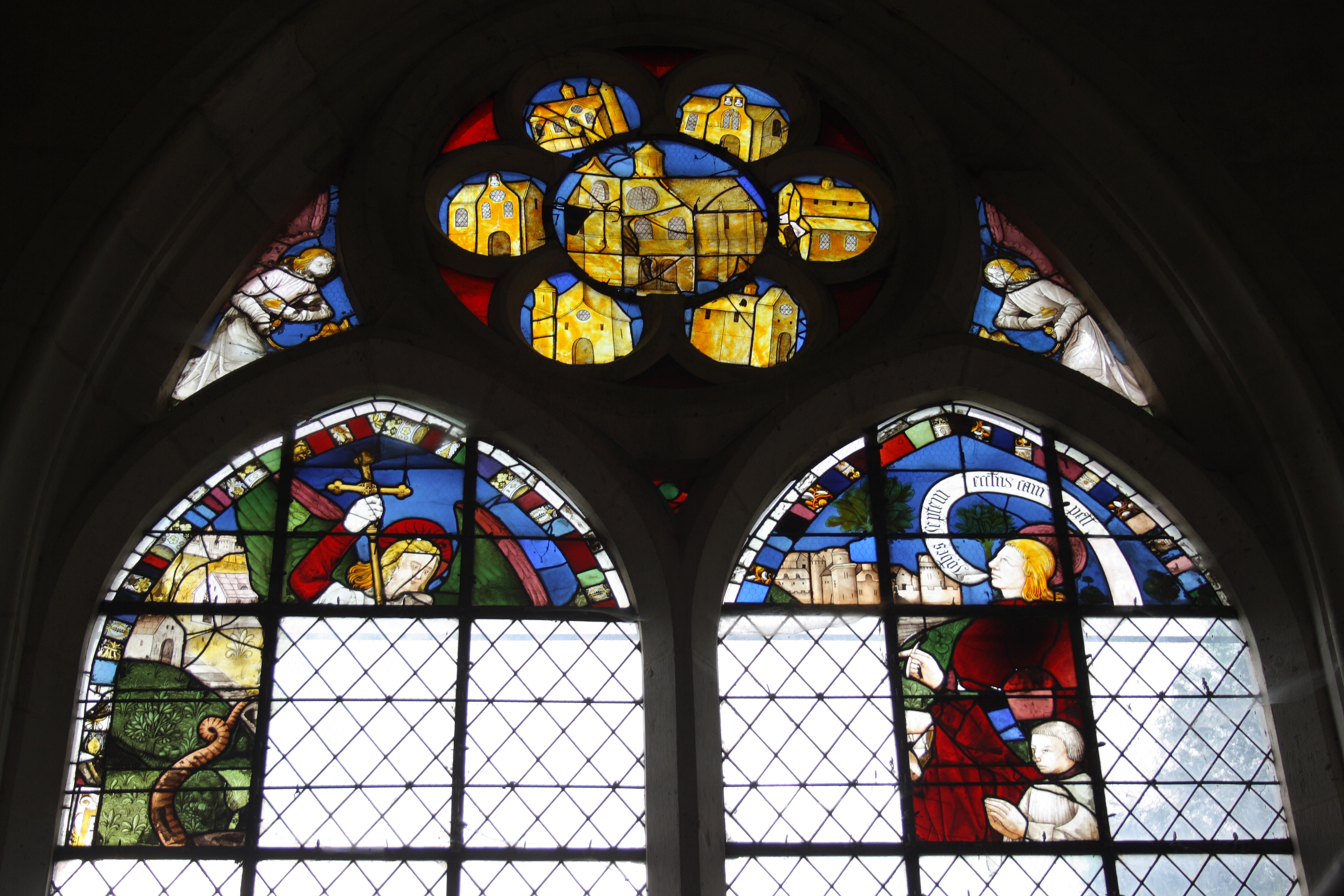
Doyenné de Champeaux et deux vestiges (chapelle d'angle sud-est, fenêtre est).
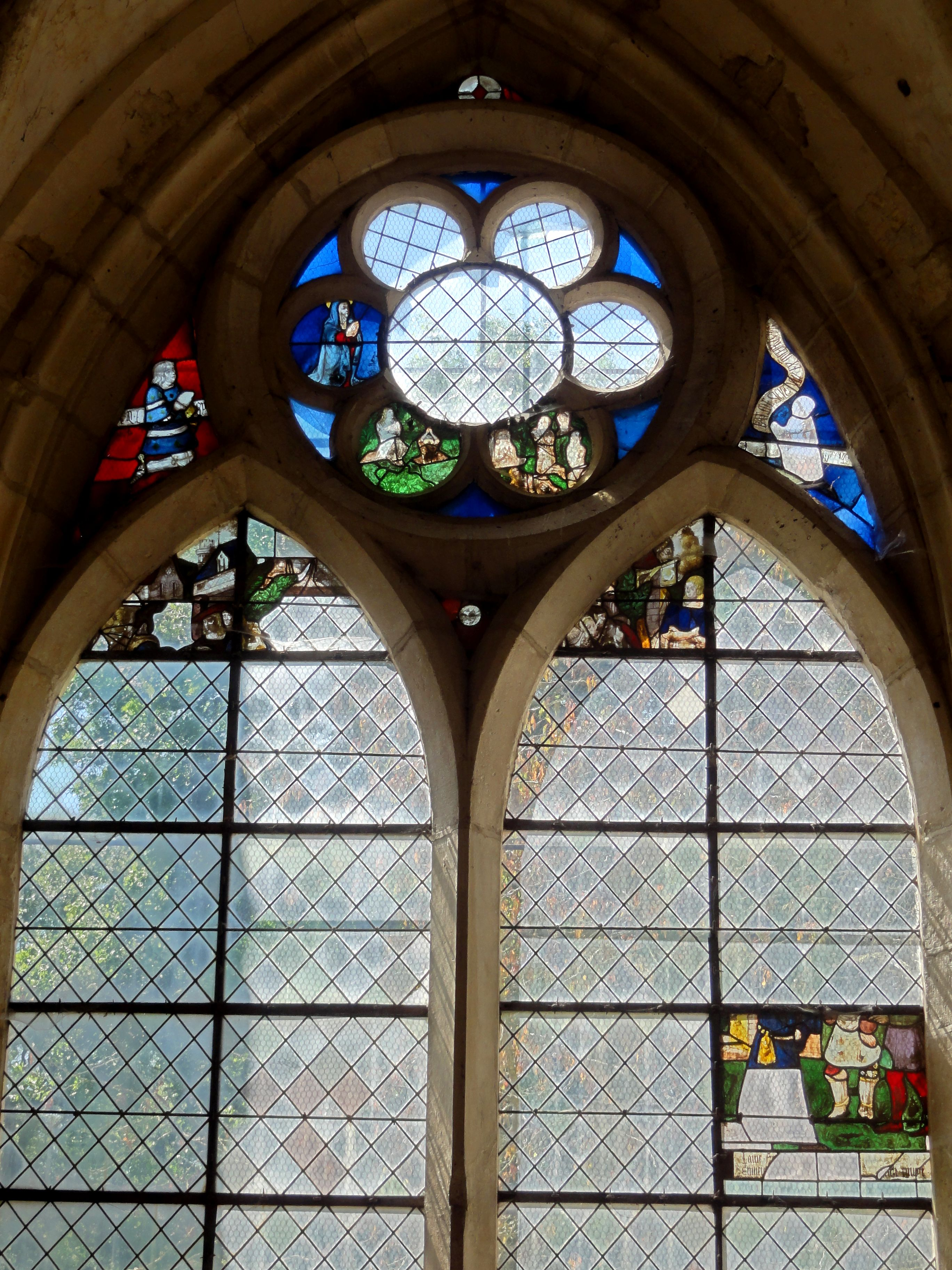
Résurrection des morts et Marie priant (5e travée du collatéral sud).
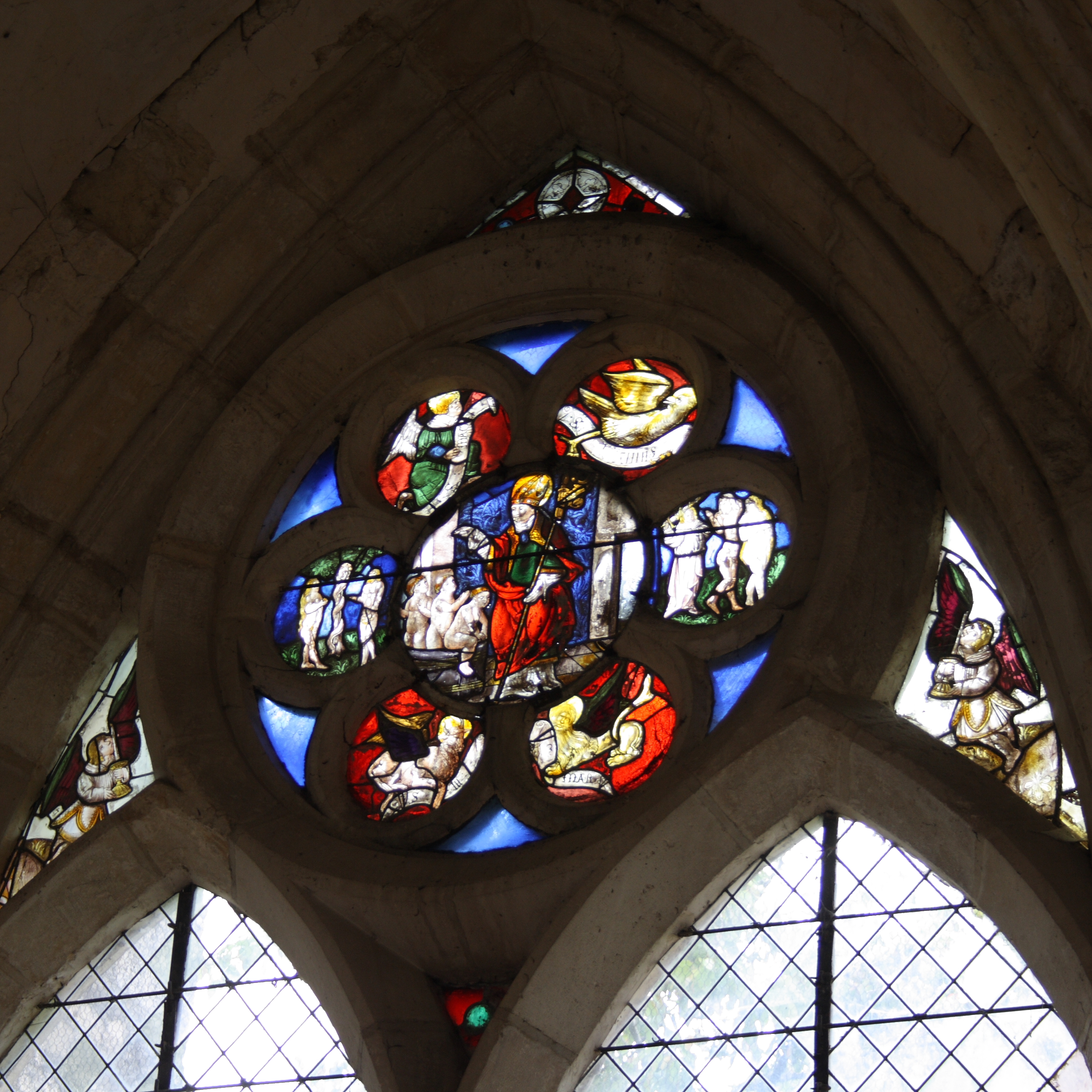
Saint Nicolas, Adam et Ève et Évangélistes (4e travée du collatéral sud).
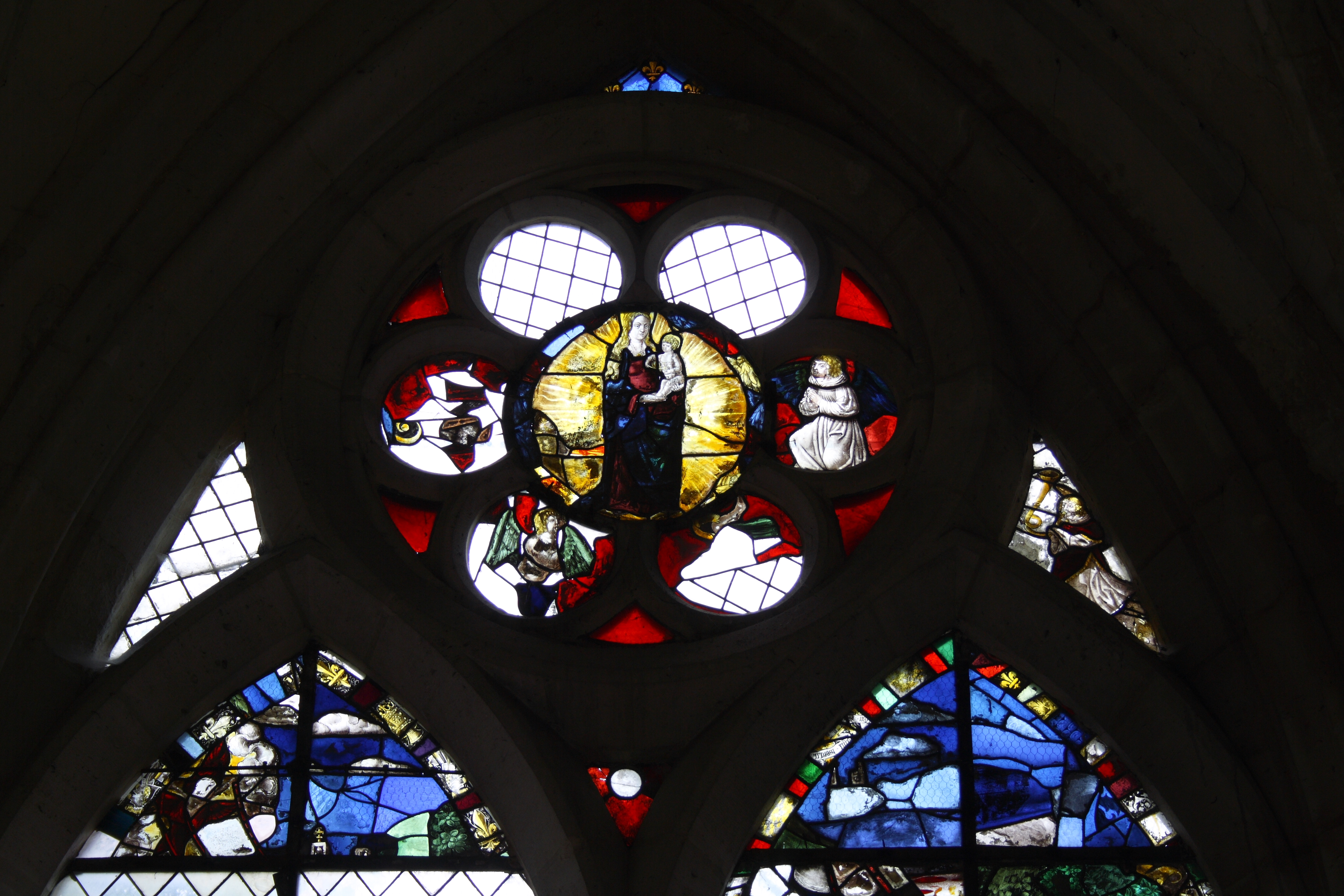
Vierge à l'Enfant et anges (3e travée du collatéral sud).

## Mobilier

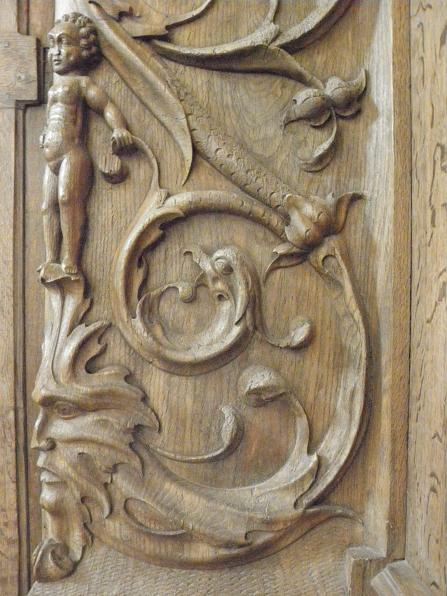
Détail d'une jouée aux motifs Renaissance.

### Les stalles
La collégiale présente un ensemble exceptionnel de 54 stalles réparties de part et d'autre du transept. On compte ainsi 26 stalles basses et 28 stalles hautes, œuvres sculptées dans le chêne par le menuisier parisien Richard Falaise.
Ces stalles, datant de 1522, ont fait l'objet d'une mesure de classement le 11 avril 1902.
Si par leurs thèmes burlesques ou satiriques les miséricordes participent encore du répertoire du Moyen Âge finissant, les jouées qui portent les dais des stalles, de même que le couronnement de ces derniers, trahissent l'influence de l'art de la Renaissance italienne.
Les miséricordes présentent entre autres un cycle intéressant, tiré de l'Ancien Testament, qui narre l'histoire de Job. Par ailleurs, la figuration de proverbes et de jeux de mots, de scènes de la vie quotidienne, témoigne de la verve de l'artiste qui frise parfois la truculence sinon la trivialité.

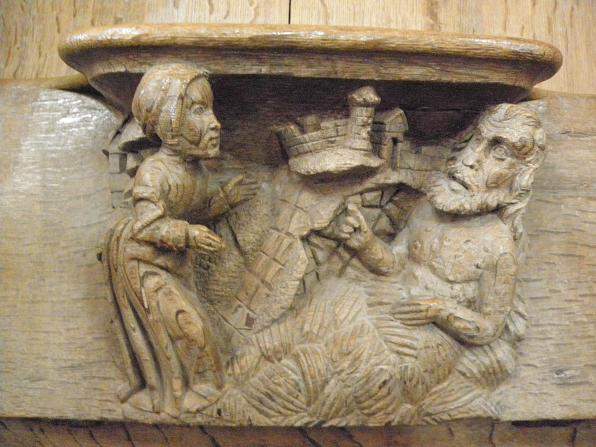
Job sur son tas de fumier.
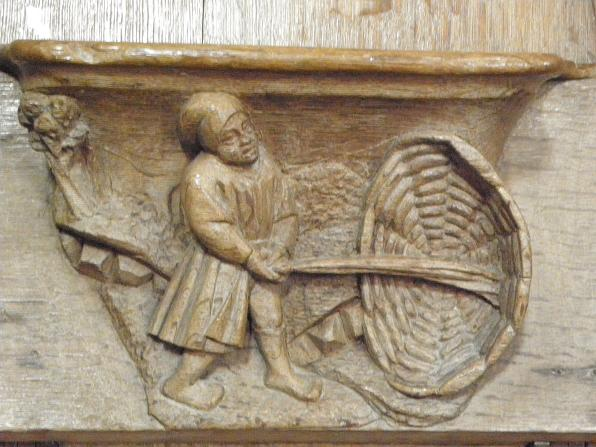
Petite pluie abat grand vent.
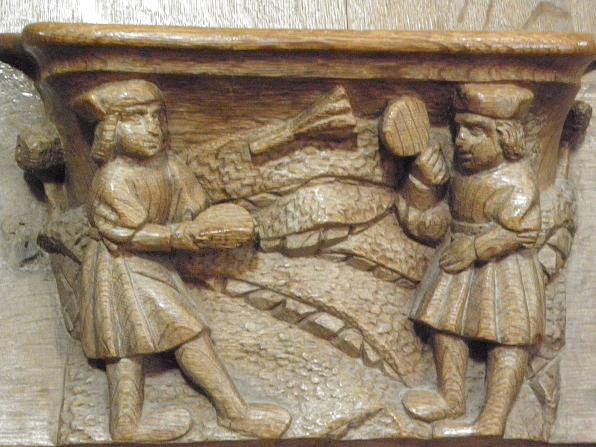
Personnages jouant au volant.
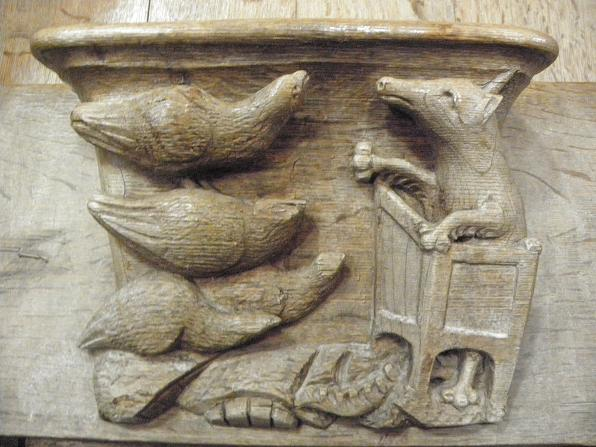
Renard prêchant des poules.

### Dalles funéraires et plaques de fondation
Largement moins connues que les stalles, souvent ignorées des visiteurs, les dalles funéraires de Saint-Martin de Champeaux constituent néanmoins un ensemble gravé de tout premier plan témoignant de l'art funèbre aux XIIIe et XIVe siècles et de la célébration du culte des morts au Moyen Âge. Les plus beaux spécimens sont regroupés dans les chapelles du chevet, dalles de chanoines, diacres ou sous-diacres voisinant avec celles de chevaliers ou nobles dames. Quelques inscriptions, épitaphes et plaques commémoratives de fondations de l'époque moderne complètent heureusement cette évocation de la mémoire des défunts. Cinquante-deux dalles funéraires, plaques de fondation, plaques commémoratives et épitaphes ont été relevées par le baron Ferdinand de Guilhermy au troisième quart du XIXe siècle. La majorité concernent naturellement des chanoines. Dix-sept parmi elles ont été classées monument historique au titre immeuble ou au titre objet par arrêté du 17 mars 1955. La plupart se trouvent dans la chapelle devant le chevet. Les dalles funéraires ont toutes été restaurées en 1988 ou 1990 ; beaucoup sont toutefois cachées par le mobilier, alors que les plaques de fondation sont encastrées dans les murs et piliers. Les plaques suivantes sont classées :
- La dalle funéraire à effigie gravée de Hugues, sous-diacre, mort en 1266[37],[38].
- La dalle funéraire à effigie gravée de Dreux, diacre, mort en 1299[39],[40] (sans illustration).
- La dalle funéraire à effigie gravée de Philippe de Villaines, chapelain, mort le 29 novembre 1301[41],[42] (sans illustration).
- La dalle funéraire à effigies gravées d'une dame entre deux chevaliers, datant du XIVe siècle[43] (sans illustration).
- La dalle funéraire à effigie gravée d'Arnaud Donadieu, prêtre du diocèse de Cahors, prévot du chapitre de Champeaux, mort en 1324[44],[45] (sans illustration).
- La dalle funéraire à effigie gravée de Bernard de Fuer, diacre, mort en 1329[46],[47] (sans illustration).
- La dalle funéraire à effigies gravées de Pierre des Marts, chevalier, mort en 1333, et de Rose, sa femme. Le couple est accompagné de son fils, vêtu lui aussi tel un chevalier à l'instar du père ; leur fille étant représentée à leurs pieds[48],[49].
- La dalle funéraire d'un bourgeois de Meaux, mort en 1335[50],[51].
- La dalle funéraire à effigies gravées du chanoine Rigaud d'Aurillac, mort en 1347. L'œuvre, en pierre de liais, est enrichie de marbre (tête aux traits effacés). Coiffé de l'aumusse, les pieds reposant sur un épagneul, symbole de fidélité, le défunt est représenté dans une architecture du gothique rayonnant, entouré de deux anges thuriféraires et de dix anges musiciens jouant de la trompette, de la cornemuse, du tambour, de la vièle ou encore de l'orgue portatif[52],[53].
- La plaque commémorative des fondations faites par le chanoine François Le Coq, mort en 1573[54],[55].
- La plaque commémorative des fondations faites par le chanoine François Daultour, mort en 1608[56],[57].

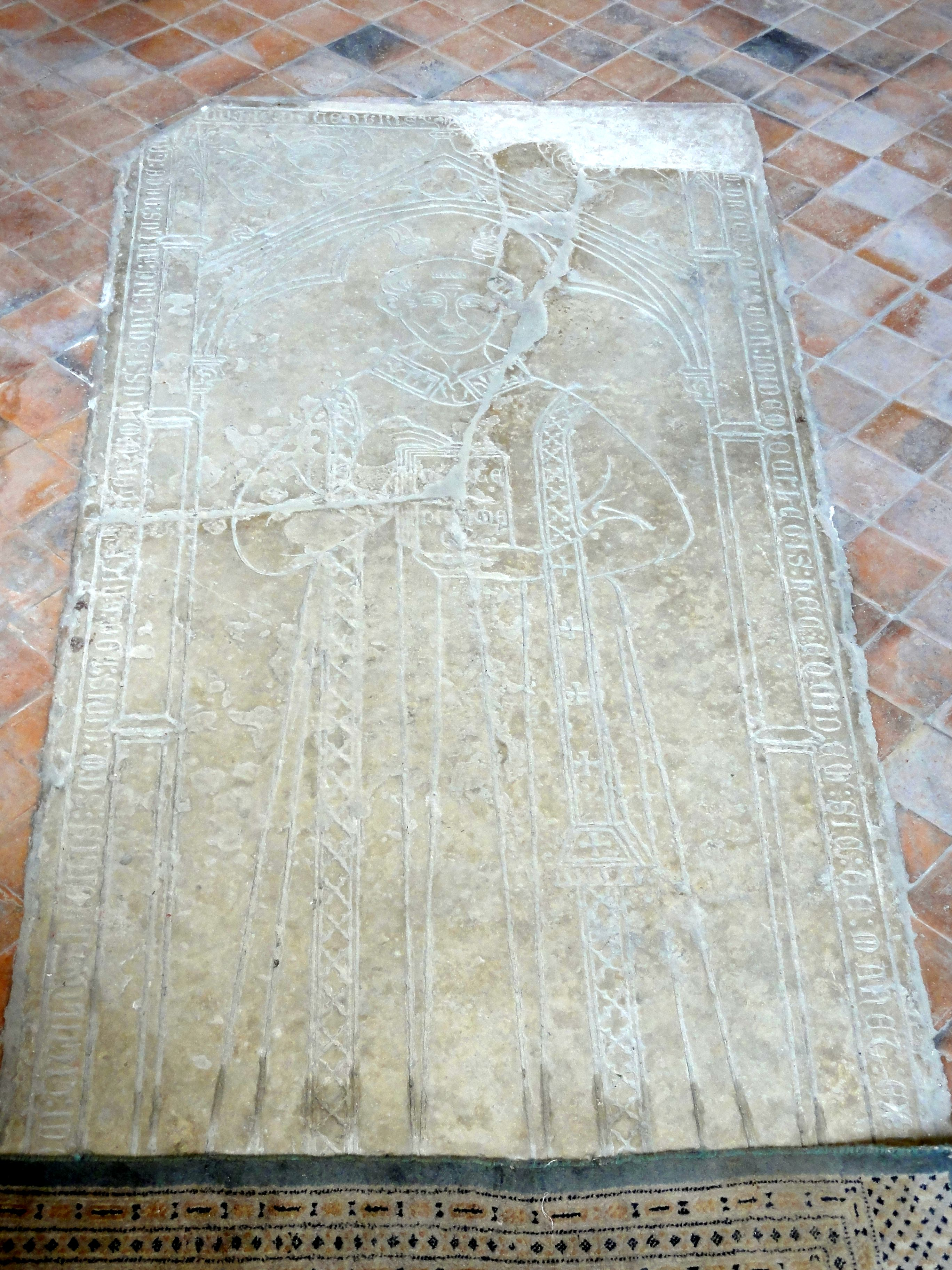
Dalle funéraire du sous-diacre Hugues.
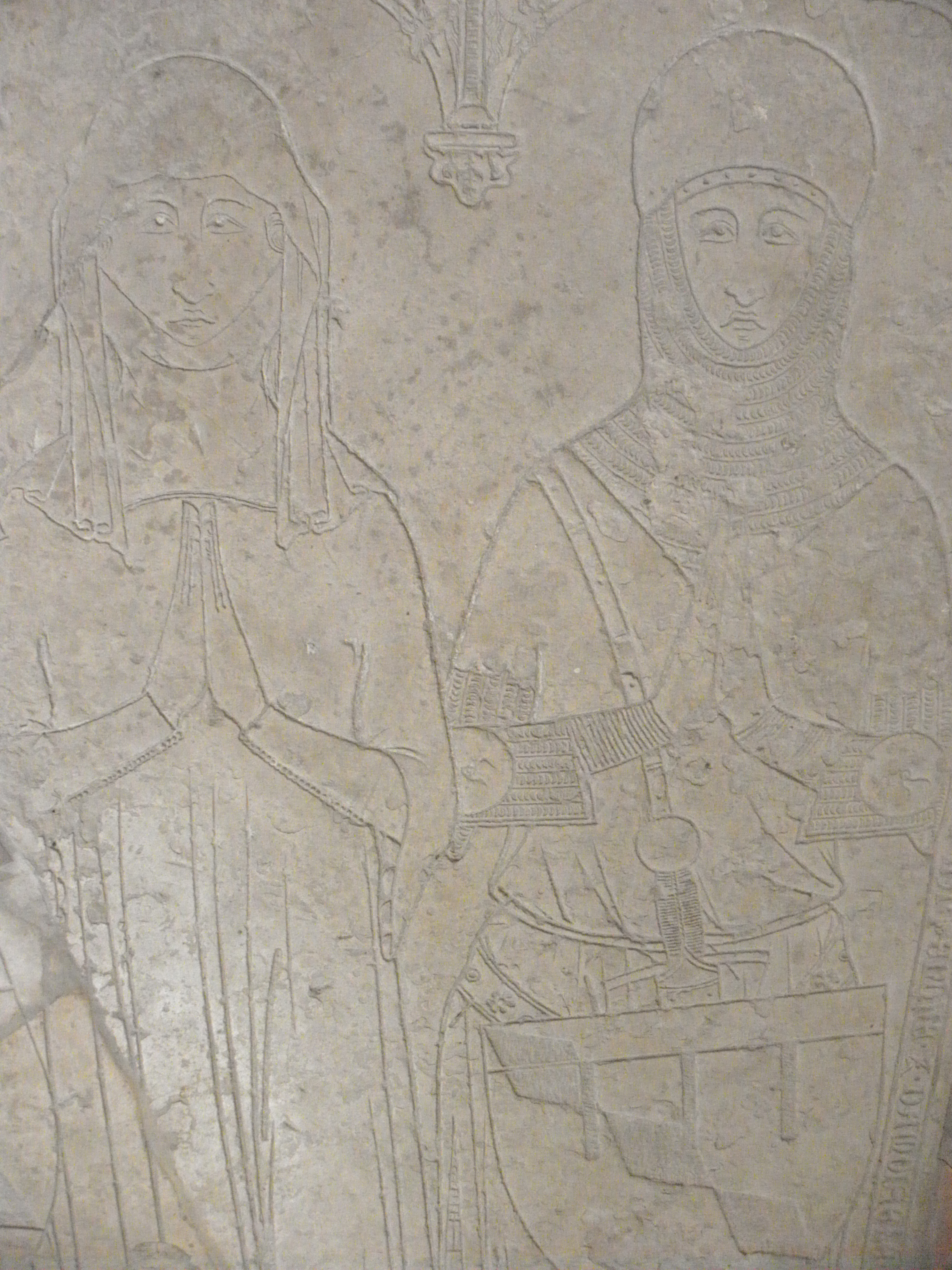
Dalle funéraire de Pierre et Rose des Marets.
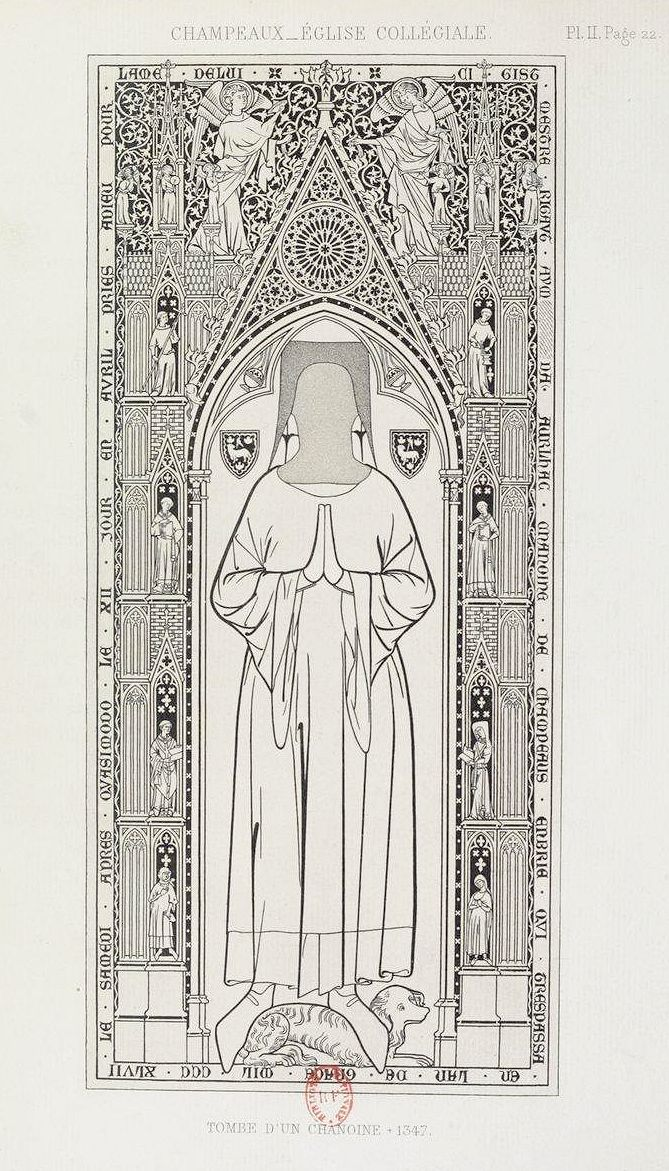
Dalle funéraire de Rigaud d'Aurillac.
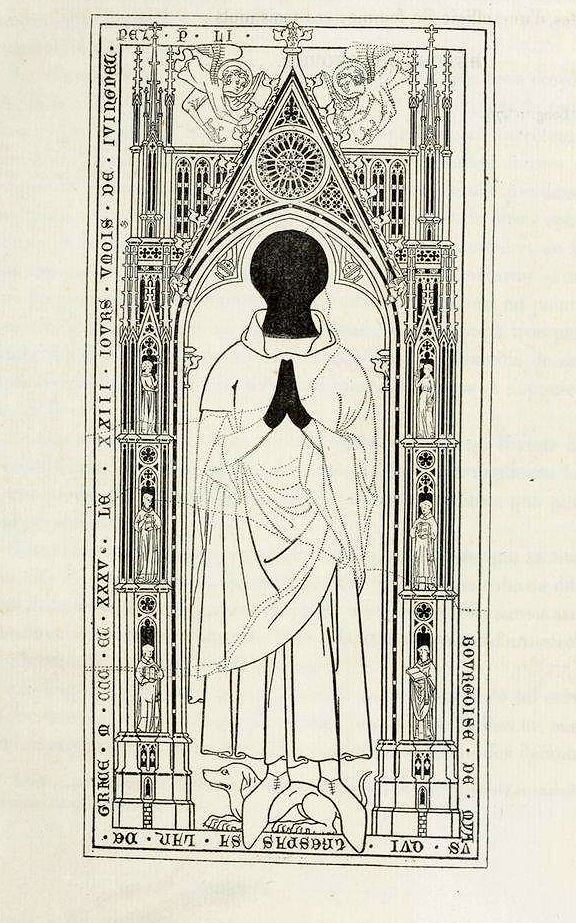
Dalle funéraire d'un bourgeois de Meaux.
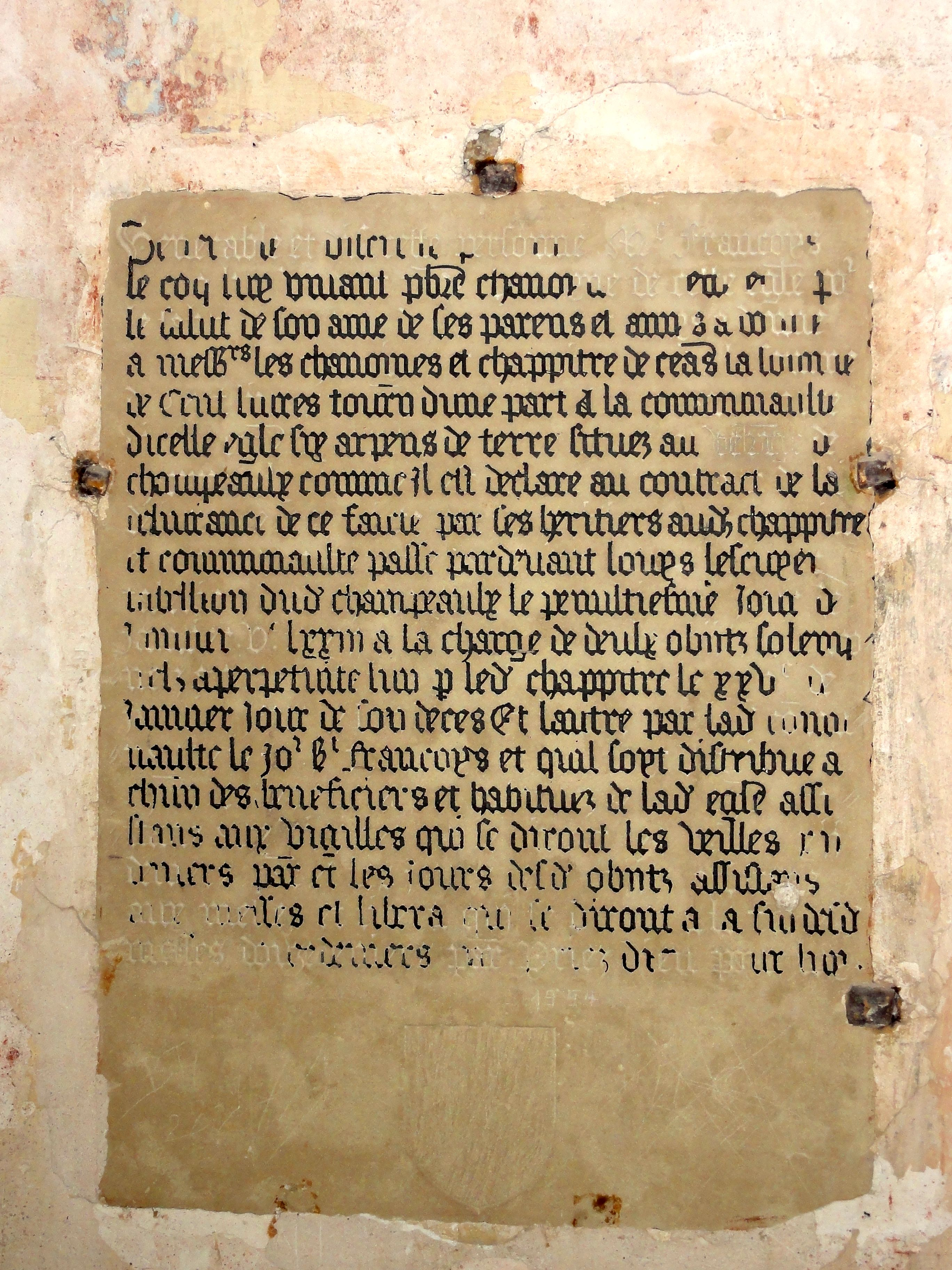
Plaque de fondation du chanoine François Le Coq.
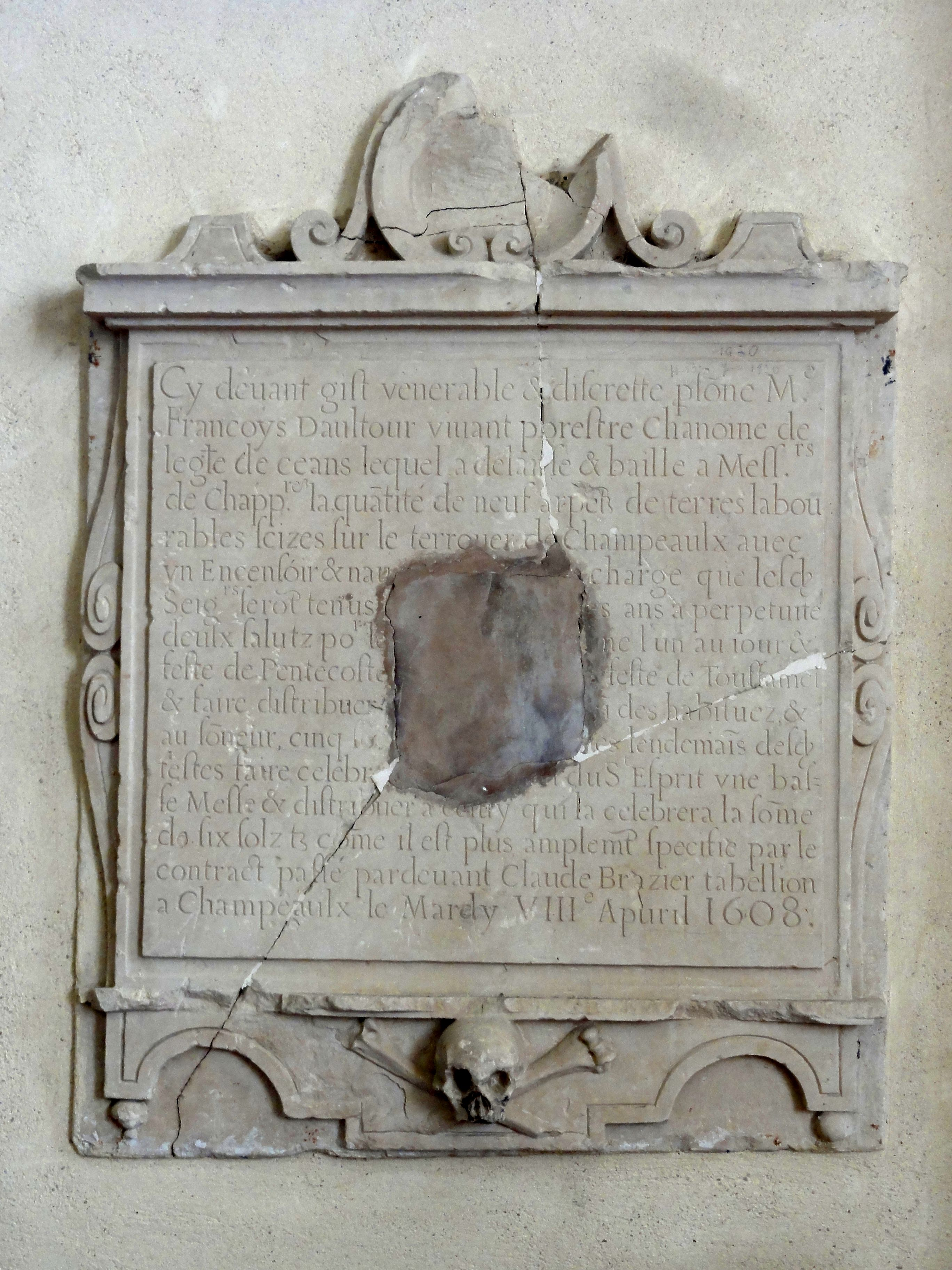
Plaque de fondation du chanoine François Daultour.

- La plaque commémorative des fondations faites par le chanoine Étienne Bourdier, mort le 2 mars 1631[58],[59].
- La plaque commémorative des fondations faites par le chanoine Louis Jousset, mort le 25 juin 1652[60],[61].
- La plaque commémorative des fondations faites par le chanoine Claude Auffroy, mort le 24 août 1673[62],[63].
- La plaque commémorative des fondations faites par le chanoine Nicolas Allan, mort le 20 avril 1636[64],[65].
- La plaque commémorative des fondations faites par le chanoine Jerôme de Durand, mort le 24 juin 1668[66],[67].
- La plaque commémorative des fondations faites par le chanoine Étienne Guenyard, mort le 11 avril 1773[68],[69].

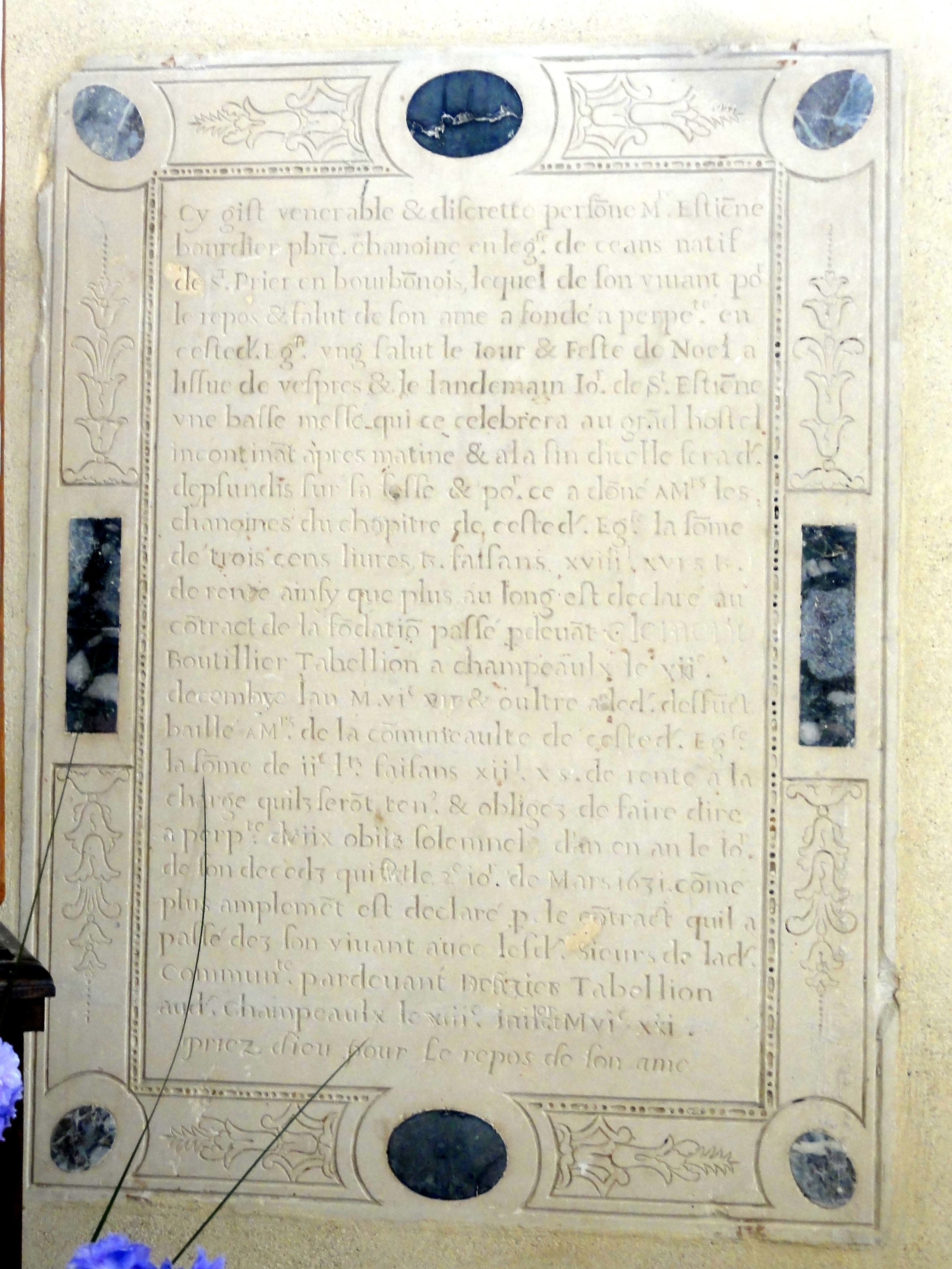
Plaque de fondation du chanoine Étienne Bourdier.
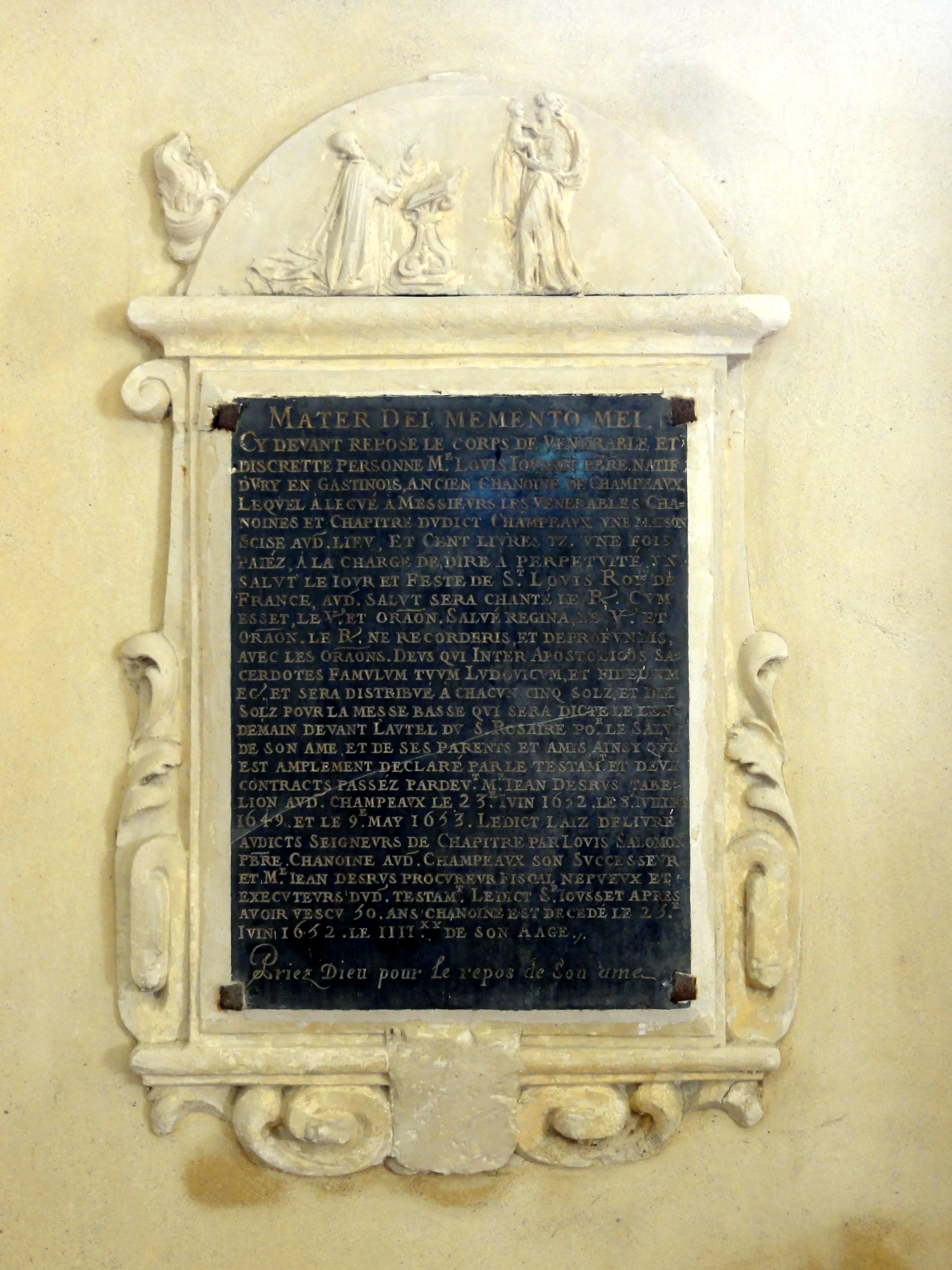
Plaque de fondation du chanoine Louis Jousset.
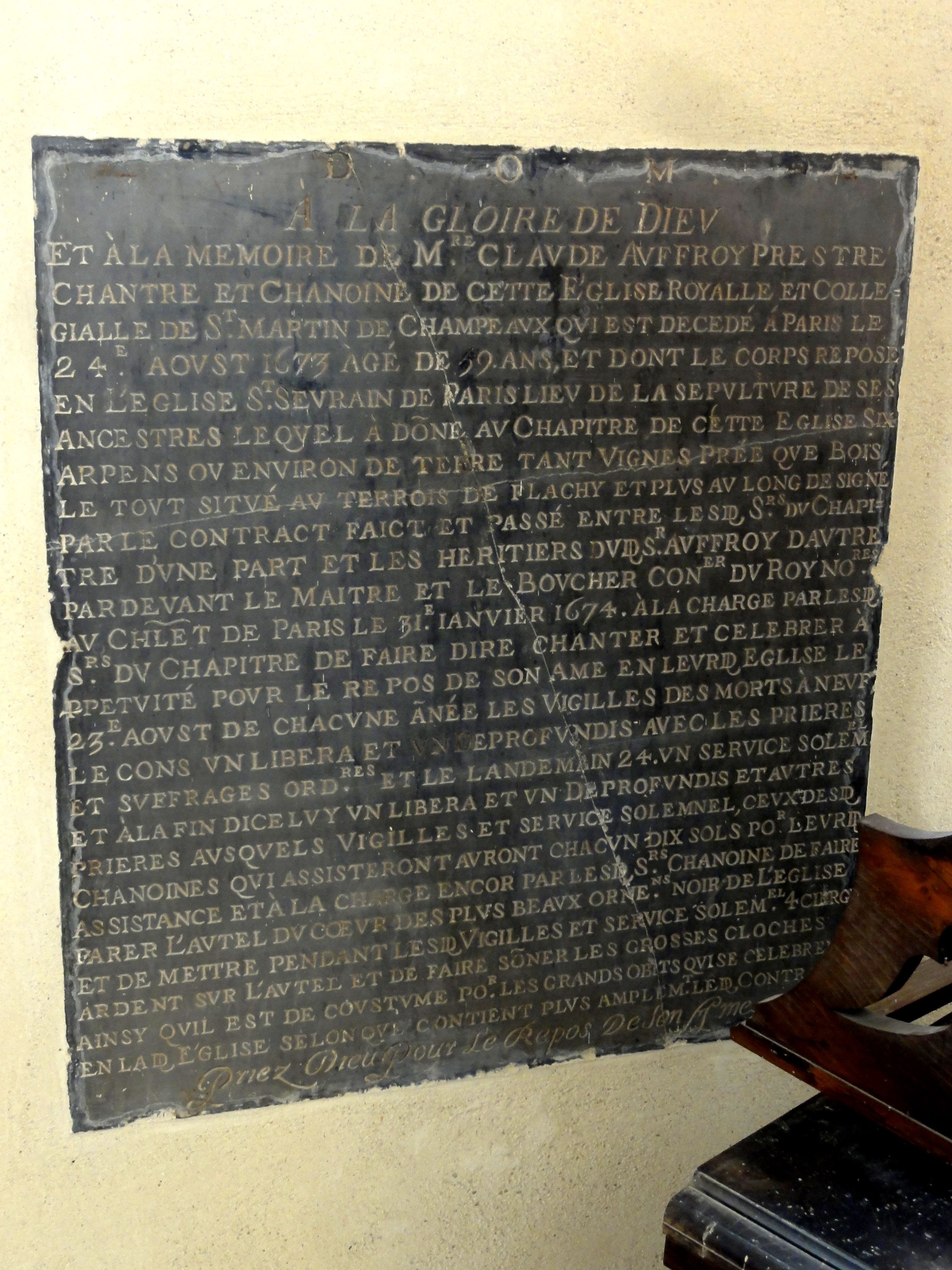
Plaque de fondation du chanoine Claude Auffroy.
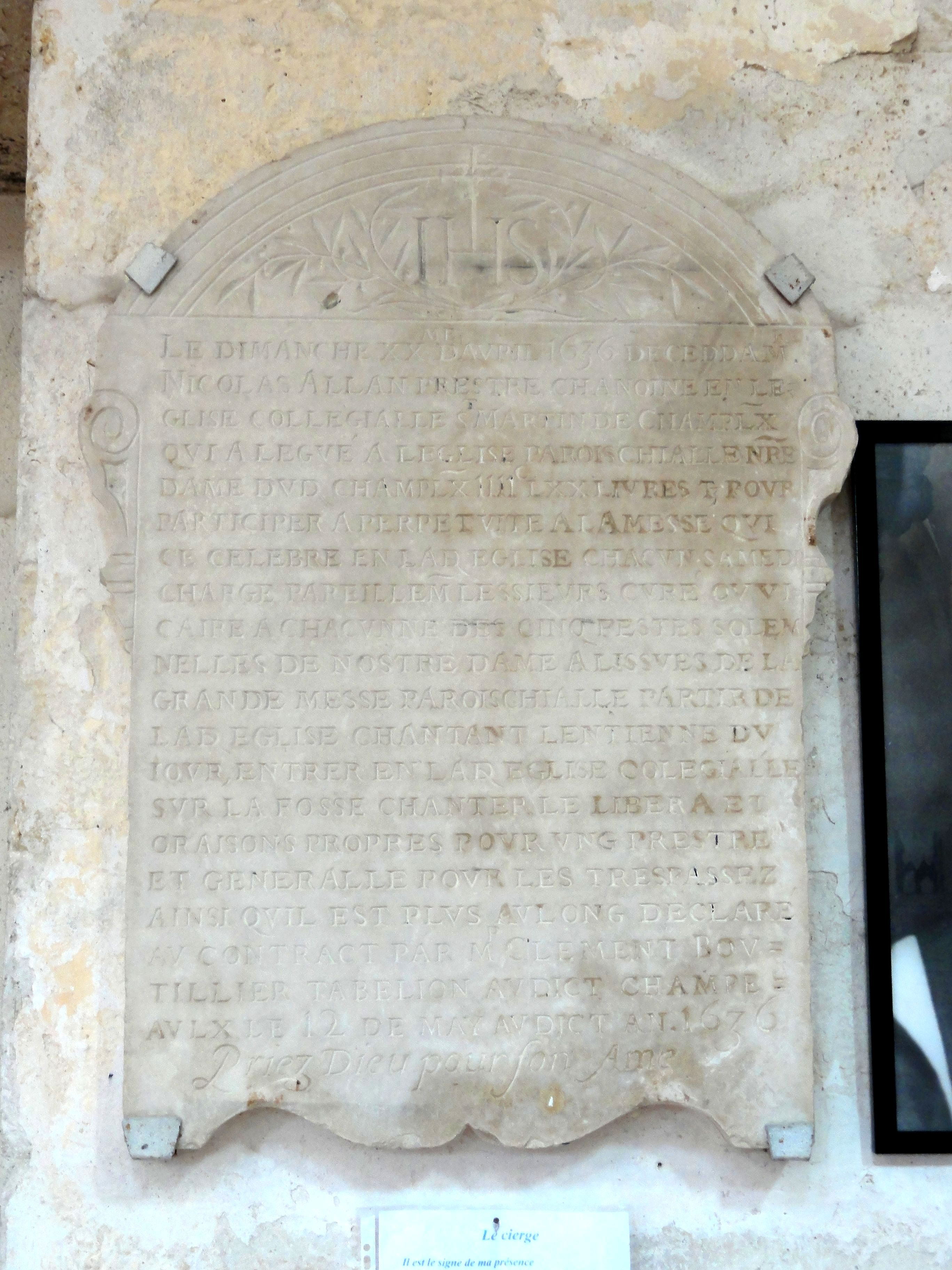
Plaque de fondation du chanoine Nicolas Allan.
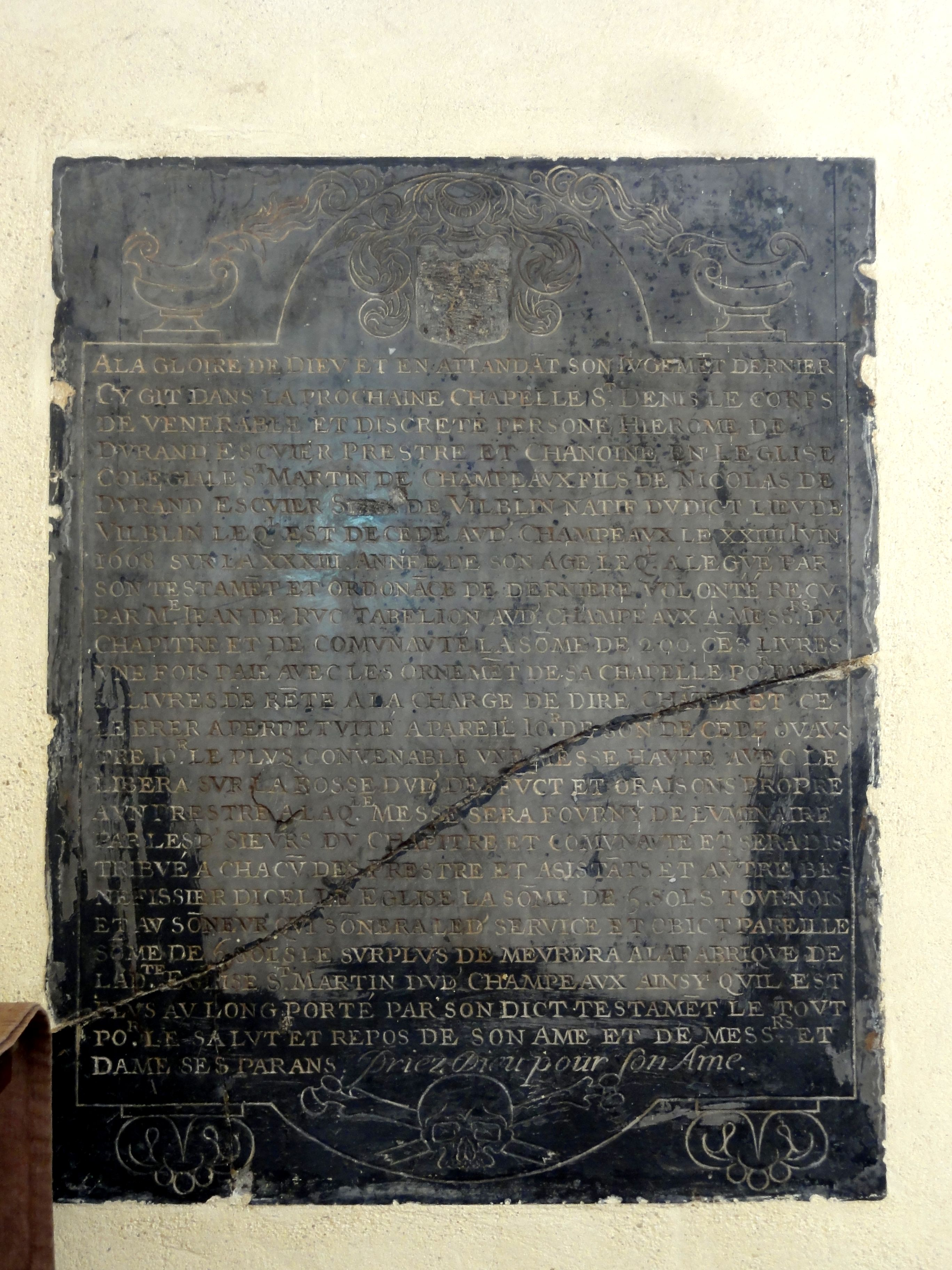
Plaque de fondation du chanoine Jerôme de Durand.
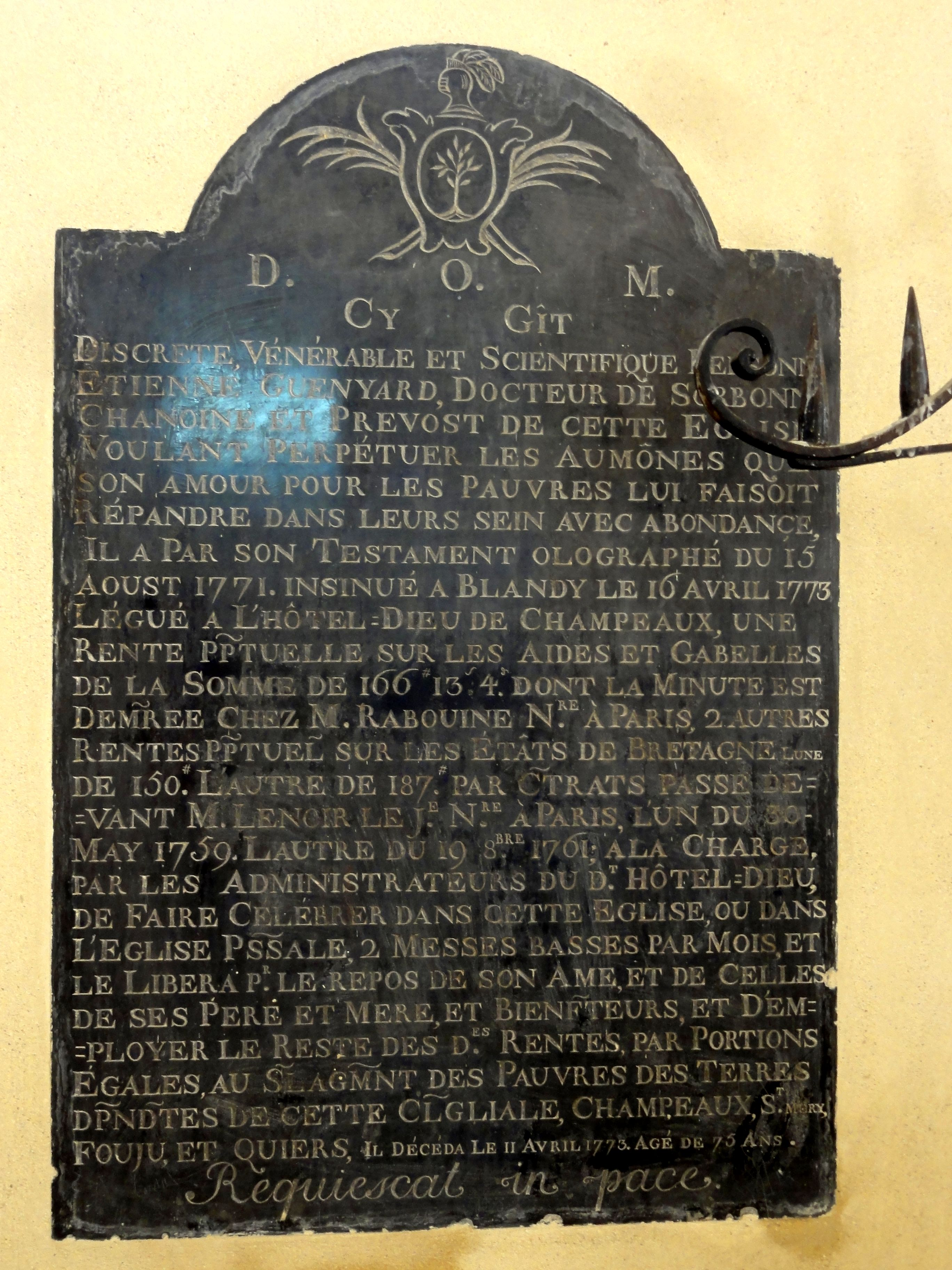
Plaque de fondation du chanoine Étienne Guenyard.

### Autres œuvres d'art
- L'ancien maître-autel et son grand retable de bois datant du XVIIe siècle, situés autrefois au fond du chœur et relégués dans le croisillon sud depuis 1954-1955. Classé le 9 mai 1967, le retable est orné d'une sainte Marie-Madeleine au pied du Christ en croix[70].
- Les statues de saint Martin et sainte Fare, du XVIIIe siècle, placées de part et d'autre de l'ancien maître-autel.
- Les statues de la Vierge et de saint Jean, provenant d'un calvaire ou d'une poutre de gloire. Elles sont hautes de 110 cm environ et datent du XVIe siècle[71] (sans illustration).
- La statue en bois polychrome de saint Denis céphalophore, en grandeur nature. Elle date du XIIIe siècle) et a été classée le 10 novembre 1928[72].
- L'aigle-lutrin en bois de l'époque baroque, non encore classé aux monuments historiques.
- Un fauteuil de célébrant et deux tabourets, datant du XVIIIe siècle et se trouvant dans un état médiocre[73] (sans illustration).
- Un cycle de peintures très dégradées et peu lisibles, du XVIe siècle, ayant pour thème la Passion du Christ, sur le mur de clôture du chœur derrière les stalles). Il a été classé le 28 février 1948[74] (sans illustration).
- Une cloche en bronze de 1730, la seule qui n'a pas été fondue à la Révolution[75],[76] (sans illustration).

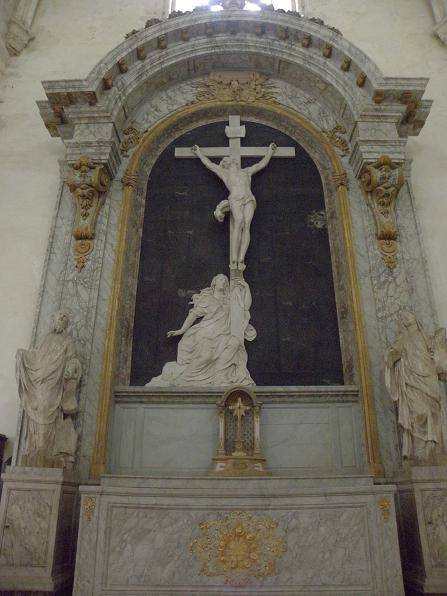
Maître-autel.
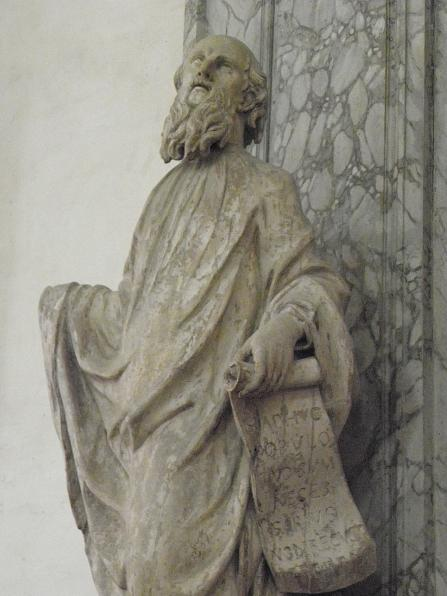
Statue de saint Martin.
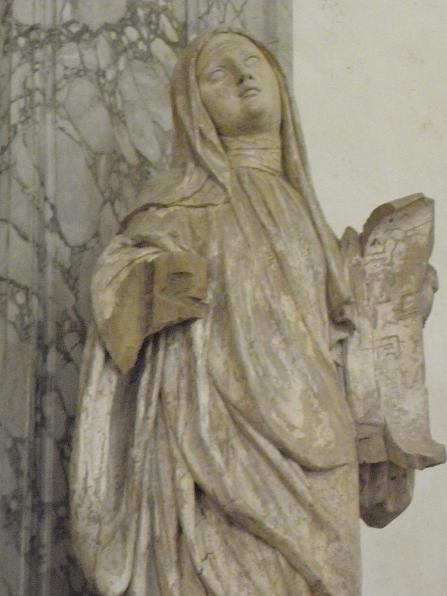
Statue de sainte Fare.
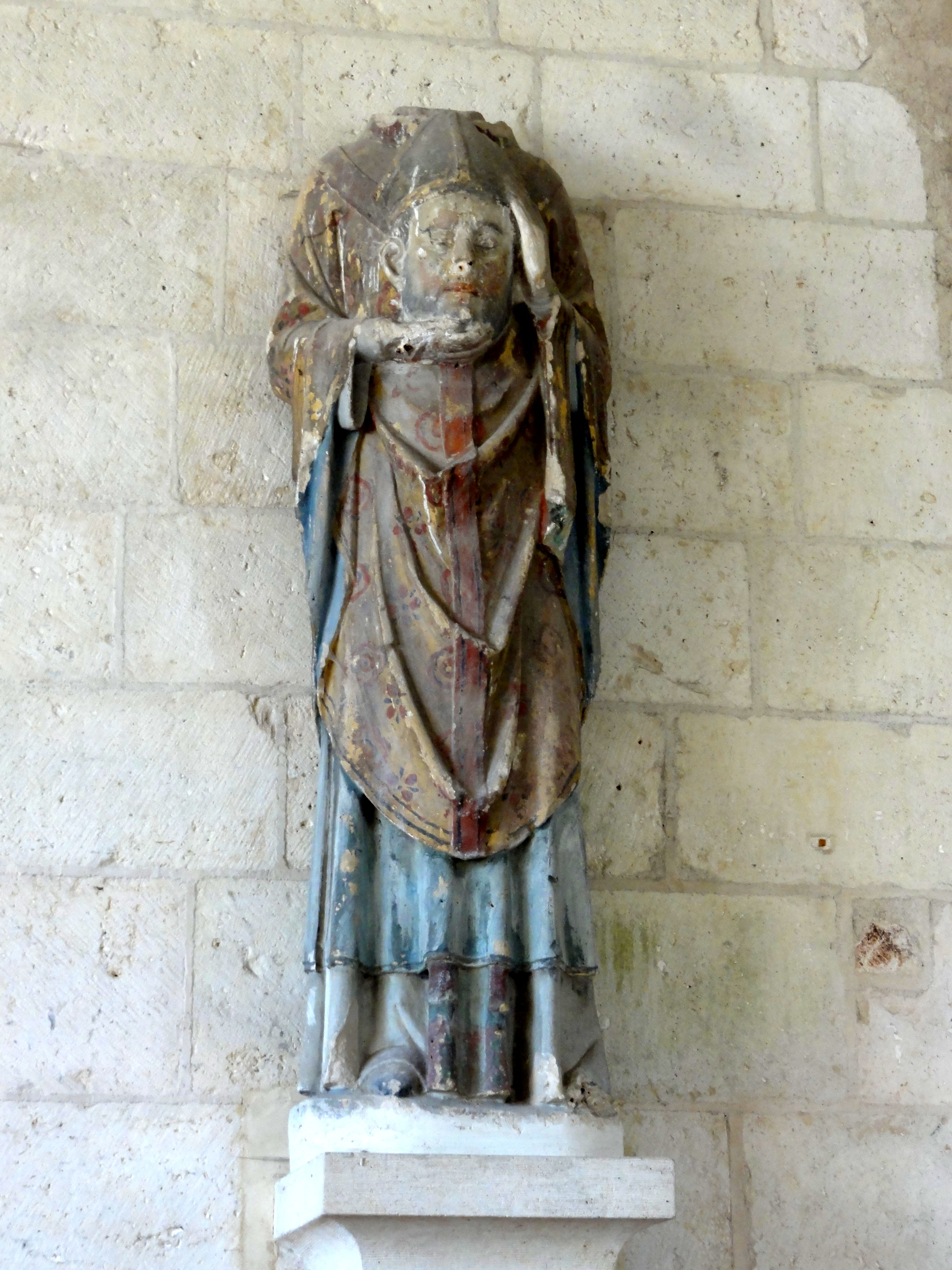
Saint Denis céphalophore.
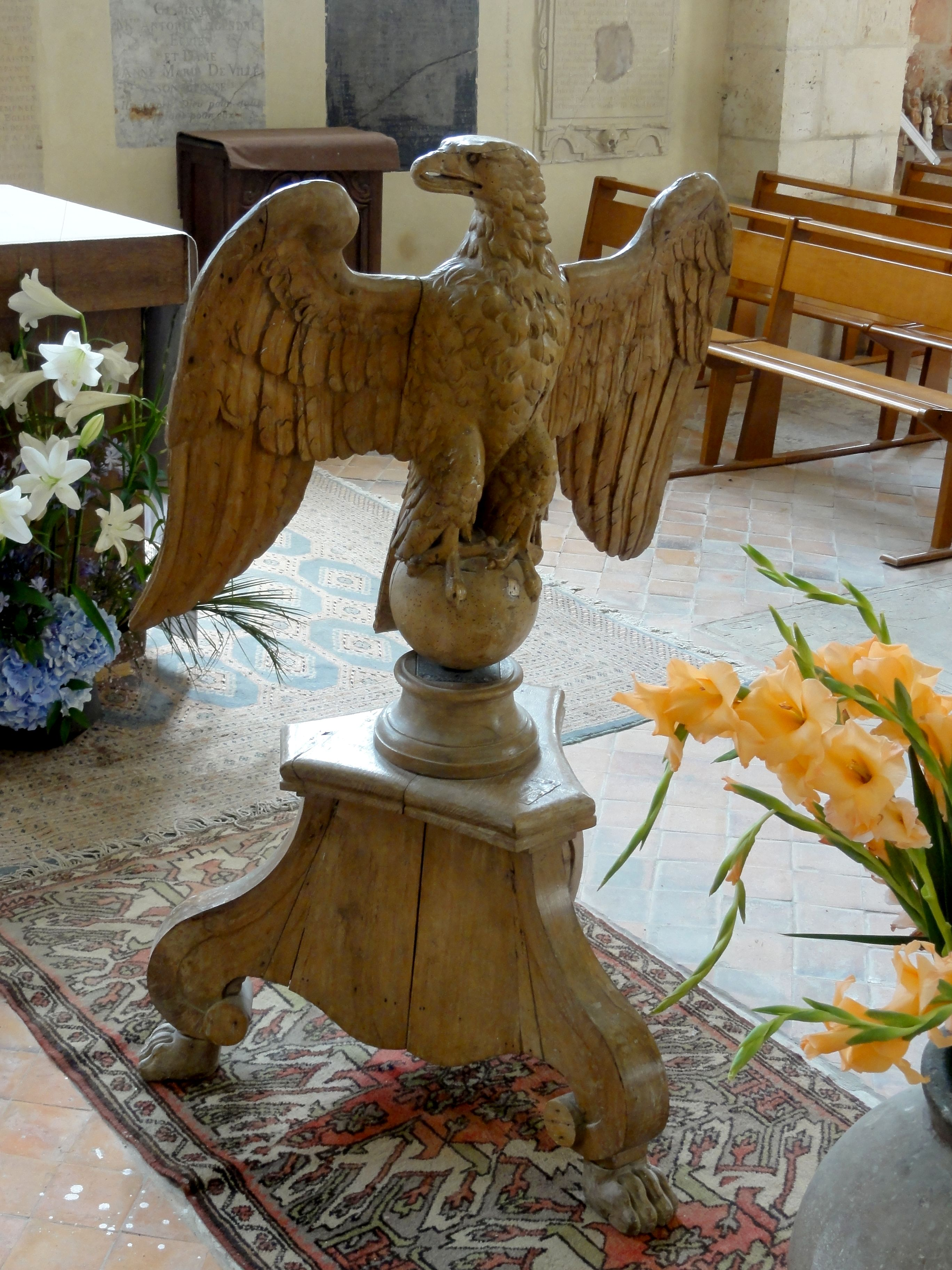
Aigle-lutrin.

## Personnalités liées à l'abbaye
- Saint-Médéric, âgé, dut par suite de maladie séjourner en ce lieu assez longtemps, en compagnie d'un autre moine de l'abbaye de Saint-Martin d'Autun, Saint-Frodulphe, à la fin du VIIe siècle[77].
- Guillaume de Champeaux (1070-1121), philosophe et théologien, maître d'Abélard, fut chanoine de Champeaux[7].
- Antoine de Bar, archevêque de Tours de 1528 à 1547, fut chanoine de Champeaux[7].
- Antoine Sanguin de Meudon (1502-1559), dit cardinal de Meudon, grand aumônier du roi François Ier, archevêque de Toulouse, fut chanoine de Champeaux[7].
- Benjamin de La Villatte, poète et chanoine mort en 1641.
- Alexandre Lascaris de Vintimille (1712-1786), Chanoine de Champeaux (1733), grand vicaire général de l'Archevêque de Paris, chanoine régulier de Saint Honoré pourvu de l'abbaye de Figeac (1749), aumônier du roi Louis XV, évêque de Toulon (1759-1786)